# Richard Nixon
Richard Milhous Nixon (9 tháng 1 năm 1913 – 22 tháng 4 năm 1994) là một chính trị gia và luật sư người Mỹ, từng giữ chức tổng thống Hoa Kỳ thứ 37 từ năm 1969 đến năm 1974. Là thành viên của Đảng Cộng hòa, trước đây ông từng là dân biểu và thượng nghị sĩ từ California rồi là phó tổng thống thứ 36 từ năm 1953 đến năm 1961 dưới thời Tổng thống Dwight D. Eisenhower. Nhiệm kỳ tổng thống của ông đã chứng kiến việc Hoa Kỳ giảm bớt sự can dự vào Chiến tranh Việt Nam, détente với Liên Xô và Trung Quốc, cuộc đổ bộ lên Mặt Trăng của Apollo 11, thành lập Cục Bảo vệ Môi sinh và Cơ quan Quản lý An toàn và Sức khỏe Nghề nghiệp. Nhiệm kỳ thứ hai của Nixon kết thúc sớm khi ông trở thành tổng thống duy nhất từ chức do hậu quả của vụ bê bối Watergate.
Nixon sinh ra trong một gia đình Quakers nghèo tại Yorba Linda, miền Nam California. Ông tốt nghiệp Trường Luật Đại học Duke năm 1937 và trở về California để hành nghề luật sư. Ông và người vợ Pat chuyển đến Washington vào năm 1942 để làm việc cho chính phủ liên bang. Sau khi phục vụ trong Lực lượng Trừ bị Hải quân trong Chiến tranh Thế giới thứ hai, ông được bầu Hạ viện năm 1946. Việc theo đuổi chuyên án Hiss đã tạo dựng danh tiếng cho Nixon như một nhân vật chống cộng hàng đầu, đưa vị thế của ông lên tầm quốc gia. Năm 1950, ông được bầu vào Thượng viện. Ông để thua sít sao trước ứng cử viên Đảng Dân chủ John F. Kennedy trong cuộc bầu cử tổng thống năm 1960. Sau khi thất bại trong cuộc đua giành chức thống đốc bang California năm 1962, ông tuyên bố rút lui khỏi đời sống chính trị. Tuy nhiên, vào năm 1968, Nixon ra tranh cử tổng thống một lần nữa và đánh bại đương kim phó tổng thống của Đảng Dân chủ Hubert Humphrey.
Nhằm mục đích đưa Việt Nam Dân chủ Cộng hòa đến bàn đàm phán, Nixon đã ra lệnh tiến hành các chiến dịch quân sự và ném bom rải thảm ở Campuchia. Ông đã thành công trong việc chấm dứt sự tham gia chiến đấu của Mỹ tại Việt Nam vào năm 1973 và chế độ quân dịch bắt buộc cùng năm. Chuyến thăm Trung Quốc của Nixon vào năm 1972 đã dẫn đến mối quan hệ ngoại giao giữa hai quốc gia và sau đó ông ký kết Hiệp ước chống tên lửa đạn đạo với Liên Xô cùng năm. Về mặt đối nội, Nixon nỗ lực thúc đẩy việc thông qua Đạo luật Kiểm soát Chất cấm và khởi đầu Cuộc chiến chống ma túy. Nhiệm kỳ đầu tiên của Nixon diễn ra vào thời kỳ đỉnh cao của phong trào môi trường tại Mỹ và đã thi hành nhiều thay đổi chính sách môi trường tiến bộ; chính phủ của ông thành lập Cục Bảo vệ Môi sinh, thông qua những đạo luật như Đạo luật về các loài có nguy cơ tuyệt chủng và Đạo luật Không khí sạch. Ông triển khai Tu chính án thứ 26 vừa mới được phê chuẩn, giảm độ tuổi bầu cử từ 21 xuống còn 18 tuổi và thực thi việc xóa bỏ sự phân biệt chủng tộc ở các trường học miền Nam. Dưới thời Nixon, quan hệ với người Mỹ bản địa đã được cải thiện, thể hiện qua sự gia tăng quyền tự quyết của người Mỹ bản địa và chính quyền của ông đã dỡ bỏ chính sách giới hạn. Nixon đã áp đặt kiểm soát tiền lương và giá cả trong vòng 90 ngày, bắt đầu Cuộc chiến chống ung thư cũng như chỉ đạo cuộc đổ bộ lên Mặt Trăng của Apollo 11, báo hiệu kết thúc Cuộc chạy đua vào không gian. Ông tái đắc cử vào năm 1972 khi đánh bại ứng cử viên Đảng Dân chủ George McGovern ở một trong những chiến thắng áp đảo nhất lịch sử Hoa Kỳ.
Trong nhiệm kỳ thứ hai, Nixon đã ra lệnh tiến hành một cuộc không vận nhằm tiếp tế cho Israel trong Chiến tranh Yom Kippur, một cuộc xung đột đã dẫn đến khủng hoảng dầu mỏ tại Hoa Kỳ. Từ năm 1973, những tiết lộ liên tiếp về việc chính quyền Nixon có dính dáng đến vụ bê bối Watergate đã làm suy giảm sự ủng hộ dành cho ông trong Quốc hội và công chúng. Vụ bê bối này bắt nguồn từ một vụ đột nhập vào văn phòng Ủy ban Toàn quốc Đảng Dân chủ, do các quan chức trong chính quyền ra lệnh, và đã leo thang bất chấp những nỗ lực che đậy của chính quyền Nixon mà bản thân ông cũng đã biết rõ. Vào ngày 9 tháng 8 năm 1974, đối mặt với việc gần như chắc chắn bị luận tội và phế truất, Nixon từ chức. Sau đó, ông được người kế nhiệm Gerald Ford ân xá. Trong 20 năm nghỉ hưu, Nixon đã viết hồi ký cùng 9 cuốn sách khác nhau, đồng thời thực hiện nhiều chuyến xuất ngoại, khôi phục hình ảnh thành một chính khách lão làng và cố vấn tối cao về mặt đối ngoại. Ông bị đột quỵ nặng vào ngày 18 tháng 4 năm 1994, và qua đời 4 ngày sau đó ở tuổi 81. Những cuộc khảo sát của các sử gia và nhà khoa học chính trị đã xếp Nixon là tổng thống dưới mức trung bình. Tuy nhiên, các đánh giá về ông đã được chứng minh là tương đối phức tạp, với những thành công của ông trên cương vị tổng thống trái ngược với hoàn cảnh ông rời nhiệm sở.

## Đầu đời và giáo dục

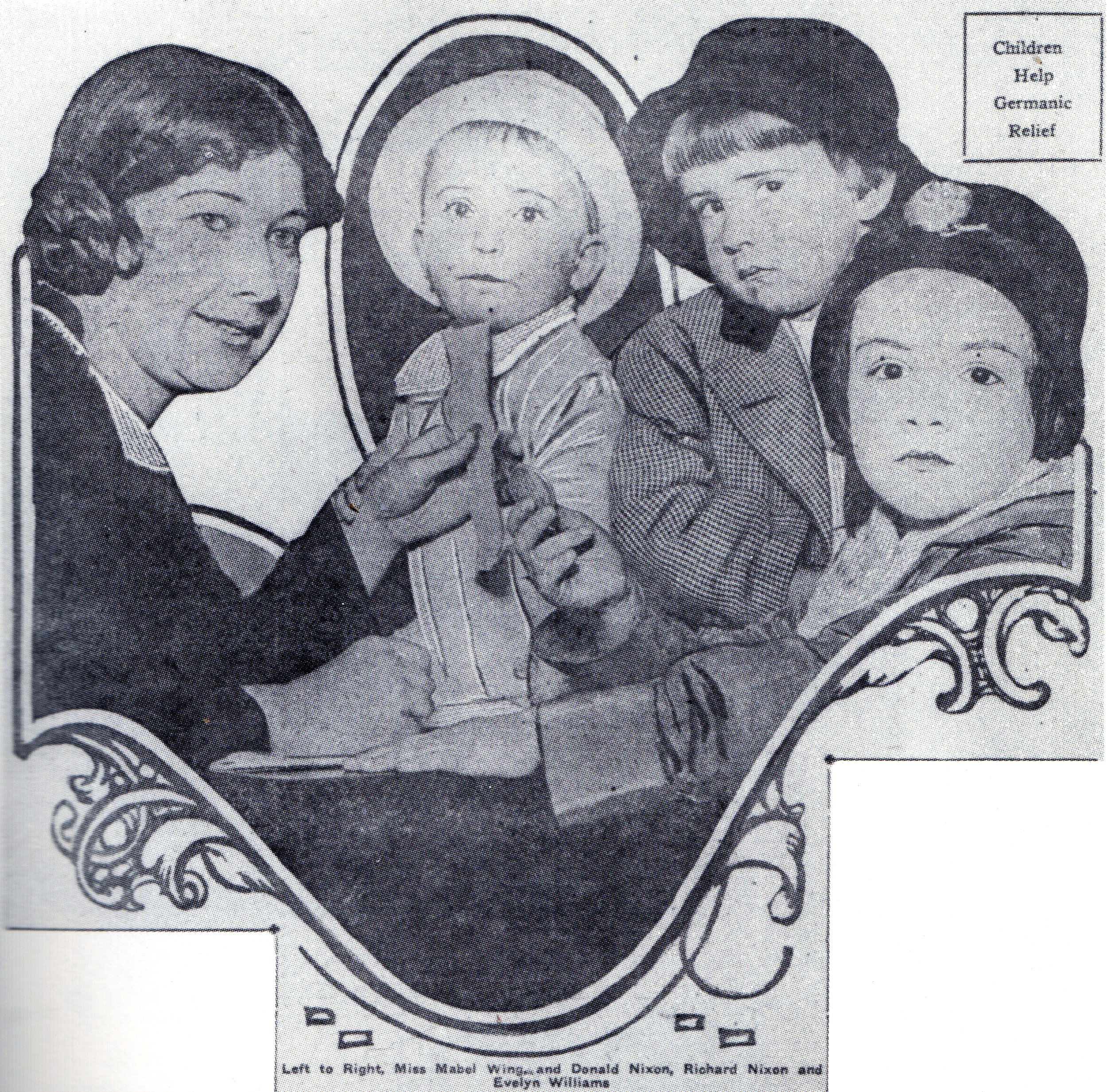
Nixon (thứ hai từ phải sang) được lên báo lần đầu tiên vào năm 1916, đóng góp 5 xu cho một quỹ dành cho những cô nhi trong Thế chiến thứ nhất; người ở bên phải ông là em trai Donald.

Richard Milhous Nixon sinh ngày 9 tháng 1 năm 1913 tại Yorba Linda, California, trong một ngôi nhà do cha ông xây dựng, nằm trên trang trại trồng chanh của gia đình. Cha mẹ của ông là Hannah (Milhous) Nixon và Francis A. Nixon. Mẹ ông là một tín đồ của giáo phái Quaker (cha ông cải đạo từ Giám Lý sau khi kết hôn), ông trưởng thành dưới ảnh hưởng của môi trường Quaker bảo thủ đương thời, chẳng hạn như kiêng rượu, khiêu vũ và chửi thề. Nixon có bốn anh em trai: Harold (1909–1933), Donald (1914–1987), Arthur (1918–1925) và Edward (1930–2019). Bốn trong số năm người con trai của nhà Nixon được đặt tên theo các quốc vương trong lịch sử hoặc truyền thuyết của Anh; trong đó Richard được đặt tên theo Richard Sư tử tâm.
Sinh hoạt ban đầu của Nixon rất khốn khổ, và sau này ông trích dẫn một câu nói của Eisenhower để miêu tả về thời thiếu niên của mình: "Ta nghèo, song sự hãnh diện của điều đó là ta không nhận biết nó". Trang trại của gia đình Nixon bị phá sản vào năm 1922, sau đó họ chuyển đến Whittier, California. Frank Nixon mở một tiệm tạp phẩm và trạm xăng trong một khu vực có nhiều tín đồ Quaker. Em trai của Richard là Arthur từ trần vào năm 1925 sau một trận ốm ngắn. Đến tuổi 12, Nixon được phát hiện có một đốm trên phổi, thêm vào đó là việc gia đình có tiền sử mắc lao, do vậy ông bị cấm chơi các môn thể thao. Cuối cùng, đốm đó được xác minh là mô sẹo từ một cơn viêm phổi trước đó.

### Giáo dục tiểu học và trung học
Nixon theo học tại trường tiểu học East Whittier, giữ chức lớp trưởng trong năm lớp tám. Cha mẹ ông cho rằng việc theo học tại trường Trung học Whittier khiến cho anh trai của Nixon là Harold Nixon có phong cách sinh hoạt phóng đãng trước khi lâm bệnh lao (từ trần do bệnh vào năm 1933). Do vậy, họ gửi Nixon đến trường Trung học Fullerton Union lớn hơn. Ông nhận được điểm số xuất sắc dù trong năm thứ nhất ông mất một giờ để đi xe buýt trường học mỗi chiều đi và về, sau đó ông sống cùng một người cô tại Fullerton trong tuần. Ông tham gia đội tuyển bóng bầu dục cấp dưới, và hiếm khi bỏ một buổi luyện tập nào, song ông hiếm khi được chọn khi thi đấu. Ông đạt được thành công lớn hơn trong vai trò một nhà tranh luận, giành chiến thắng trong một số giải vô địch và nhận sự dạy dỗ chính thức duy nhất về diễn giảng công khai từ Trưởng bộ môn Anh văn của trường Fullerton là H. Lynn Sheller. Nixon sau đó nhớ lại những lời của Sheller, "Hãy nhớ rằng, diễn giảng là đàm thoại... đừng hét vào người ta. Chuyện trò với họ. Đàm thoại với họ." Nixon nói rằng ông cố gắng sử dụng ngữ khí đàm thoại nhiều nhất có thể.

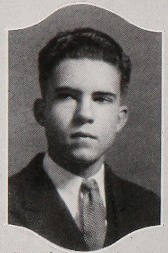
Nixon tại trường trung học Whittier, 1930

Cha mẹ cho phép Nixon chuyển sang trường trung học Whittier, bắt đầu vào tháng 9 năm 1928. Tại trường Whittier, Nixon thất cử lần đầu tiên trong đời khi ứng cử chức chủ tịch hội học sinh. Ông thường thức dậy vào lúc 4 giờ sáng, lái xe tải gia đình vào Los Angeles và mua rau trong chợ. Sau đó, ông lái xe về tiệm để rửa và bày chúng, sau đó thì đến trường. Anh cả Harold Nixon của ông được chẩn đoán mắc bệnh lao vào năm trước đó; khi mẹ ông đưa người anh này đế Arizona với hy vọng cải thiện sức khỏe, gánh nặng đối với Nixon tăng lên, khiến ông từ bỏ bóng bầu dục. Tuy thế, Richard tốt nghiệp trường trung học Whittier với thứ hạng ba trong số 207 học sinh trong lớp.

### Giáo dục bậc đại học
Nixon được tặng một khoản  trợ cấp học phí để theo học tại Đại học Harvard, song do Harold Nixon đau ốm liên miên còn mẹ ông thì cần phải chăm sóc cho con trai cả, nên Richard cần phục vụ cho tiệm của gia đình. Ông vẫn ở lại quê nhà và theo học tại Học viện Whittier, một khoản thừa kế từ ông ngoại giúp Richard đủ tiền để trang trải chi phí cho việc học tại trường. Nixon chơi cho đội bóng rổ; ông cũng thử chơi bóng bầu dục, song không đạt chuẩn về hình thể để chơi. Ông vẫn ở trong đội tuyển song là một vận động viên dự bị, và được chú ý nhờ nhiệt tình. Thay vì có các hội anh em hay hội chị em như những trường khác, Whittier có các hội văn chương dành cho sinh viên. Nixon bị hội duy nhất của nam sinh là hội Franklin khinh rẻ; nhiều thành viên của hội Franklin xuất thân từ các gia đình danh giá còn Nixon thì không. Ông phản ứng lại bằng việc giúp thành lập một hội mới mang tên hội Orthogonian. Ngoài việc tham gia hội, học tập, và làm việc tại tiệm, Nixon còn dành một lượng lớn thời gian cho các hoạt động ngoại khóa, trở thành một nhà tranh luận vô địch và có được danh tiếng là một người nỗ lực. Năm 1933, ông đính hôn với con gái của cảnh sát trưởng Whittier là Ola Florence Welch, song đến năm 1935 thì hai người chia tay.
Sau khi tốt nghiệp Học viện Whittier vào năm 1934, Nixon nhận được một học bổng toàn phần để theo học Trường Luật Đại học Duke. Đây là trường mới thành lập và tìm cách thu hút những sinh viên hàng đầu thông qua cung cấp các khoản học bổng. Trường trả lương cao cho các giáo sư của mình, nhiều người trong số đó có thanh danh tầm quốc gia hay quốc tế. Số lượng các học bổng giảm mạnh cho các sinh viên năm hai và năm ba, buộc những người muốn nhận phải cạnh tranh khốc liệt. Nixon không chỉ giữ được học bổng cho mình mà còn được bầu làm chủ tịch của Hiệp hội Luật sư Duke, được nhận vào hội Order of the Coif của các sinh viên luật ưu tú, và tốt nghiệp vào năm ba, trong tháng 6 năm 1937. Sau đó ông viết về alma mater của mình: "Tôi luôn ghi nhớ rằng bất cứ thứ gì tôi làm trong quá khứ hoặc có thể làm trong tương lai, Đại học Duke phải chịu trách nhiệm theo cách này hay cách khác."

## Sự nghiệp ban đầu và kết hôn

Gia đình Nixon: Julie và David Eisenhower, Tổng thống Nixon, Đệ nhất phu nhân Pat Nixon, Tricia và Edward Cox (24 tháng 12 năm 1971)

Sau khi tốt nghiệp Đại học Duke, Nixon ban đầu hy vọng gia nhập Cục Điều tra Liên bang (FBI). Ông không nhận được phúc đáp sau khi gửi đơn xin việc, và nhiều năm sau thì ông biết được rằng mình được tuyển, song việc bổ nhiệm bị hủy vào phút chót do cắt giảm ngân sách. Thay vào đó, ông trở lại California và được nhận vào hội luật sư bang vào năm 1937. Ông bắt đầu hành nghề trong hãng luật Wingert and Bewley tại Whittier, làm việc về tố tụng thương nghiệp cho các công ty dầu mỏ địa phương và các sự vụ về doanh nghiệp khác, cũng như về các tố tụng liên quan đến di chúc. Trong những năm sau này, Nixon tự hào tuyên bố rằng ông là tổng thống hiện đại duy nhất từng hành nghề luật sư. Nixon phải miễn cưỡng làm việc trong các vụ án ly hôn, ông không thích trò chuyện về giới tính một cách thẳng tông với nữ giới. Năm 1938, ông mở đại lý Wingert and Bewley của mình tại La Habra, California, và trở thành một đối tác đầy đủ của hãng vào năm sau.
Vào tháng 1 năm 1938, Nixon xuất hiện trong vở kịch The Dark Tower do Whittier Community Players sản xuất. Ông đóng kịch cùng với một giáo viên trung học tên là Thelma "Pat" Ryan. Nixon mô tả trong hồi ký của ông rằng "một trường hợp yêu trong cái nhìn đầu tiên"—chỉ đối với Nixon, do Pat Ryan từ chối anh luật sự trẻ vài lần trước khi chấp thuận hẹn hò. Đến khi bắt đầu tìm hiểu nhau, Ryan không sẵn lòng kết hôn với Nixon; họ hẹn hò trong hai năm trước khi bà chấp thuận lời cầu hôn của ông. Họ kết hôn trong một buổi lễ nhỏ vào ngày 21 tháng 6 năm 1940. Sau một tuần trăng mật tại Mexico, hai người bắt đầu sinh hoạt hôn nhân của họ tại Whittier. Họ có hai người con là Tricia (sinh năm 1946) và Julie (sinh năm 1948).

## Nghĩa vụ quân sự

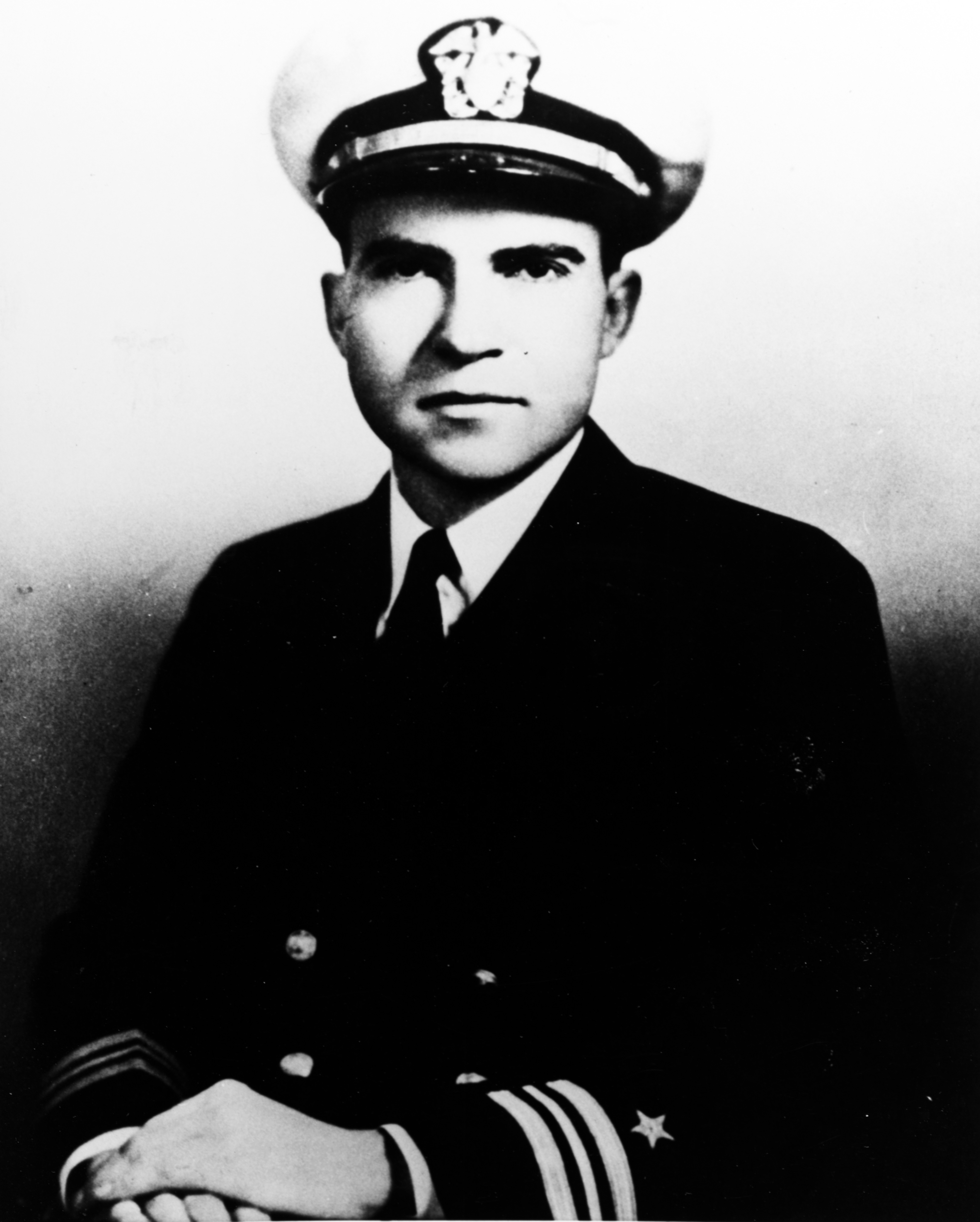
Thiếu tá Nixon, Hải quân Hoa Kỳ (khoảng năm 1945)

Đến tháng 1 năm 1942, hai vợ chồng chuyển đến Washington, D.C. do Nixon tìm được một công việc tại Văn phòng quản lý giá. Trong các chiến dịch chính trị của mình, Nixon nói rằng đây là phản ứng của ông với sự kiện Trân Châu Cảng, song ông theo đuổi vị trí này trong suốt nửa cuối năm 1941. Cả Nixon và vợ ông đều tin rằng triển vọng của ông đang bị kìm hãm do vẫn còn ở Whittier. Ông được phân công vào bộ phận phân phối lốp xe, được giao nhiệm vụ trả lời thư từ. Ông bất mãn với vị trí này, và bốn tháng sau đó ông thỉnh cầu gia nhập Hải quân Hoa Kỳ. Do là một tín đồ Quaker con trưởng (do anh cả đã mất), ông có thể yêu cầu miễn quân dịch, và việc hoãn quân dịch được cấp thường lệ cho những người phục vụ chính phủ. Thỉnh cầu của ông thành công, và ông được tuyển vào Hải quân trong tháng 8 năm 1942.
Nixon hoàn thành chương trình học tại trường sĩ quan dự bị và được phong hàm thiếu úy hải quân vào tháng 10 năm 1942. Vị trí nhiệm vụ đầu tiên của ông là trợ thủ chỉ huy căn cứ hàng không Hải quân Ottumwa tại Iowa. Tìm kiếm thêm sự náo nhiệt, ông thỉnh cầu được giao nhiệm vụ trên biển và được tái điều động làm sĩ quan kiểm soát vận chuyển hành khách hải quân của Bộ tư lệnh không vận chiến đấu Nam Thái Bình Dương, cung cấp hậu cần cho các hoạt động tại Mặt trận Tây Nam Thái Bình Dương. Ông là sĩ quan thường trực của Bộ tư lệnh không vận chiến đấu tại Guadalcanal thuộc quần đảo Solomon và sau đó là tại đảo Green (Nissan) ở ngay phía bắc của Bougainville. Đơn vị của ông chuẩn bị bản kê khai và các kế hoạch bay cho những chiến dịch C-47 và giám sát việc bốc và dỡ hàng của máy bay chở hàng. Nhờ sự phục vụ này mà ông nhận được một thư khen ngợi cho việc "thực hiện nhiệm vụ đáng khen và có hiệu quả trong vai trò Sĩ quan thường trực của Bộ tư lệnh không vận chiến đấu Nam Thái Bình Dương". Vào ngày 1 tháng 10 năm 1943, Nixon được thăng hàm đại úy hải quân. Nixon được nhận hai sao phục vụ và được tuyên dương kèm với đó, dù ông không trực tiếp chiến đấu. Khi trở về Hoa Kỳ, Nixon được bổ nhiệm làm sĩ quan hành chính tại căn cứ hàng không hải quân Alameda tại California. Tháng 1 năm 1945, ông được chuyển đến trụ sở Cục Hàng không ở Philadelphia để giúp đàm phán việc chấm dứt các hợp đồng chiến tranh và đã nhận được thư khen ngợi thứ hai từ Bộ trưởng Hải quân vì "phục vụ xuất sắc, nỗ lực không ngừng và tận tâm với nhiệm vụ". Sau đó, Nixon được chuyển đến nhiều văn phòng khác để làm việc về các hợp đồng và cuối cùng chuyển đến Baltimore. Đến ngày 3 tháng 10 năm 1945, ông được thăng hàm thiếu tá hải quân. Vào ngày 10 tháng 3 năm 1946, ông được giải ngũ. Ngày 1 tháng 6 năm 1953, ông được thăng hàm trung tá hải quân trong Lực lượng Trừ bị Hải quân Hoa Kỳ, từ đó ông nghỉ hưu ở lực lượng này vào ngày 6 tháng 6 năm 1966.

## Hạ viện Hoa Kỳ (1947–1950)

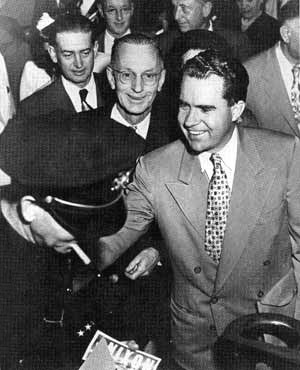
Nixon trong chiến dịch tranh cử thượng nghị sĩ vào năm 1950

Năm 1945, những người Cộng hòa tại khu vực bầu cử quốc hội số 12 của California cảm thấy nản chí do họ không có khả năng đánh bại nghị sĩ Dân chủ Jerry Voorhis, do vậy họ tìm kiếm một ứng cử viên nhất trí nhằm tiến hành một chiến dịch tranh cử lớn. Họ thành lập một "Ủy ban 100" để quyết định chọn một ứng cử viên, hy vọng nhằm tránh bất đồng nội bộ từng tạo điều kiện cho Voorhis giành thắng lợi. Sau khi ủy ban thất bại trong việc thu hút các ứng cử viên có tư chất cao, Giám đốc chi nhánh ngân hàng Bank of America tại Whittier là Herman Perry tiến cử một người bạn là Nixon. Perry viết thư cho Nixon khi ông ở tại Baltimore. Sau một đêm đàm luận sôi nổi giữa hai vợ chồng, người sĩ quan hải quân đáp lại Perry một cách tích cực. Nixon tới California và được ủy ban lựa chọn.
Khi ông rời Hải quân vào đầu năm 1946, Nixon và vợ trở về Whittier, tại đây Nixon bắt đầu một năm vận động tranh cử mạnh mẽ. Ông cho rằng Voorhis vô tích sự trong vai trò là một nghị sĩ và đưa ra giả thuyết rằng Voorhis phải có các quan điểm cấp tiến thì mới được một nhóm có liên kết với những người cộng sản ủng hộ. Nixon giành chiến thắng trong cuộc bầu cử, với 65.586 phiếu so với 49.994 phiếu của Voorhis.
Trong Quốc hội, Nixon ủng hộ Đạo luật Taft–Hartley năm 1947, một luật liên bang nhằm giám sát các hoạt động và năng lực của các công đoàn lao động, và phục vụ trong Ủy ban Giáo dục và Lao động của Hạ nghị viện. Ông là một thành viên trong Ủy ban Herter, ủy ban này đến châu Âu để báo cáo về nhu cầu viện trợ nước ngoài từ Mỹ. Nixon là thành viên ít tuổi nhất trong ủy bản, và là người miền Tây duy nhất. Do kiến nghị của các thành viên trong Ủy ban Herter, bao gồm cả Nixon, quốc hội thông qua Kế hoạch Marshall.
Năm 1948, Nixon lần đầu giành được sự chú ý trên toàn quốc khi ông phá vụ gián điệp Alger Hiss với vai trò là một thành viên của Ủy ban về hoạt động phản Hoa Kỳ trực thuộc Hạ nghị viện. Trong khi nhiều người hồ nghi cáo buộc của Whittaker Chambers rằng cựu viên chức Bộ ngoại giao Alger Hiss là một điệp viên của Liên Xô, thì Nixon lại tin những điều đó là sự thực và thúc bách ủy ban tiếp tục điều tra. Trước đơn kiện tội phỉ báng của Alger Hiss, Whittaker Chambers trình ra các tài liệu chứng minh cho những cáo buộc của mình. Chúng gồm có các bản sao và thu nhỏ văn kiện mà Whittaker Chambers giao cho những nhà điều tra của Hạ viện sau khi dấu chúng qua đêm tại một cánh đồng; chúng được biết đến với tên gọi "văn kiện bí ngô". Alger Hiss bị kết tội khai man trước tòa vào năm 1950 do phủ nhận trong lời tuyên thệ về việc truyền các tài liệu cho Chambers. Năm 1948, Nixon thành công trong việc trở thành một ứng cử viên nghị sĩ trong khu vực của cả hai chính đảng chủ yếu, và dễ dàng tái đắc cử.

## Thượng viện Hoa Kỳ (1950–1953)

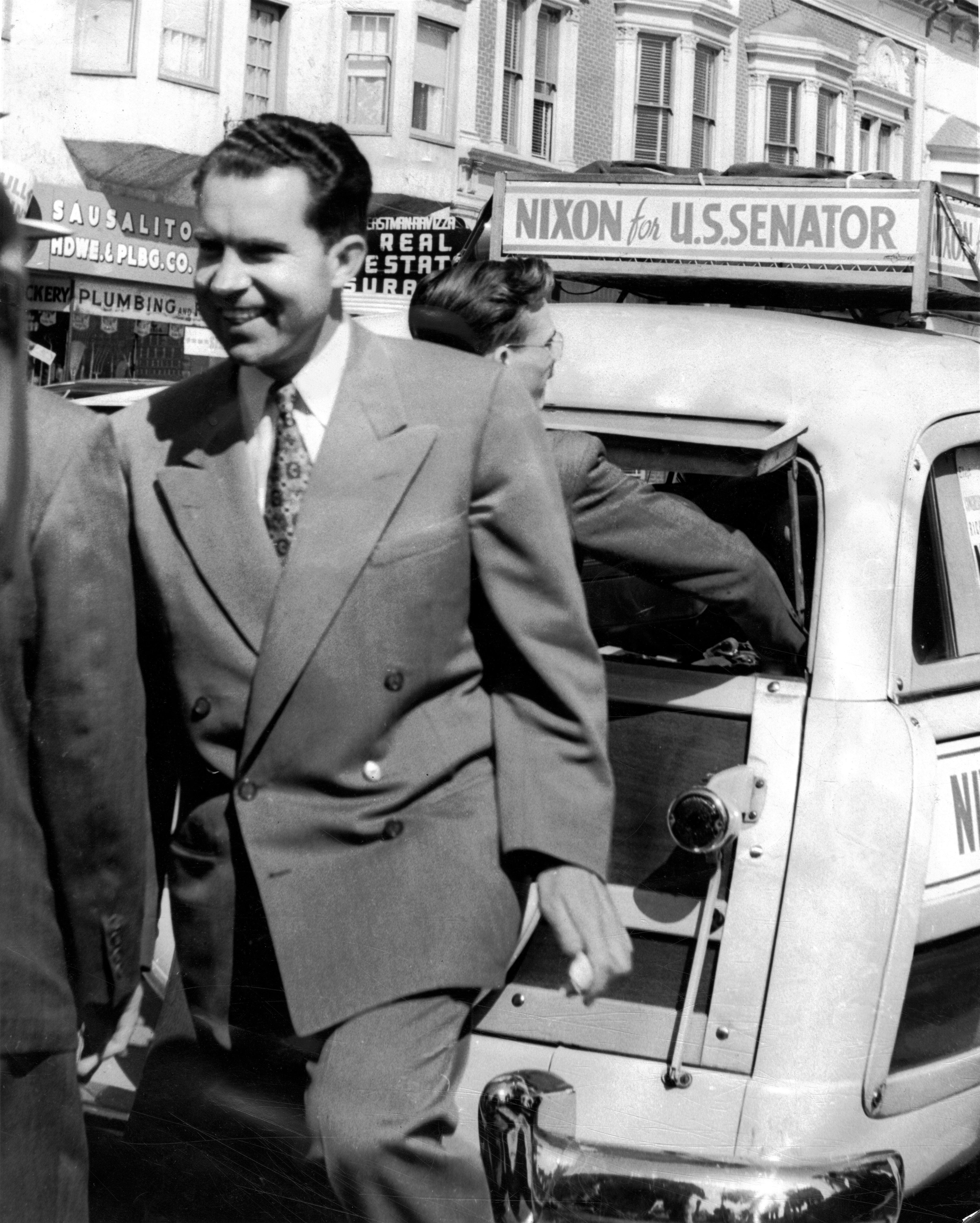
Nixon trong chiến dịch tranh cử ở Sausalito, California vào năm 1950

Năm 1949, Nixon bắt đầu suy nghĩ về việc tranh cử Thượng nghị sĩ cùng nghị sĩ Dân chủ đương nhiệm là Sheridan Downey, và tham gia cuộc đua vào tháng 11 cùng năm. Sheridan Downey phải đối diện với một cuộc chiến tuyển chọn ứng cử viên quyết liệt với Hạ nghị sĩ đương nhiệm Helen Gahagan Douglas, và tuyên bố rút lui vào tháng 3 năm 1950. Nixon và Helen Gahagan Douglas giành chiến thắng trong các cuộc bầu cử chọn ứng cử viên và tiến hành một chiến dịch có tranh nghị, với một vấn đề lớn là Chiến tranh Triều Tiên đang diễn ra. Nixon cố gặng tập trung chú ý vào hồ sơ đầu phiếu tự do của Helen Gahagan Douglas. Nằm trong nỗ lực này, các thành viên trong chiến dịch của Nixon phân phát những "tờ rơi hồng" nói rằng do hồ sơ đầu phiếu của Douglas tương tự như của hạ nghị sĩ Vito Marcantonio (được một số người cho là người cộng sản) từ New York, quan điểm chính của họ sẽ gần như đồng nhất. Nixon thắng cử với cách biệt gần 20%.
Trong Thượng nghị viện, Nixon giữ một vị trí nổi bật trong việc chống đối chủ nghĩa cộng sản trên toàn cầu, di chuyển thường xuyên và lớn tiếng chống mối đe dọa này. Ông duy trì các quan hệ thân thiết với đồng chí chống cộng của mình là Thượng nghị sĩ gây tranh cãi Joseph McCarthy đại diện cho Wisconsin, song cẩn thận giữ một chút khoảng cách giữa mình với các luận điệu của McCarthy. Nixon cũng phê phán cách xử lý của Tổng thống Harry S. Truman trong Chiến tranh Triều Tiên. Ông ủng hộ lập bang cho Alaska và Hawaii, bỏ phiếu ủng hộ các quyền công dân đối với người thiểu số, và ủng hộ cứu trợ thảm họa của liên bang cho Ấn Độ và Nam Tư. Ông bỏ phiếu chống kiểm soát giá và những hạn chế tiền tệ khác; phúc lợi cho người nhập cư bất hợp pháp, và quyền lực công cộng.

## Phó Tổng thống (1953–1961)

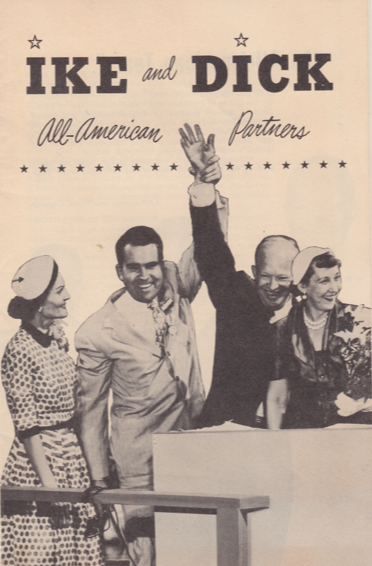
Một truyền đơn cho chiến dịch tranh cử của Eisenhower–Nixon, 1952

Năm 1952, Tướng Dwight D. Eisenhower được Đảng Cộng hòa chọn làm ứng cử viên tổng thống. Ông không ưa thích rõ ràng một nhân vật nào để có thể chọn làm ứng cử viên phó tổng thống, nên các quan chức cùng những lãnh đạo Đảng Cộng hòa đã họp bàn trong một "phòng đầy khói thuốc" và tiến cử Nixon cho vị danh tướng, Eisenhower đã chấp thuận lựa chọn này. Nixon khi đó còn trẻ tuổi, có lập trường chống cộng và có nền tảng chính trị tại California—một trong các bang lớn nhát—tất cả đều được cho là điểm thu hút phiếu bầu. Các ứng cử viên được cân nhắc cùng với Nixon là Thượng nghị sĩ Robert Taft đại diện cho Ohio, Thống đốc New Jersey Alfred Driscoll và Thượng nghị sĩ Everett Dirksen đại diện cho Illinois. Trong chiến dịch tranh cử, Eisenhower nói về các kế hoạch của ông đối với quốc gia và để cho Nixon tiến hành phần công kích đối thủ chính trị.
Vào giữa tháng 9, truyền thông tường thuật rằng Nixon có một quỹ chính trị do những người ủng hộ ông cung cấp, nó bù đắp các phí tổn chính trị cho ông. Việc có một quỹ như vậy không phải là bất hợp pháp, song nó khiến Nixon có phải chịu các cáo buộc về khả năng xung đột lợi ích. Do áp lực đối với Dwight D. Eisenhower nhằm yêu cầu Nixon rút khỏi danh sách ứng cử, vị Thượng nghị sĩ lên truyền hình để phát biểu diễn văn trước quốc dân vào ngày 23 tháng 9 năm 1952. Bài diễn văn được khoảng 60 triệu người Mỹ thu nghe, đạt số lượng khán giả truyền hình lớn nhất tính đến thời điểm đó, và sau này nó được đặt tên là "diễn giảng Checkers". Nixon biện hộ cho bản thân một cách cảm động, nói rằng quỹ không phải là bí mật, và những người quyên góp không nhận được ưu đãi đặc biệt nào. Ông miêu tả bản thân như một người có của cải khiêm tốn (vợ ông không có áo choàng da lông chồn; bà mặc một "áo choàng vải Cộng hòa đoan trang") và là một người ái quốc. Tên gọi phổ biến của diễn văn có nguồn gốc từ việc Nixon nói rằng ông sẽ không trả lại một món quà mà gia đình ông nhận được: "một chú chó Cocker Spaniel nhỏ... gửi từ tận Texas. Và đứa con gái bé bỏng của chúng tôi -Tricia, 6 tuổi—đặt tên cho nó là Checkers." Bài diễn văn là một kiệt tác tu từ học và thúc đẩy quần chúng bày tỏ ủng hộ mạnh mẽ cho Nixon. Dwight D. Eisenhower quyết định giữ Nixon trong danh sách ứng cử, và họ giành chiến thắng trong cuộc bầu cử vào tháng 11.

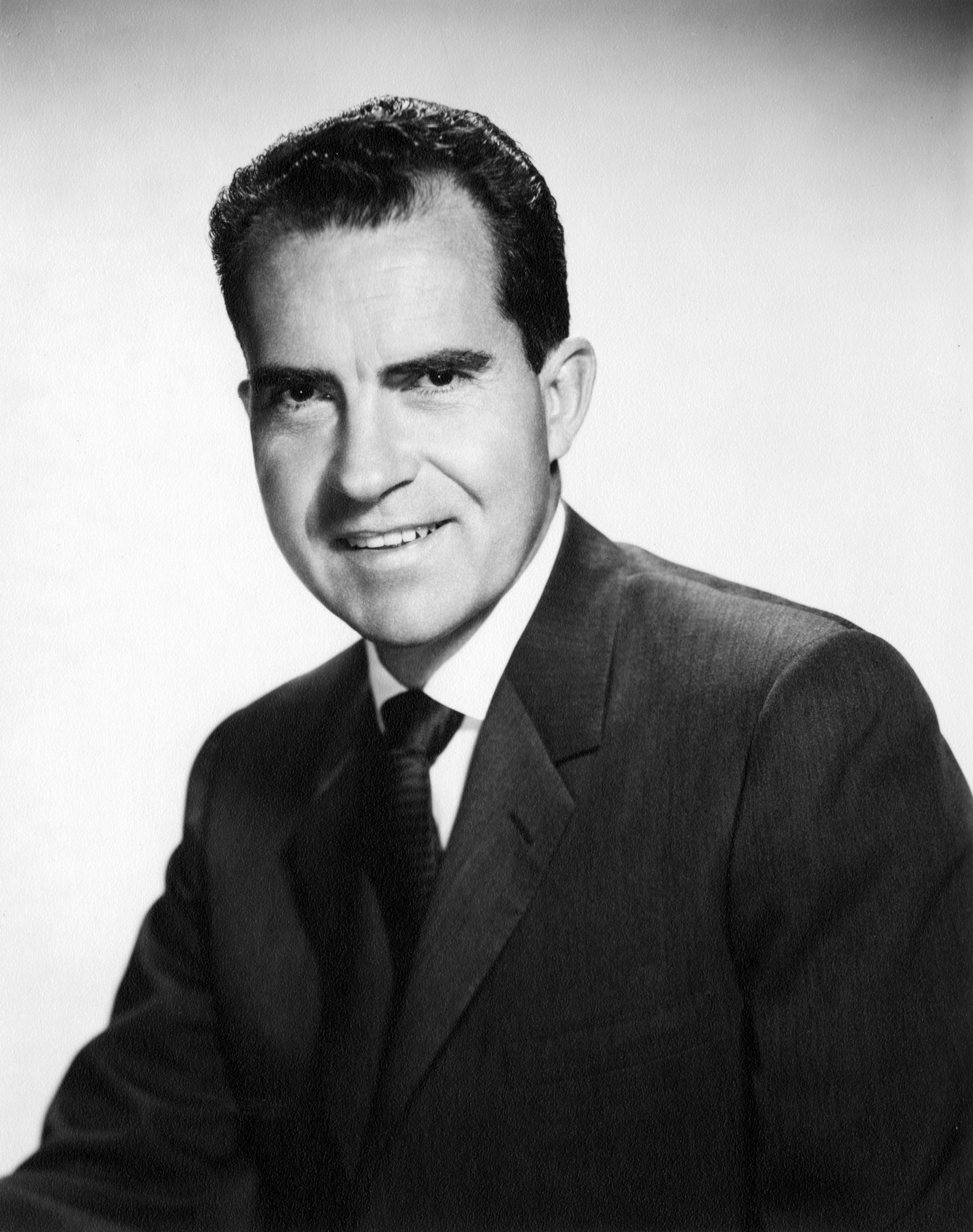
Chân dung Phó Tổng thống Nixon.

Dwight D. Eisenhower cam kết trao cho Nixon những trách nhiệm phó tổng thống trong nhiệm kỳ của ông ta, tạo điều kiện cho Nixon có ảnh hưởng từ đầu với vị trí người kế thừa. Nixon tham dự các cuộc họp của nội các và Hội đồng An ninh Quốc gia và giữ vị trí chủ tọa khi Dwight D. Eisenhower vắng mặt. Năm 1953, ông tiến hành một chuyến công du Viễn Đông với kết quả thành công trong việc gia tăng tín nhiệm của địa phương với Hoa Kỳ và thúc đẩy Nixon đánh giá đúng tiềm năng của khu vực trong vai trò một trung tâm công nghiệp. Ông đến thăm Sài Gòn và Hà Nội tại Đông Dương thuộc Pháp. Khi trở về Hoa Kỳ vào cuối năm 1953, Nixon tăng thêm thời gian mà ông dành cho quan hệ đối ngoại.
Nhà tiểu sử Irwin Gellman là người ghi chép những sự kiện trong những năm Nixon phục vụ tại quốc hội, nói về nhiệm kỳ phó tổng thống của ông:
Eisenhower hoàn toàn cải biến vai trò của người đồng tranh cử với mình khi trao cho người đó những nhiệm vụ có tính quyết định trong cả các vấn đề đối ngoại và đối nội ngay khi ông nhậm chức. Phó tổng thống hoan nghênh các sáng kiến của tổng thống và tích cực làm việc để hoàn thành các mục tiêu của Nhà Trắng. Do sự cộng tác giữa hai nhà lãnh đạo này, Nixon xứng đáng với danh hiệu "phó tổng thống hiện đại đầu tiên".

Trong bầu cử quốc hội năm 1954, bất chấp chiến dịch vận động mạnh mẽ của Nixon, trong đó ông liên tục công kích mạnh những người Dân chủ, Đảng Cộng hòa mất quyền kiểm soát lưỡng viện quốc hội. Những thất bại này khiến Nixon dự định rời bỏ chính trị một khi ông hoàn tất nhiệm kỳ của mình. Ngày 24 tháng 9 năm 1955, Tổng thống Eisenhower bị một cơn nhồi máu cơ tim; ban đầu bệnh tình của tổng thống được cho là đe dọa đến tính mạng. Eisenhower không thể thực hiện trách nhiệm của mình trong sáu tuần. Tu chính án điều 25 của Hiến pháp Hoa Kỳ chưa được đề xuất, và Phó Tổng thống không có quyền tạm thời thay thế theo luật. Tuy vậy, Nixon đã thay thế cho Eisenhower trong giai đoạn này, chủ tọa các cuộc họp của nội các và đảm bảo rằng các trợ thủ và quan chức Nội các không mưu cầu quyền lực. Theo một tác giả tiểu sử Nixon tên là Stephen Ambrose, Nixon "giành được sự tán dương cao độ cho sự quản trị của ông trong khủng hoảng... ông không có nỗ lực nào nhằm đoạt quyền lực".
Tinh thần trở nên phấn chấn, Nixon tìm kiếm một nhiệm kỳ thứ hai, song một số trợ thủ của Eisenhower muốn thay thế ông. Trong một cuộc họp vào tháng 12 năm 1955, Eisenhower đề nghị Nixon không tái tranh cử để có kinh nghiệm về quản trị trước khi tranh cử tổng thống năm 1960, và thay vào đó trở thành một quan chức trong nội các trong nhiệm kỳ thứ nhì của Eisenhower. Tuy nhiên, Nixon cho rằng một hành động như vậy sẽ hủy hoại sự nghiệp chính trị của mình. Khi Eisenhower tuyên bố tái tranh cử vào tháng 2 năm 1956, tổng thống lảng tránh câu hỏi về lựa chọn người đồng tranh cử. Mặc dù Eisenhower không bị phản đối trong đảng Cộng hòa, song Nixon nhận một số lượng đáng kể phiếu bầu ghi tên người không có trong danh sách trong bầu cử sơ bộ New Hampshire 1956. Đến cuối tháng 4, Tổng thống tuyên bố rằng Nixon lại là người đồng tranh cử. Eisenhower và Nixon tái đắc cử với khoảng cách phiếu cao trong cuộc bầu cử tháng 11 năm 1956.

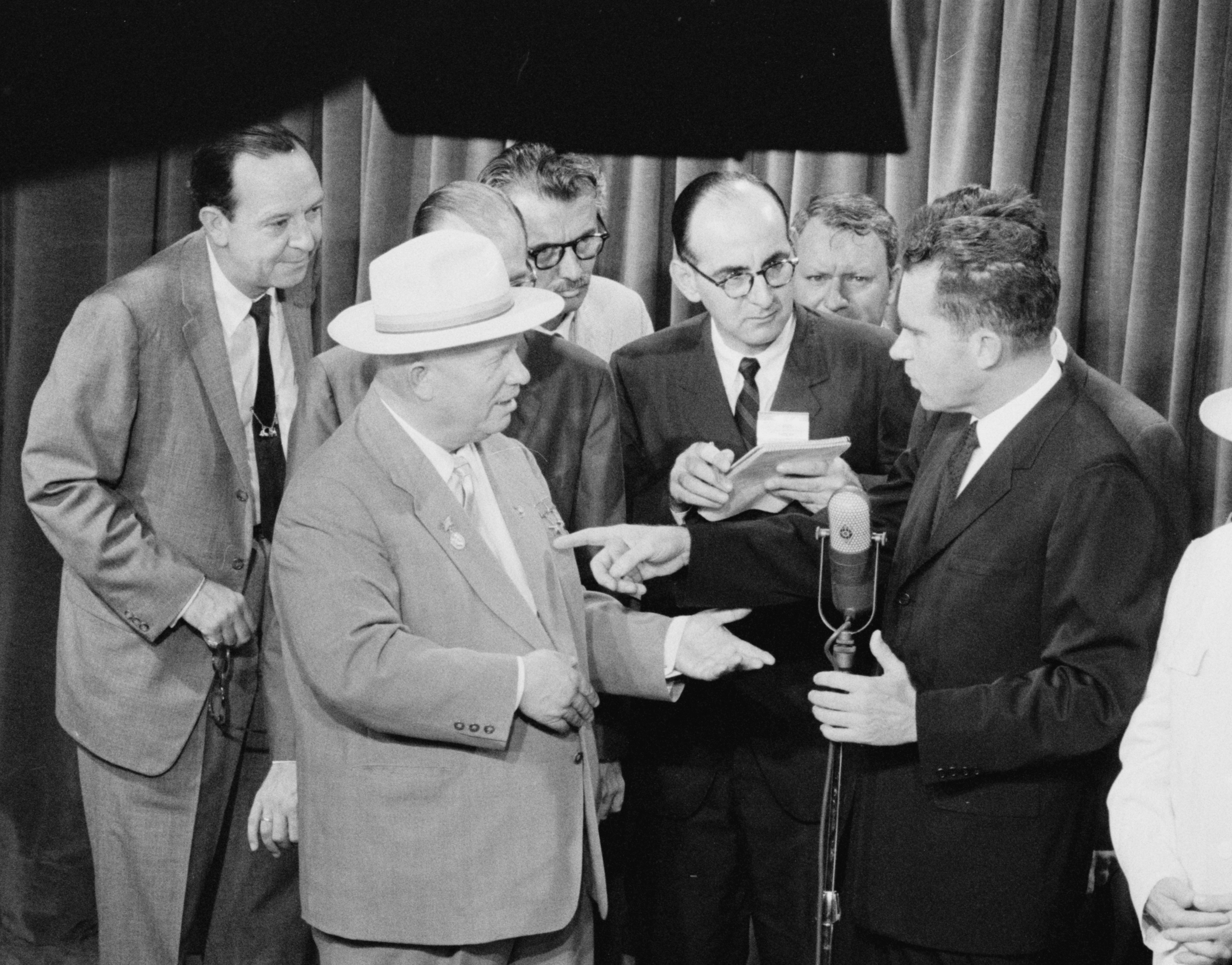
Nikita Khrushchev và Nixon trong "Tranh cãi nhà bếp" vào ngày 24 tháng 7 năm 1959; người dẫn chương trình What's My Line? John Charles Daly đứng ở phía ngoài cùng bên trái.

Trong mùa xuân năm 1957, Nixon thực hiện một chuyến công du ngoại quốc trọng đại khác, lần này là đến châu Phi. Khi trở về Hoa Kỳ, ông bang trợ cho Dự luật Dân quyền 1957 được thông qua tại Quốc hội. Dự luật bị làm yếu đi tại Thượng viện, và các lãnh đạo dân quyền bị chia rẽ trong việc Eisenhower có nên ký thành luật không. Nixon khuyên Tổng thống ký vào dự luật, và Tổng thống làm như vậy. Eisenhower bị đột quỵ nhẹ vào tháng 11 năm 1957, và Nixon tổ chức một cuộc họp báo, đảm bảo với quốc dân rằng Nội các hoạt động tốt như một thể thống nhất trong thời gian ngắn khi Eisenhower bị ốm.
Ngày 27 tháng 4 năm 1958, Richard và Pat Nixon miễn cưỡng bắt đầu chuyến đi thiện chí đến Nam Mỹ. Tại thủ đô Montevideo, Uruguay, Nixon thực hiện một chuyến thăm bất ngờ đến khuôn viên trường đại học, tại đây ông trả lời các câu hỏi của sinh viên về chính sách đối ngoại của Hoa Kỳ. Chuyến đi không có biến cố cho đến khi nhóm Nixon đến Lima tại Peru, tại đây ông gặp phải các cuộc biểu tình của sinh viên. Nixon đến khuôn viên lịch sử của Đại học Quốc gia San Marcos, trường đại học lâu đời nhất ở châu Mỹ, ông bước ra khỏi xe để đối diện với các sinh viên nhưng buộc phải vào lại xe do bị ném đồ vật. Tại khách sạn của mình, Nixon đối diện với một đám đông khác, một người biểu tình đã khạc nhổ vào ông. Tại thủ đô Caracas của Venezuela, Nixon và vợ bị những người biểu tình chống Mỹ khạc nhổ vào và xe limousine của họ bị một đám đông cầm gậy tấn công. Theo Ambrose, cách cư xử dũng cảm của Nixon "khiến cho ngay cả một số đối thủ quyết liệt nhất của ông cũng bất đắc dĩ dành cho ông phần nào sự tôn trọng". Báo cáo trước nội các sau chuyến đi, Nixon tuyên bố có "bằng chứng tuyệt đối cho rằng [những người biểu tình] đã được chỉ đạo và kiểm soát bởi một âm mưu của Trung ương Cộng sản." Ngoại trưởng John Foster Dulles và em trai ông, Giám đốc Cơ quan Tình báo Trung ương Allen Dulles, đều đồng tình với Nixon.
Trong tháng 7 năm 1959, Tổng thống Eisenhower cử Nixon đến Liên Xô để khai mạc Triển lãm Quốc gia Hoa Kỳ tại Moskva. Ngày 24 tháng 7, Nixon trong khi đi tham quan triển lãm cùng Chủ tịch Hội đồng Bộ trưởng Liên Xô Nikita Khrushchev, hai người dừng lại tại một mô hình nhà bếp kiểu Mỹ và đã có một cuộc trao đổi ngẫu hứng về ưu nhược điểm của chủ nghĩa tư bản và chủ nghĩa cộng sản, cuộc trao đổi này được biết đến với tên gọi "tranh luận nhà bếp".

## Chiến dịch tranh cử tổng thống năm 1960

Kết quả bầu cử năm 1960

Năm 1960, Nixon tiến hành chiến dịch đầu tiên của ông nhằm tranh cử Tổng thống Hoa Kỳ. Ông phải đối diện với không nhiều phản đối trong các hội nghị tuyển chọn của Đảng Cộng hòa và chọn cựu Thống đốc Massachusetts Henry Cabot Lodge, Jr. làm người đồng tranh cử. Đối thủ Dân chủ của ông là John F. Kennedy, và cuộc đua tranh cử vẫn rất sít sao. Nixon vận động dựa trên kinh nghiệm của mình, song Kennedy kêu gọi về sinh khí mới và tuyên bố chính phủ của Eisenhower–Nixon đã để cho Liên Xô vượt qua Hoa Kỳ về tên lửa đạn đạo. Một phương tiện chính trị mới được đưa vào trong chiến dịch: ứng cử viên tổng thống tranh luận trên truyền hình. Trong cuộc tranh luận đầu tiên trong tổng số bốn cuộc tranh luận, Nixon xuất hiện với diện mạo nhợt nhạt cùng một mảng râu lún phún, tương phản với Kennedy ăn ảnh. Thể hiện của Nixon trong tranh luận được đánh giá là tầm thường trong môi trường thị giác của truyền hình, song nhiều thính giả nghe phát thanh nghĩ rằng Nixon thắng lợi. Nixon thất cử với chênh lệch phiếu nhỏ, Kennedy chỉ dẫn trước với 120.000 phiếu (0,2%) phiếu phổ thông.

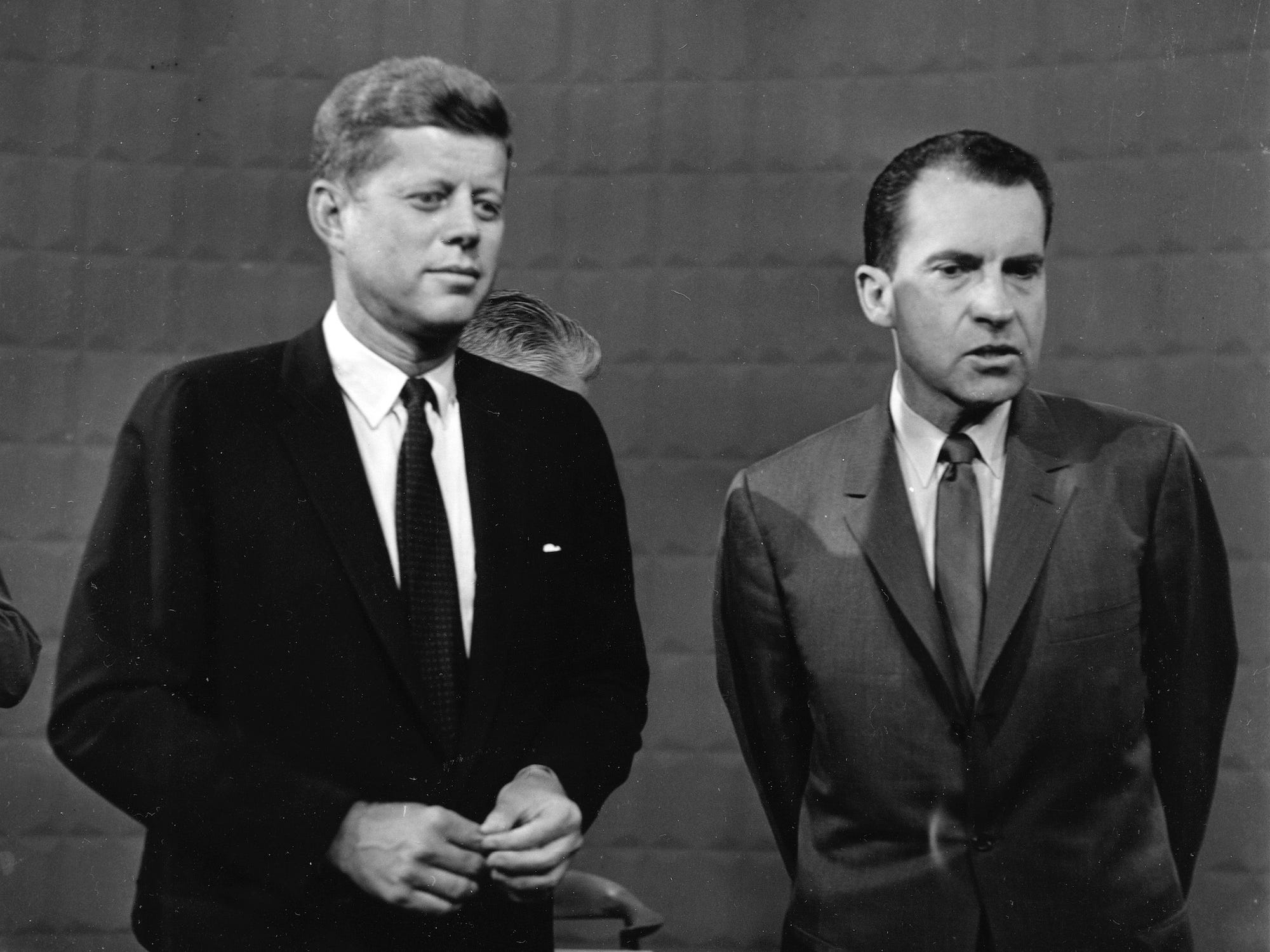
John F. Kennedy và Nixon trước cuộc tranh luận đầu tiên trên truyền hình vào năm 1960

Có những cáo buộc gian lận phiếu tại Texas và Illinois, Kennedy giành chiến thắng tại cả hai bang này; Nixon từ chối suy nghĩ đến việc phản đối kết quả bầu cử, cảm thấy một cuộc luận chiến kéo dài sẽ khiến Hoa Kỳ bị suy giảm hình ảnh trong nhìn nhận của thế giới, và sự không chắc công sẽ làm tổn hại đến các lợi ích của Hoa Kỳ. Đến khi kết thúc nhiệm kỳ phó tổng thống vào tháng 1 năm 1961, Nixon và gia đình ông trở lại California, tại đây ông hành nghề luật và viết một quyển sách bán chạy là Six Crises (sáu cơn khủng hoảng), trong đó nói về vụ án Hiss, nhồi máu cơ tim của Eisenhower, và khủng hoảng ngân quỹ- vấn đề được giải quyết nhờ diễn văn Checkers.

## Chiến dịch tranh cử thống đốc California năm 1962
Các lãnh đạo Cộng hòa địa phương và quốc gia khuyến khích Nixon thách thức Thống đốc California đương nhiệm là Pat Brown trong cuộc bầu cử năm 1962. Mặc dù ban đầu miễn cưỡng, song Nixon tham gia tranh cử. Chiến dịch bị lu mờ do sự ngờ vực của công chúng rằng Nixon nhìn nhận chức vụ này là một bàn đạp cho một cuộc tranh cử tổng thống khác, một số phản đối đến từ phe cực hữu trong đảng, và ông cũng thiếu quan tâm đến việc trở thành thống đốc của California. Nixon hy vọng rằng một chiến dịch thành công sẽ củng cố địa vị của ông như là một chính trị gia Cộng hòa tích cực hàng đầu quốc gia, và đảm bảo rằng ông vẫn là một đấu thủ lớn trên chính trường quốc gia. Tuy vậy, ông thất cử trước Brown với khoảng cách hơn 5%, và thất bại được nhìn nhận rộng rãi là dấu mốc kết thúc sự nghiệp chính trị của ông. Trong một bài phát biểu nhượng bộ ngẫu hứng vào buổi sáng sau bầu cử, Nixon quy trách nhiệm cho truyền thông thiên vị đối thủ của ông, nói rằng, "Các bạn sẽ không còn có Nixon để hành hạ nữa vì, thưa quý vị, đây là buổi họp báo cuối cùng của tôi". Thất bại tại California của ông được làm nổi bật vào ngày 11 tháng 11 năm 1962, một tập trong chương trình Howard K. Smith: News and Comment của ABC có tựa đề "Lời cáo phó chính trị của Richard M. Nixon". Alger Hiss xuất hiện trong chương trình, và nhiều thành viên công chúng phàn nàn rằng việc để cho một người bị kết án có cơ hội lên sóng để công kích một cựu phó tổng thống là điều không phù hợp. Tranh cãi đẩy Howard K. Smith và chương trình của ông ra khỏi sóng truyền hình, và sự cảm thông của công chúng dành cho Nixon tăng lên.

## Những năm không nắm quyền

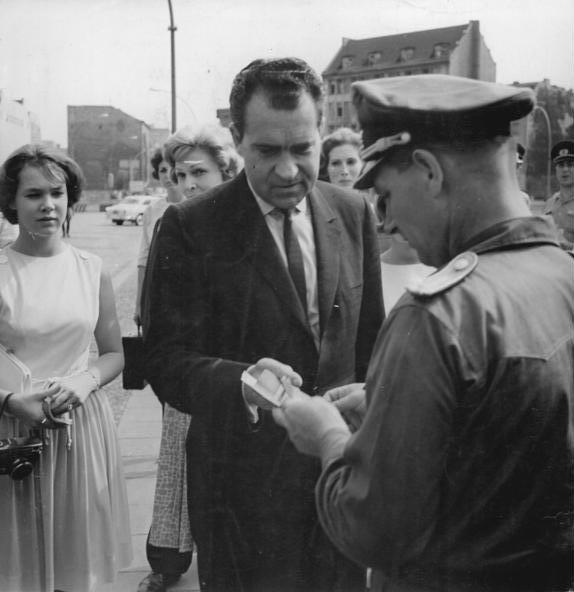
Nixon trình giấy tờ của mình cho một sĩ quan Đông Đức xem để được đi qua các khu vực bị chia cắt của Berlin vào tháng 7 năm 1963.

Gia đình Nixon lữ hành châu Âu vào năm 1963, tại đây Nixon tổ chức họp báo và họp với các lãnh đạo của những quốc gia ông đến thăm. Gia đình ông chuyển đến thành phố New York, và tại đây Nixon trở thành một cổ đông cao cấp tại hãng luật hàng đầu "Nixon, Mudge, Rose, Guthrie & Alexander". Khi tuyên bố trong chiến dịch tranh cử tại California, Nixon cam kết sẽ không tranh cử tổng thống vào năm 1964; thậm chí ngay cả khi không cam kết, thì ông tin sẽ khó đánh bại được John F. Kennedy, hoặc người kế thừa của John F. Kennedy là Lyndon Johnson. Năm 1964, ông ủng hộ Thượng nghị sĩ Barry Goldwater từ Arizona làm ứng cử viên tổng thống của Đảng Cộng hòa; khi Goldwater thắng lợi trong việc giành được sự đề cử, Nixon được chọn để giới thiệu ứng cử viên cho đại hội. Mặc dù nghĩ Goldwater không chắc sẽ giành chiến thắng, song Nixon vẫn tham gia chiến dịch vì lòng trung kiên. Tổng tuyển cử năm 1964 là một thảm họa đối với Đảng Cộng hòa; Goldwater thua phiếu lớn trước Lyndon Johnson, đồng thời là các thất bại lớn của đảng tại Quốc hội và các chức vụ thống đốc bang.
Nixon là một trong số ít lãnh đạo của Đảng Cộng hòa không bị quy trách nhiệm cho những kết quả tai hại này, và ông tìm cách dựa vào đó trong tổng tuyển cử quốc hội năm 1966. Ông tham gia vận động cho nhiều đảng viên Cộng hòa đang tìm cách giành lại những ghế bị mất trong tổng tuyển cử năm 1964 và nhận được tín nhiệm khi giúp đảng Cộng hòa giành được thêm nhiều ghế trong bầu cử giữa nhiệm kỳ.

## Chiến dịch tranh cử tổng thống năm 1968

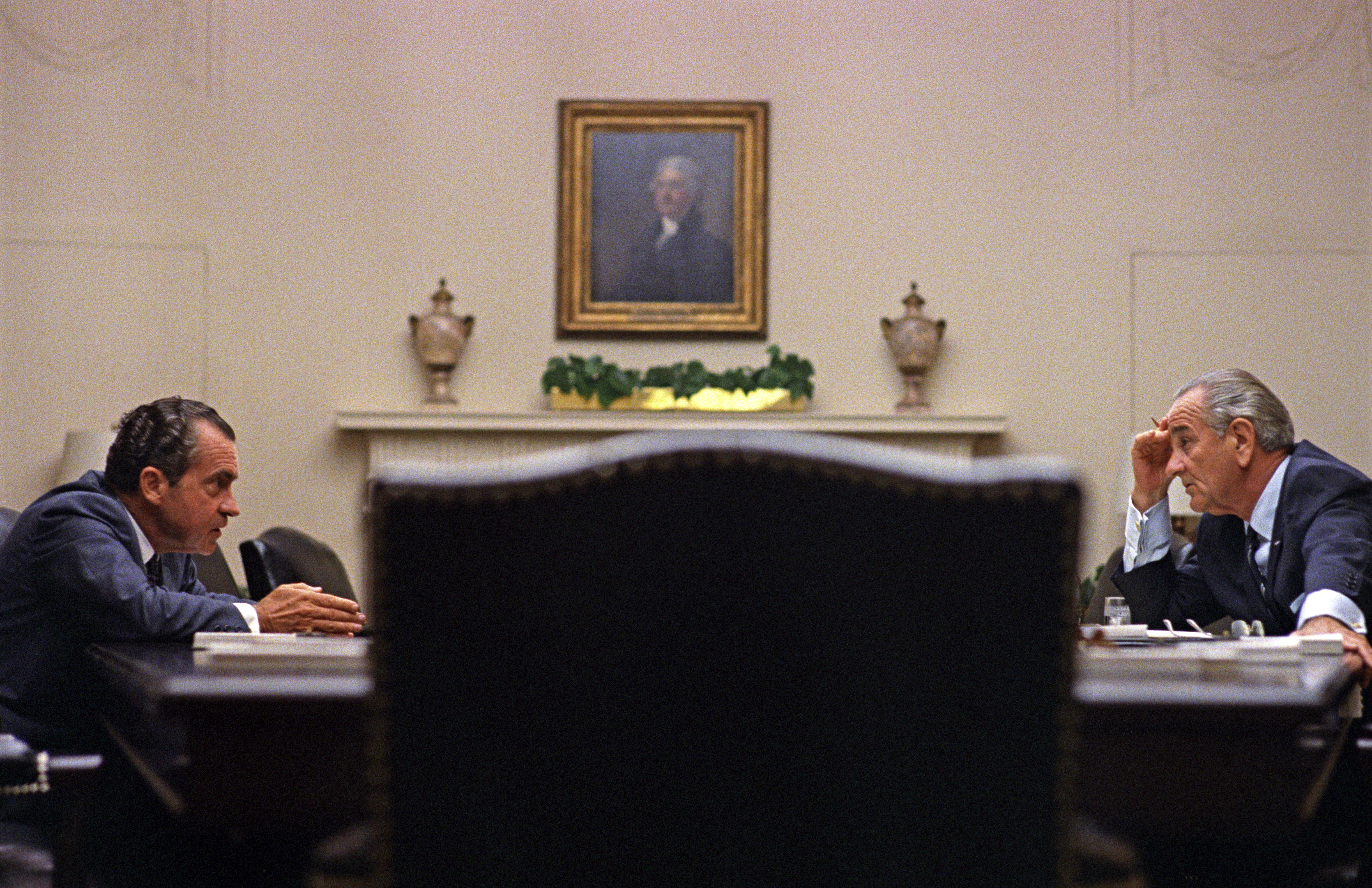
Nixon và Tổng thống Lyndon B. Johnson gặp nhau tại Nhà Trắng trước khi Nixon ra tranh cử vào tháng 7 năm 1968

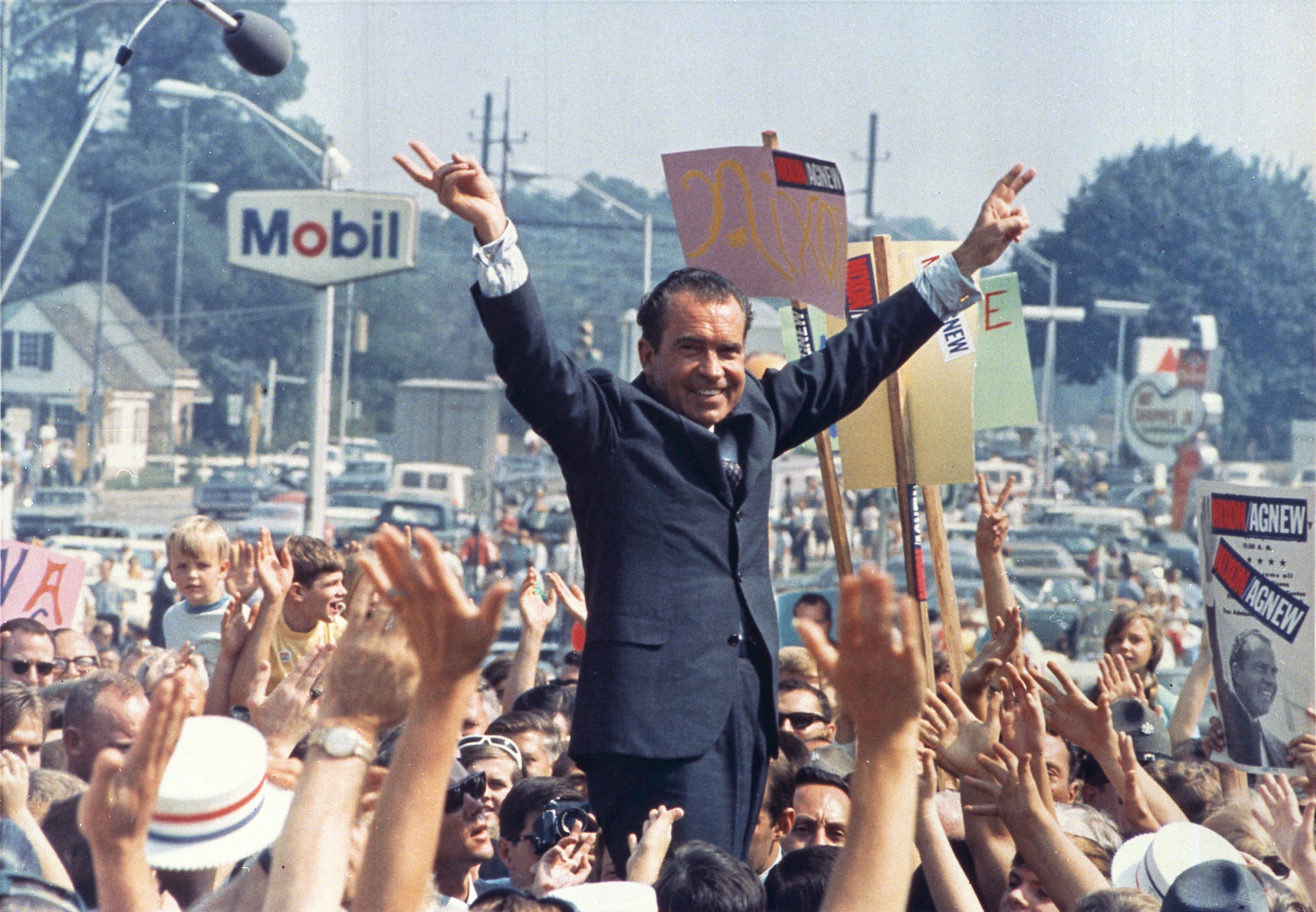
Nixon vận động tranh cử tổng thống tại Paoli, Pennsylvania vào tháng 7 năm 1968

Kết quả bỏ phiếu cử tri đoàn năm 1968: tỷ lệ phiếu phổ thông giữa Nixon và ứng viên Đảng Dân chủ Hubert Humphrey chênh lệch chưa tới một điểm phần trăm

Đến cuối năm 1967, Nixon nói với gia đình mình rằng ông có kế hoạch tranh cử tổng thống lần thứ nhì. Mặc dù Pat Nixon không phải luôn thích thú sinh hoạt công cộng (chẳng hạn bà từng thấy ngượng khi cần phải tiết lộ gia cảnh bần hàn thế nào trong diễn văn Checkers), song bà ủng hộ tham vọng của chồng. Nixon tin rằng khi những người Dân chủ bị chia rẽ trong vấn đề Chiến tranh Việt Nam, một người Cộng hòa có một cơ hội tốt để chiến thắng, song ông cho rằng cuộc bầu cử sẽ sít sao như hồi năm 1960.
Một trong những mùa bầu cử sơ bộ náo nhiệt nhất cho đến đương thời thời bắt đầu trong khi Sự kiện Tết Mậu Thân bùng phát, tiếp đến là Tổng thống Johnson rút lui trong vai trò ứng cử viên sau khi bất ngờ chịu kết quả kém trong bầu cử sơ bộ tại New Hampshire. Vào tháng 6, thượng nghị sĩ Robert F. Kennedy, một ứng cử viên Đảng Dân chủ, bị ám sát ngay sau khi giành chiến thắng trong cuộc bầu cử sơ bộ ở California. Bên phía Đảng Cộng hòa, đối thủ chính của Nixon là Thống đốc Michigan George Romney, song cả Thống đốc New York Nelson Rockefeller và Thống đốc California Ronald Reagan đều hy vọng trở thành ứng cử viên được đề cử trong một đại điều phối. Nixon giành được quyền đề cử trong cuộc bỏ phiếu đầu tiên. Ông lựa chọn Thống đốc Maryland Spiro Agnew làm người đồng tranh cử, Nixon tin rằng lựa chọn này sẽ đoàn kết đảng, thu hút cả những người miền Bắc ôn hòa và những người miên Nam bất mãn với Đảng Dân chủ.
Đối thủ Dân chủ của Nixon trong tổng tuyển cử là Phó Tổng thống Hubert Humphrey, người này giành được đề cử trong một đại hội ghi dấu với các hành động kháng nghị bạo lực. Trong suốt chiến dịch, Nixon miêu tả bản thân là một nhân vật kiên định trong một giai đoạn náo động và biến động trên toàn quốc. Ông kêu gọi tới những người mà sau đó ông gọi là "đa số im lặng" gồm những người Mỹ bảo thủ về xã hội, những người không thích thứ hippie phản văn hóa và các cuộc thị uy phản chiến. Spiro Agnew trở thành một người chỉ trích ngày càng lớn tiếng những nhóm này, củng cố vị thế của Nixon với cánh hữu.
Nixon tiến hành một chiến dịch quảng cáo trên truyền hình đáng chú ý, gặp những người ủng hộ trước máy quay phim. Ông nhấn mạnh rằng tỷ lệ tội phạm quá cao, và công kích điều mà ông cảm thấy là một sự đầu hàng của Đảng Dân chủ đối với tính ưu việt hạt nhân của Hoa Kỳ. Nixon hứa hẹn "hòa bình trong danh dự" trong Chiến tranh Việt Nam và tuyên bố rằng "ban lãnh đạo mới sẽ chấm dứt chiến tranh và giành được hòa bình tại Thái Bình Dương". Ông không đưa ra những chi tiết về cách thức mà ông hy vọng sẽ chấm dứt chiến tranh, dẫn đến truyền thông gợi ý rằng ông chắc phải có một "kế hoạch bí mật". Khẩu hiệu của ông là "Nixon's the One", nó tỏ ra có hiệu quả.
Những nhà đàm phán của Lyndon Johnson hy vọng đạt được một thỏa thuận đình chiến tại Việt Nam trước bầu cử. Nixon nhận được phân tích sắc sảo về các cuộc đàm phán từ Henry Kissinger, đương thời là một cố vấn cho nhà đàm phán Hoa Kỳ W. Averell Harriman, và chiến dịch tranh cử của ông có tiếp xúc thường xuyên với Anna Chennault (Trần Hương Mai người Hoa, vợ tướng Chennault) tại Sài Gòn. Người phụ nữ này khuyên Tổng thống Việt Nam Cộng hòa Nguyễn Văn Thiệu không đến Paris để tham gia đàm phán, ám chỉ rằng Nixon sẽ đưa lại cho ông ta thỏa thuận tốt hơn nếu đắc cử. Johnson nhận biết được điều đang diễn ra, do tổng thống cho đặt máy nghe lén cả Anna Chennault và Đại sứ Việt Nam Cộng hòa tại Washington, và nổi giận trước điều mà tổng thống cho là một nỗ lực của Nixon nhằm phá hoại chính sách ngoại giao của Hoa Kỳ. Ngày 31 tháng 10, mặc dù không có thỏa thuận, Johnson tuyên bố đơn phương tạm dừng ném bom, và rằng các cuộc đàm phán hòa bình sẽ bắt đầu tại Paris vào ngày 6 tháng 11, tức một ngày sau ngày bầu cử. Ngày 2 tháng 11, sau khi một lần nữa nói chuyện với Anna Chennault, Nguyễn Văn Thiệu nói rằng ông sẽ không đến Paris. Johnson gọi điện thoại cho Nixon, song Nixon phủ nhận bất kỳ dính líu nào; song Tổng thống không tin ông. Lyndon Johnson cảm thấy ông không thể công khai đề cập đến dính líu của Anna Chennault do điều này biết được là nhờ nghe lén, song nói với Hubert Humphrey và người này chọn cách không sử dụng thông tin.
Trong cuộc đua ba bên giữa Nixon, Humphrey, và ứng cử viên độc lập là Thống đốc Alabama George Wallace, Nixon đánh bại Humphrey với chênh lệnh gần 500.000 phiếu phổ thông, ông giành được 301 phiếu đại cử tri đoàn so với 191 của Humphrey và 46 của Wallace. Trong diễn văn thắng lợi, Nixon cam kết rằng chính phủ của ông sẽ cố gắng đoàn kết quốc gia đang chia rẽ. Nixon nói: "Tôi đã nhận được một thông điệp rất lịch sử từ Phó Tổng thống, chúc mừng tôi vì thắng cử. Tôi chúc mừng ông ấy vì sự đấu tranh hào hiệp và dũng cảm của ông ấy trước những bất hòa lớn. Tôi cũng kể cho ông ấy rằng tôi biết rõ ông ấy cảm thấy thế nào. Tôi biết sẽ cảm thấy thế nào khi mất một thứ ở ngay tầm tay."

## Nhiệm kỳ tổng thống (1969–1974)

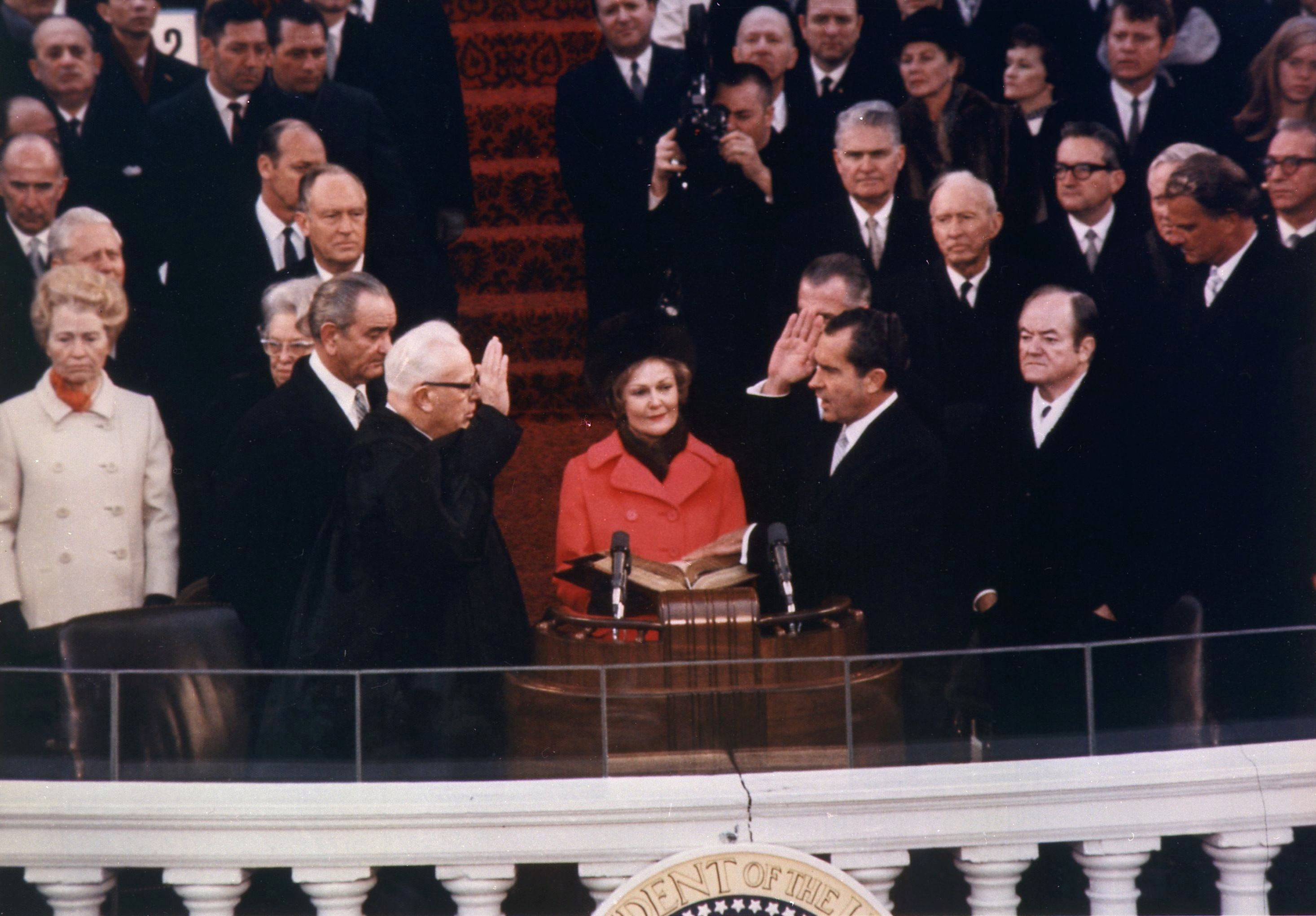
Nixon tuyên thệ nhậm chức tổng thống thứ 37 vào ngày 20 tháng 1 năm 1969, cùng tân Đệ nhất phu nhân, Pat, cầm kinh Thánh gia đình.

Nixon nhậm chức Tổng thống vào ngày 20 tháng 1 năm 1969, ông tuyên thệ trước kình địch chính trị một thời là Chánh án Earl Warren. Pat Nixon cầm Kinh Thánh gia đình mở đến Isaiah 2:4, đọc, "Họ sẽ đúc gươm đao thành cuốc thành cày, rèn giáo mác nên liềm nên hái." Diễn văn nhậm chức của ông hầu như đều được phê bình tích cực, ông nhận xét rằng "xưng hiệu người hòa giải là vinh dự lớn nhất mà lịch sử có thể ban cho"—một cụm từ mà sau này được khắc trên bia mộ của ông. Ông nói về việc đưa chính trị đảng phái sang một thời đại mới đoàn kết:
Trong những năm khó khăn này, nước Mỹ đã phải hứng chịu một cơn sốt ngôn từ; từ những lời lẽ sáo rỗng, hứa hẹn nhiều hơn những gì thực hiện; từ những lời lẽ gay gắt kích động sự bất mãn thành sự thù hận; từ những lời lẽ khoa trương, khoác lác hơn là thuyết phục. Chúng ta không thể học hỏi lẫn nhau cho đến khi chúng ta ngừng la hét vào mặt nhau, cho đến khi chúng ta nói đủ nhỏ để lời nói cũng như từ ngữ của chúng ta được lắng nghe.

### Chính sách đối ngoại

#### Trung Quốc
Nixon đặt cơ sở cho cuộc đàm phán của ông với Trung Quốc ngay từ trước khi trở thành Tổng thống, ông viết trên tạp chí Foreign Affairs (sự vụ ngoại giao) một năm trước cuộc bầu cử của mình rằng không thể để một tỷ người sinh hoạt trong sự cô lập phẫn nộ. Giúp đỡ ông trong hành động mạo hiểm này là Cố vấn An ninh Quốc gia và Bộ trưởng Ngoại giao tương lai Henry Kissinger, Tổng thống làm việc gần gũi với người này, bỏ qua các quan chức Nội các. Với việc quan hệ giữa Liên Xô và Trung Quốc nằm ở đáy —xung đột biên giới giữa hai quốc gia diễn ra vào năm đầu nhiệm kỳ Tổng thống của Nixon—Nixon gửi lời nông bí mật đến Trung Quốc rằng ông mong muốn có quan hệ gần gũi hơn. Một sự đột phá đến vào đầu năm 1971, khi Mao Trạch Đông mời một đội tuyển vận động viên bóng bàn Hoa Kỳ đến thăm Trung Quốc và thi đấu với các vận động viên hàng đầu của Trung Quốc. Nixon đáp lại bằng việc cử Kissinger đến Trung Quốc để bí mật gặp gỡ các quan chức nước này. Ngày 15 tháng 7 năm 1971, chính phủ Trung Quốc và Nixon (trên truyền hình và phát thanh) đồng thời tuyên bố Tổng thống Hoa Kỳ sẽ thăm Trung Quốc vào tháng hai sắp tới. Tuyên bố khiến thế giới kinh ngạc. Việc giữ bí mật cho phép cả hai ban lãnh đạo có thời gian để chuẩn bị môi trường chính trị trong nước cho việc tiếp xúc..
Đến tháng 2 năm 1972, Nixon và phu nhân công du Trung Quốc, trước đó Kissinger báo cáo vắn tắt với Nixon trong trên 40 giờ để chuẩn bị. Khi đến nơi, Tổng thống và Đệ nhất phu nhân ra khỏi Air Force One và chào Thủ tướng Trung Quốc Chu Ân Lai. Nixon bắt tay với Chu Ân Lai, một hành động mà Bộ trưởng Ngoại giao đương thời là John Foster Dulles từ chối thực hiện năm 1954 khi hai người gặp nhau tại Genève. Trên 100 ký giả truyền hình đã tháp tùng ông. Theo chỉ thị của Nixon, truyền hình được ưu tiên cao hơn so với các xuất bản phẩm báo chí, do ông cảm thấy rằng phương tiện này sẽ nắm bắt chuyến công du tốt hơn nhiều so với báo chí. Nó cũng trao cho ông cơ hội làm bẽ mặt những ký giả báo chí mà ông khinh thị.

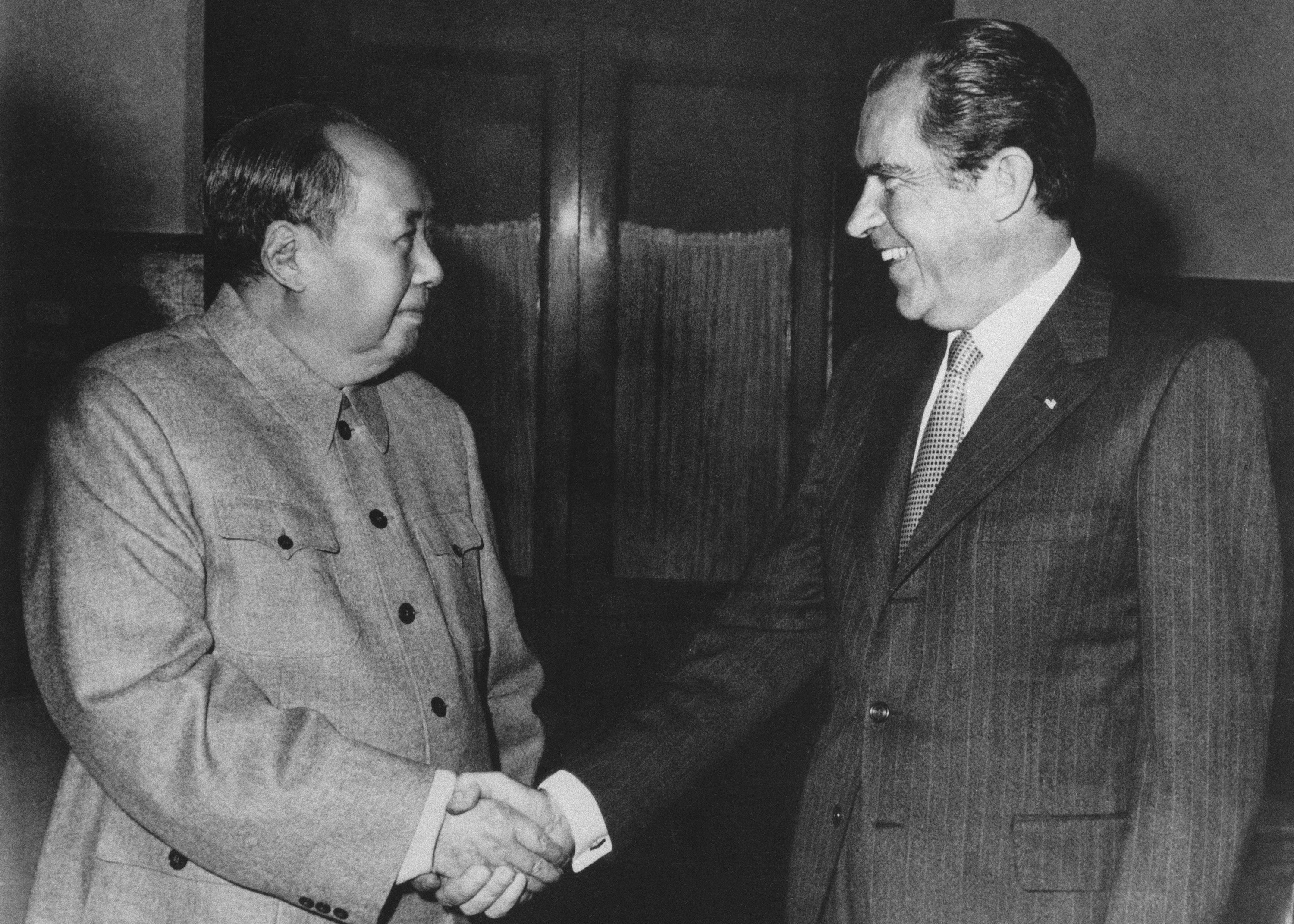
Mao Trạch Đông và Nixon

Nixon và Kissinger họp bốn giờ với Mao Trạch Đông và Chu Ân Lai tại tư dinh chính thức của Mao Trạch Đông, tại đây họ thảo luận về một loạt vấn đề. Mao Trạch Đông sau đó nói với bác sĩ của mình rằng bị Nixon gây ấn tượng, đánh giá Nixon là người thẳng thắn, không giống với những người cánh tả và Liên Xô. Mao Trạch Đông nói rằng minh nghi ngờ Kissinger, song Cố vấn An ninh Quốc gia gọi cuộc họp của họ là "cuộc chạm trán lịch sử" đối với ông. Một yến tiệc chính thức hoan nghênh phái đoàn tổng thống được tổ chức vào tối hôm đó trong Đại lễ đường Nhân dân. Ngày hôm sau, Nixon họp với Chu Ân Lai; thông cáo chung sau cuộc họp này công nhận Đài Loan là một bộ phận của Trung Quốc, và trông đợi về một giải pháp hòa bình cho vấn đề tái thống nhất. Ngoài việc tham gia các cuộc họp, Nixon còn tham quan các kỳ quan kiến trúc như Tử Cấm thành, Minh Thập Tam lăng và Trường Thành. Thông qua các nhà quay phim tháp tùng Đệ nhất phu nhân Pat Nixon, người Mỹ có cái nhìn sơ bộ đầu tiên về sinh hoạt tại Trung Quốc, Đệ nhất phu nhân tham quan thành phố Bắc Kinh và đến các công xã, trường học, xí nghiệp, và bệnh viện.
Chuyến công du mở ra một kỷ nguyên mới cho quan hệ Mỹ–Trung. Do lo ngại về khả năng có một liên minh Trung-Mỹ, Liên Xô nhượng bộ trước áp lực để hòa hoãn với Hoa Kỳ.

#### Việt Nam

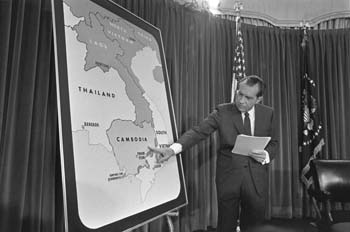
Nixon phát biểu trước quốc dân về cuộc xâm nhập Campuchia

Khi Nixon nhậm chức, có khoảng 300 quân nhân Hoa Kỳ tử trận mỗi tuần tại Việt Nam, và quần chúng Hoa Kỳ không hoan nghênh cuộc chiến này, với các cuộc kháng nghị bạo lực nhằm phản chiến đang diễn ra. Chính phủ Lyndon Johnson chấp thuận đình chỉ ném bom để đổi lấy các cuộc đàm phán không có điều kiện tiên quyết, song thỏa thuận này không bao giờ có hiệu lực đầy đủ. Theo Walter Isaacson, không lâu sau khi nhậm chức, Nixon kết luận rằng không thể giành chiến thắng trong Chiến tranh Việt Nam và ông quyết định nhanh chóng kết thúc chiến tranh. Ngược lại, Conrad Black cho rằng Nixon thực sự tin tưởng rằng ông có thể đe dọa Việt Nam Dân chủ Cộng hòa bằng "thuyết Madman". Nixon tìm kiếm một số dàn xếp mà theo đó cho phép lực lượng Hoa Kỳ triệt thoái, trong khi để lại một Việt Nam Cộng hòa vững chắc trước sự tấn công.
Tháng 3 năm 1969, Nixon phê chuẩn một chiến dịch ném bom bí mật các vị trí của các lực lượng Việt Nam Dân chủ Cộng hòa và đồng minh của họ là Khmer Đỏ tại Campuchia (có hiệu là Chiến dịch Menu), một chính sách bắt đầu dưới thời Johnson. Các hành động này khiến Campuchia bị ném bom nặng nề; số bom ném xuống Campuchia dưới thời Johnson và Nixon còn hơn số lượng bom mà Đồng Minh ném trong Chiến tranh thế giới thứ hai. Đến giữa năm 1969, Nixon bắt đầu các nỗ lực nhằm đàm phán hòa bình với miền Bắc Việt Nam, gửi một thư riêng đến các lãnh đạo Việt Nam Dân chủ Cộng hòa, và các cuộc thương lượng hòa bình bắt đầu tại Paris. Tuy nhiên, các cuộc thương lượng ban đầu không dẫn đến kết quả bằng một hiệp định. Đến tháng 5 năm 1969, ông công khai đề nghị triệt thoái toàn bộ binh sĩ Hoa Kỳ khỏi miền Nam Việt Nam với điều kiện là Việt Nam Dân chủ Cộng hòa cũng làm như vậy, và để Việt Nam Cộng hòa tổ chức tổng tuyển cử dưới sự giám sát của quốc tế với sự tham dự của Mặt trận Dân tộc Giải phóng miền Nam Việt Nam.

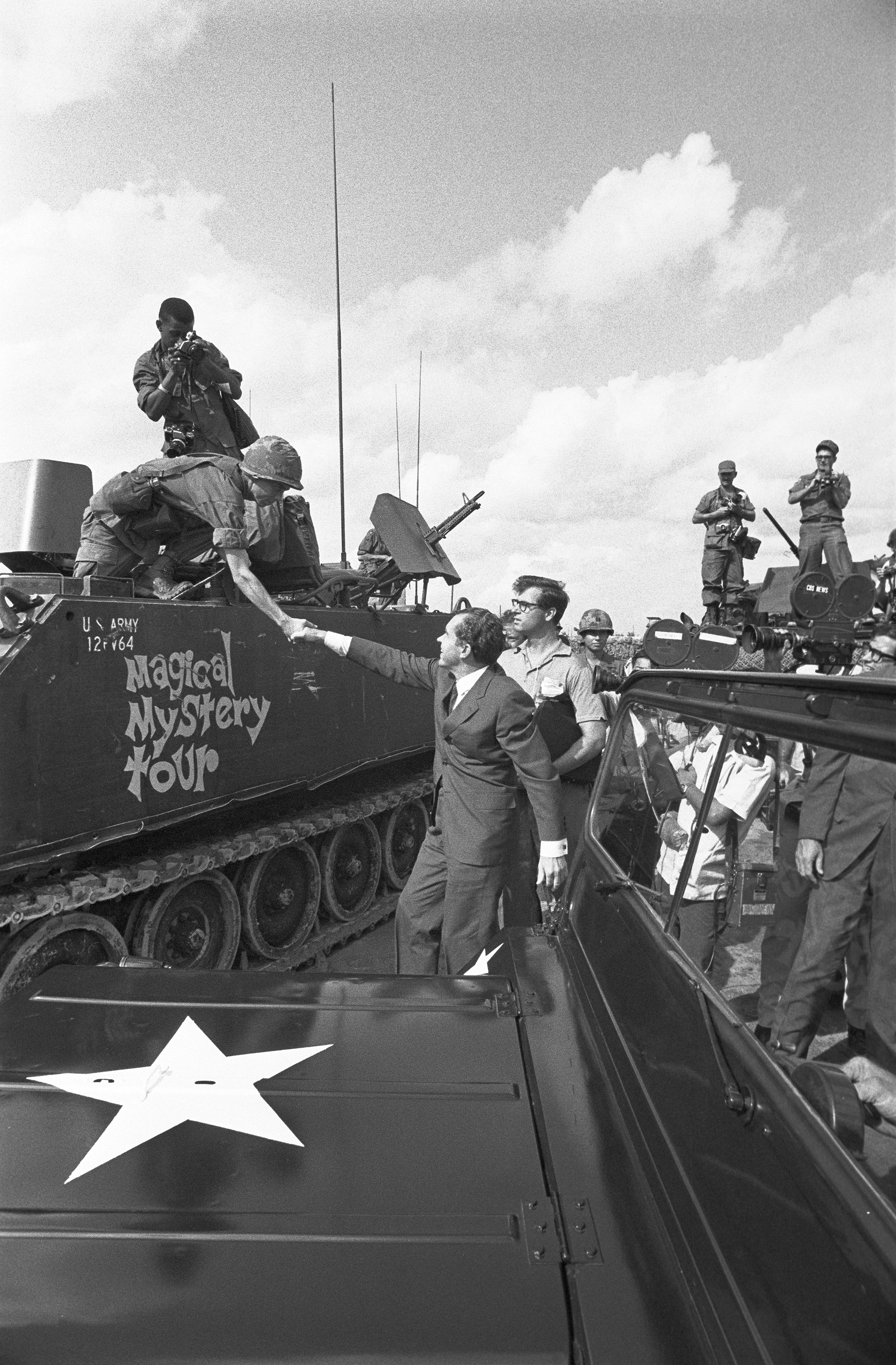
Nixon thăm quân đội Mỹ ở miền Nam Việt Nam vào ngày 30 tháng 7 năm 1969

Đến tháng 7 năm 1969, Nixon công du Việt Nam Cộng hòa, tại đây ông họp với tổng tư lệnh lực lượng Hoa Kỳ và Tổng thống Nguyễn Văn Thiệu. Trong lúc tại Hoa Kỳ diễn ra hoạt động kháng nghị yêu cầu rút quân ngay lập tức ông thi hành chiến lược Việt Nam hóa chiến tranh nhằm thay thế các binh sĩ Hoa Kỳ bằng binh sĩ Việt Nam. Nixon nhanh chóng thiết lập giai đoạn để binh sĩ Hoa Kỳ triệt thoái song cho phép các cuộc xâm nhập Lào, một phần là nhằm làm gián đoạn Đường mòn Hồ Chí Minh qua Lào và Campuchia vốn được sử dụng để tiếp đế cho lực lượng Việt Nam Dân chủ Cộng hòa. Nixon công bố cuộc xâm nhập trên bộ vào Campuchia trước công chúng Hoa Kỳ vào ngày 30 tháng 4 năm 1970. Một trong những phản ứng của ông trước những người kháng nghị là một cuộc gặp ứng khẩu vào đầu buổi sáng với họ tại Nhà kỉ niệm Lincoln vào ngày 9 tháng 5 năm 1970. Chiến dịch của Nixon được hứa hẹn sẽ kiềm chế chiến tranh, song tương phản với hành động leo thang ném bom, khiến xuất hiện các bình luận rằng Nixon có một "khủng hoảng tín nhiệm" trong vấn đề.
Năm 1971, những trích dẫn từ "hồ sơ Lầu Năm Góc" viết về lịch sử dính líu của Hoa Kỳ tại Việt Nam bị The New York Times và The Washington Post công bố. Khi tin tức bị lộ đầu tiên xuất hiện, Nixon định không làm gì. Mặc dù các văn kiện chủ yếu liên quan đến những dối trá của chính phủ trước và chỉ có một vài tiết lộ thực, song Kissinger sau đó thuyết phục Nixon rằng các văn kiện này nếu xuất hiện sẽ có hại nhiều hơn, và Nixon đã cố gắng ngăn cản việc công bố. Tối cao pháp viện Hoa Kỳ cuối cùng ra phán quyết ủng hộ báo chí.
Trong khi các binh sĩ Hoa Kỳ tiếp tục triệt thoái, chế độ nghĩa vụ quân sự được giảm bớt và đến năm 1973 thì chấm dứt; binh sĩ Hoa Kỳ hoàn toàn là những người tình nguyện tòng quân. Sau nhiều năm giao chiến, Hiệp định hòa bình Paris được ký kết vào đầu năm 1973. Hiệp định quy định về đình chiến và để cho cho những binh sĩ Hoa Kỳ còn lại triệt thoái; tuy nhiên, hiệp định không yêu cầu 160.000 lính Quân đội Nhân dân Việt Nam tại miền Nam phải triệt thoái. Khi hỗ trợ chiến đấu của Hoa Kỳ kết thúc, các bên chỉ có một giai đoạn đình chiến ngắn ngủi, sau đó giao tranh tái diễn song lúc này quân đội Hoa Kỳ đã không còn tham chiến. Quân đội Nhân dân Việt Nam liên tiếp giành thắng lợi và Việt Nam Cộng hòa sụp đổ vào năm 1975.

#### Mỹ Latinh

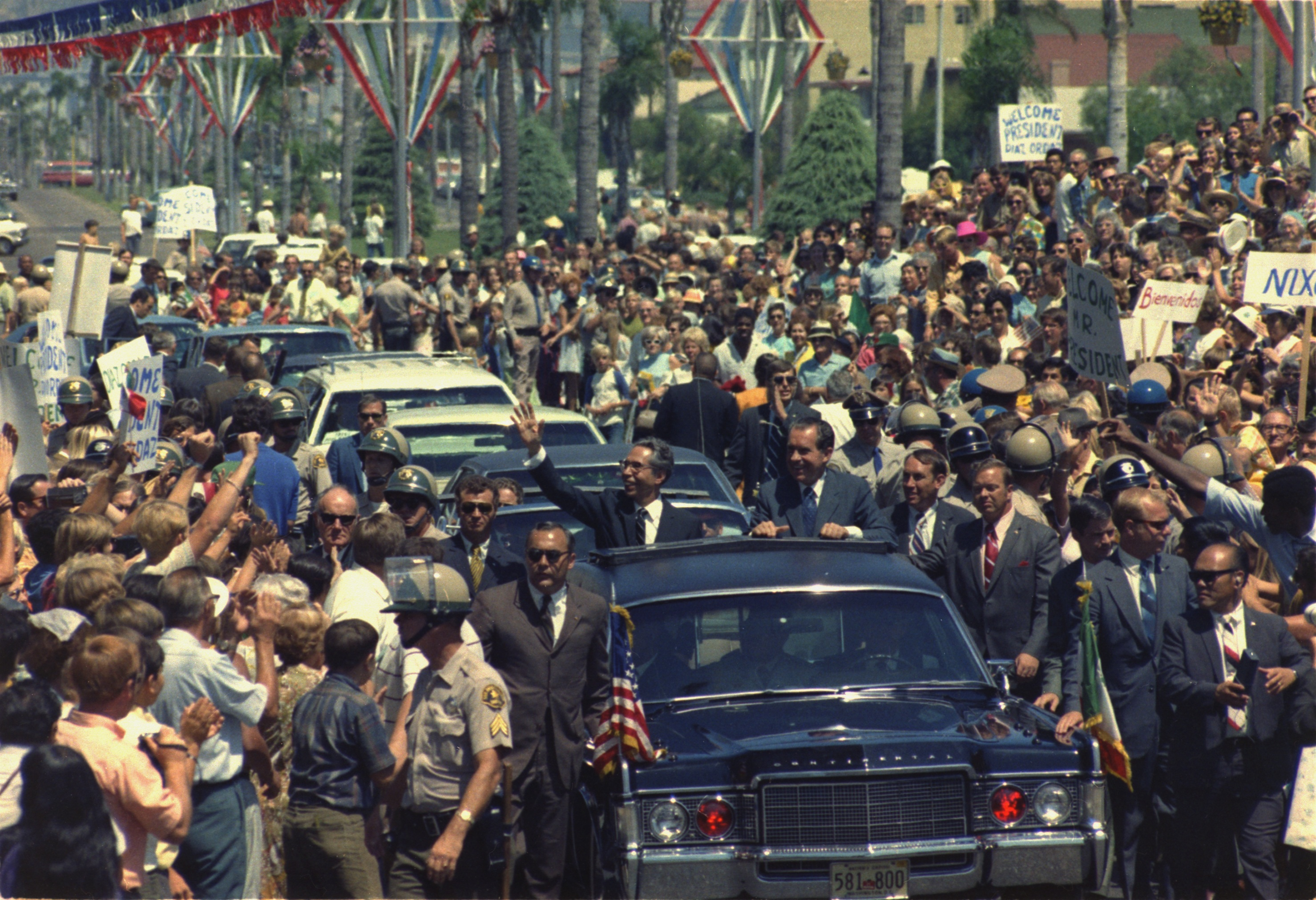
Nixon và Tổng thống Mexico Gustavo Díaz Ordaz đi trên một đoàn xe hộ tống tại San Diego, California, tháng 9 năm 1970.

Nixon từng là một người ủng hộ mạnh mẽ đối với Kennedy trong sự kiện xâm nhập vịnh con Lợn năm 1961 và khủng hoảng tên lửa Cuba năm 1962; đến khi nhậm chức ông tăng cường các chiến dịch bí mật nhằm chống Cuba và Chủ tịch nước này là Fidel Castro. Thông qua bạn của mình là Bebe Rebozo, Nixon duy trì các quan hệ thân cận với cộng đồng người Cuba lưu vong tại Mỹ, họ thường đề xuất các phương pháp đối phó với Castro. Những hành động này khiến người Liên Xô và người Cuba lo ngại, họ lo rằng Nixon có thể tấn công Cuba và phá vỡ sự thỏa thuận giữa Kennedy và Khrushchev vốn giúp chấm dứt khủng hoảng tên lửa. Đến tháng 8 năm 1970, Liên Xô đề nghị Nixon tái xác nhận thỏa thuận; Nixon chấp thuận dẫu cho ông có đường lối cứng rắn với Fidel Castro. Quá trình thực thi thỏa thuận vẫn chưa được hoàn thành do Liên Xô bắt đầu mở rộng căn cứ của họ tại cảng Cienfuegos của Cuba vào tháng 10 năm 1970. Sau đó xảy ra một cuộc đối kháng quy mô nhỏ, kết thúc bằng một thỏa thuận mà theo đó Liên Xô sẽ không sử dụng Cienfuegos cho các tàu ngầm mang tên lửa đạn đạo. Trao đổi công hàm ngoại giao cuối cùng nhằm tái xác nhận thỏa thuận năm 1962 được tiến hành trong tháng 11 năm đó.
Việc ứng cử viên Marxist Salvador Allende tham gia tranh cử Tổng thống Chile vào tháng 9 năm 1970 thúc đẩy Nixon và Kissinger theo đuổi một chiến dịch mạnh mẽ nhằm bí mật chống Allende,:25 đầu tiên là thuyết phục cho Quốc hội Chile xác nhận Jorge Alessandri là người chiến thắng trong bầu cử và sau đó đưa tin cho các sĩ quan quân đội về việc Hoa Kỳ ủng hộ một cuộc đảo chính. Các hỗ trợ khác bao gồm cả các cuộc đình công có tổ chức nhằm chống Allende và tài trợ cho các đối thủ của Allende. Thậm chí có thông tin rằng đích thân Nixon cho phép cung cấp tài trợ bí mật để in các thông điệp chống Allende trên một báo nổi tiếng của Chile.:93 Sau một giai đoạn bất ổn xã hội, chính trị, và kinh tế kéo dài, Tướng Augusto Pinochet lên nắm quyền trong một cuộc đảo chính bạo lực vào tháng 9 năm 1973; Allende tự sát.

#### Liên Xô
Nixon tận dụng môi trường quốc tế được cải thiện để xử lý chủ đề hòa bình hạt nhân. Sau khi công bố về chuyến công du của ông đến Trung Quốc, chính quyền Nixon hoàn tất các dàn xếp để ông công du Liên Xô. Tổng thống và Đệ nhất phu nhân đến Moskva vào ngày 22 tháng 5 năm 1972 và họp với Tổng Bí thư Leonid Brezhnev; Chủ tịch Hội đồng bộ trưởng Alexei Kosygin; và Chủ tịch Nikolai Podgorny, cũng các quan chức hàng đầu khác của Liên Xô.

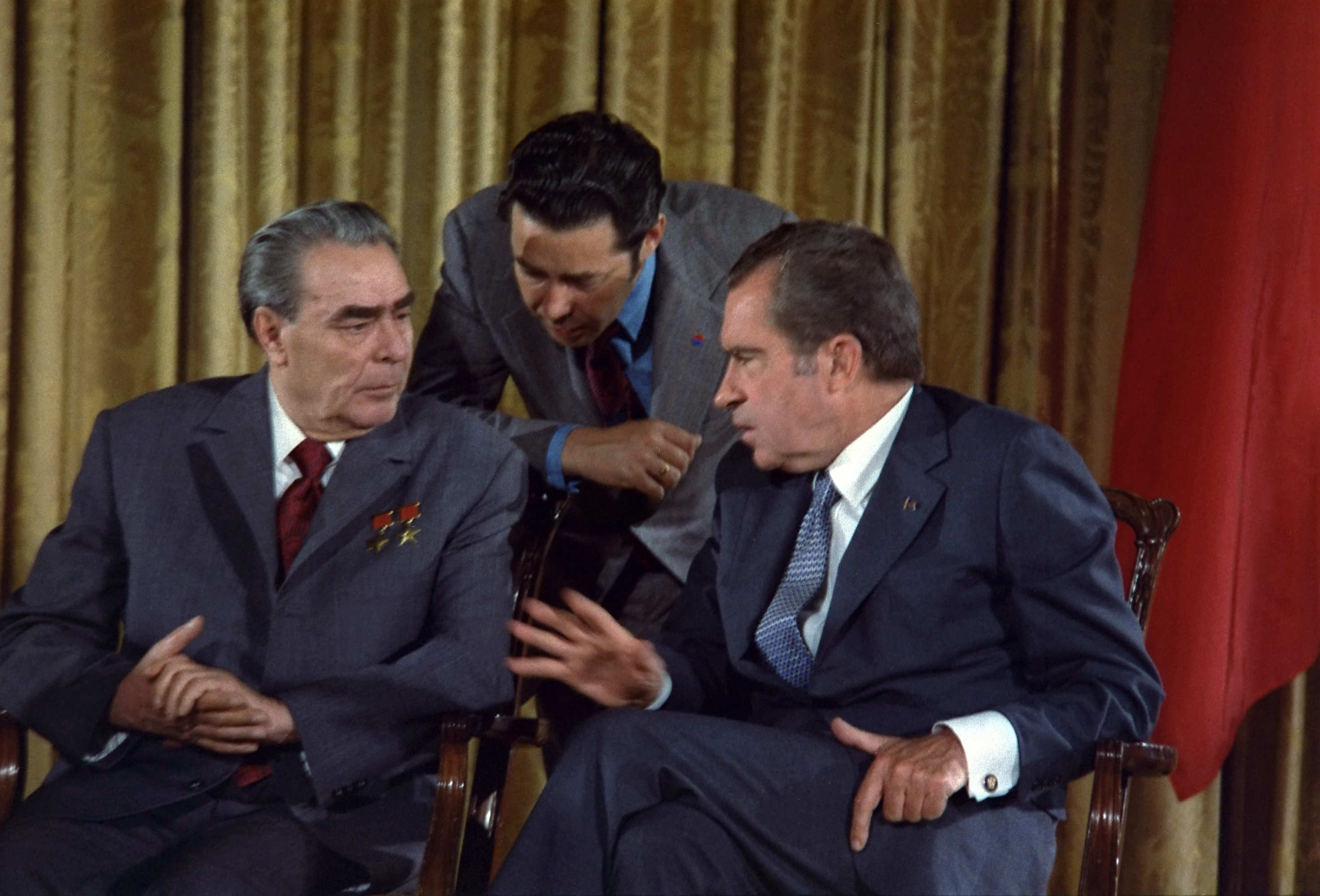
Nixon họp với Brezhnev trong chuyến công du của lãnh đạo Liên Xô đến Hoa Kỳ vào năm 1973.

Nixon đã tiến hành các đàm phán căng thẳng với Brezhnev. Hội nghị thượng đỉnh đã có kết quả là những hiệp định nhằm tăng cường mậu dịch và hai hiệp ước kiểm soát vũ khí giới hạn: SALT I, hiệp ước hạn chế toàn diện đầu tiên giữa hai siêu cường, và Hiệp ước Chống tên lửa đạn đạo, mà theo đó cấm phát triển các hệ thống được thiết kế nhằm đánh chặn tên lửa. Nixon và Brezhnev tuyên bố một kỷ nguyên mới "cùng tồn tại hòa bình". Một quốc yến được tổ chức vào tối hôm đó tại điện Kremlin.
Nhằm thúc đẩy quan hệ tốt hơn với Hoa Kỳ, Trung Quốc và Liên Xô giảm bớt ủng hộ về ngoại giao của họ cho Việt Nam Dân chủ Cộng hòa và khuyên chính phủ này đạt các thỏa thuận về quân sự. Nixon sau đó thuật lại rằng ông tin Liên Xô và Trung Quốc có vai trò không thể thiếu trong các sáng kiến hòa bình tại Việt Nam. Ít nhất thì Việt Nam Dân chủ Cộng hòa sẽ cảm thấy bớt tự tin khi Hoa Kỳ có giao thiệp với Liên Xô và Trung Quốc. Còn khả quan nhất là Việt Nam Dân chủ Cộng hòa chịu áp lực từ hai cường quốc cộng sản nên phải đàm phán về một dàn xếp mà Hoa Kỳ có thể chấp thuận.
Nhằm tạo tiến triển đáng kể so với hai năm trước trong quan hệ Mỹ-Xô, Nixon thực hiện chuyến đi thứ nhì đến Liên Xô vào năm 1974. Ông đến Moskva vào ngày 27 tháng 6 và nhận được một nghi lễ hoan nghênh, quần chúng hoan hô, và tham gia một quốc yến tại điện Đại Kremlin vào tối hôm đó. Nixon và Brezhnev họp tại Yalta, thảo luận về một hiệp ước phòng thủ chung được đề xuất, hòa hoãn, và các tên lửa đạn đạo đa đầu đạn hạt nhân dẫn hướng độc lập (MIRV). Trong khi cân nhắc đề nghị một hiệp ước cấm thử hạt nhân toàn diện, Nixon thấy rằng nhiệm kỳ tổng thống của ông không còn đủ để hoàn thành nó. Không có đột phá nào đáng kể trong các cuộc đàm phán này.

#### Trung Đông

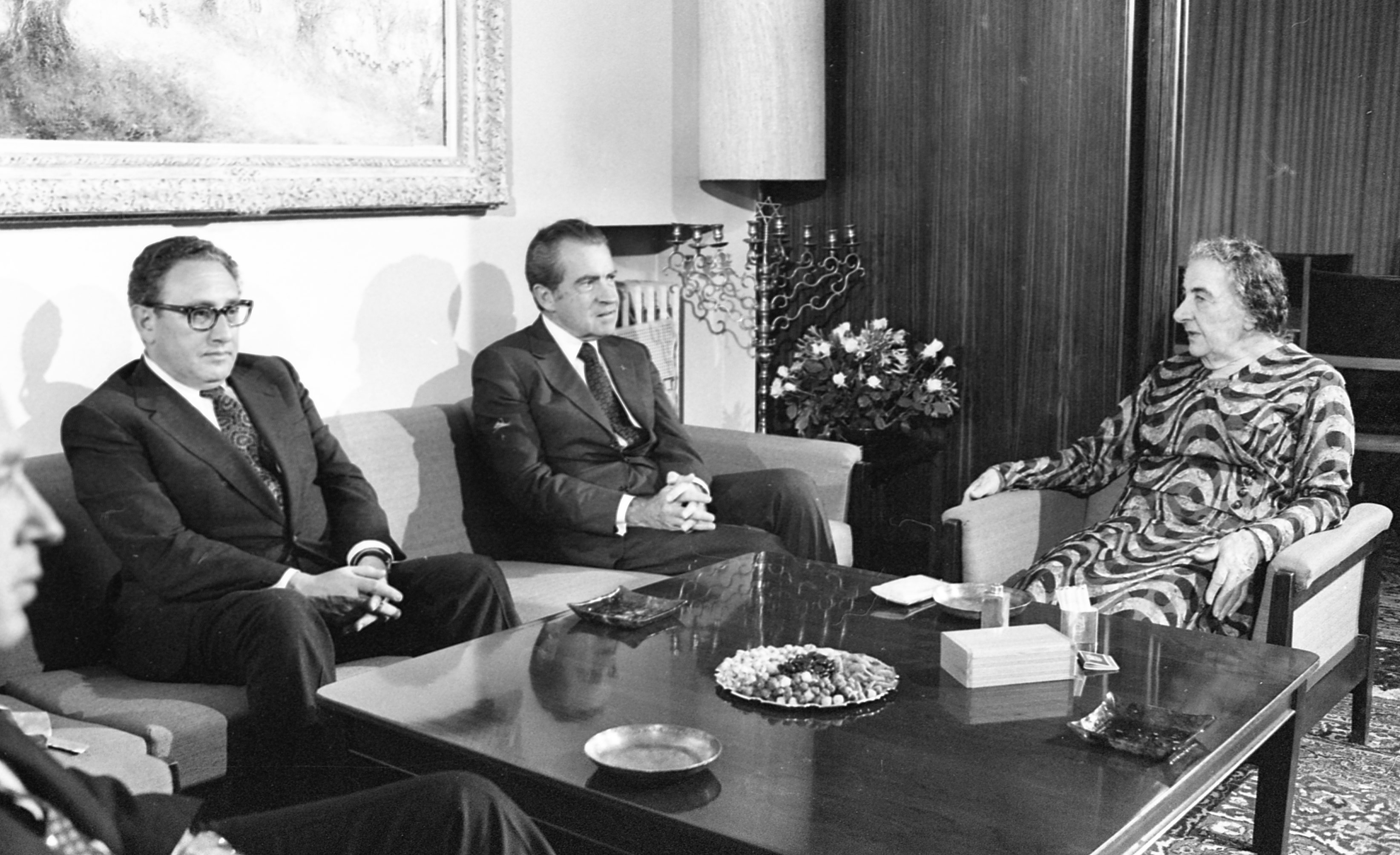
Nixon gặp Thủ tướng Israel Golda Meir vào tháng 6 năm 1974.

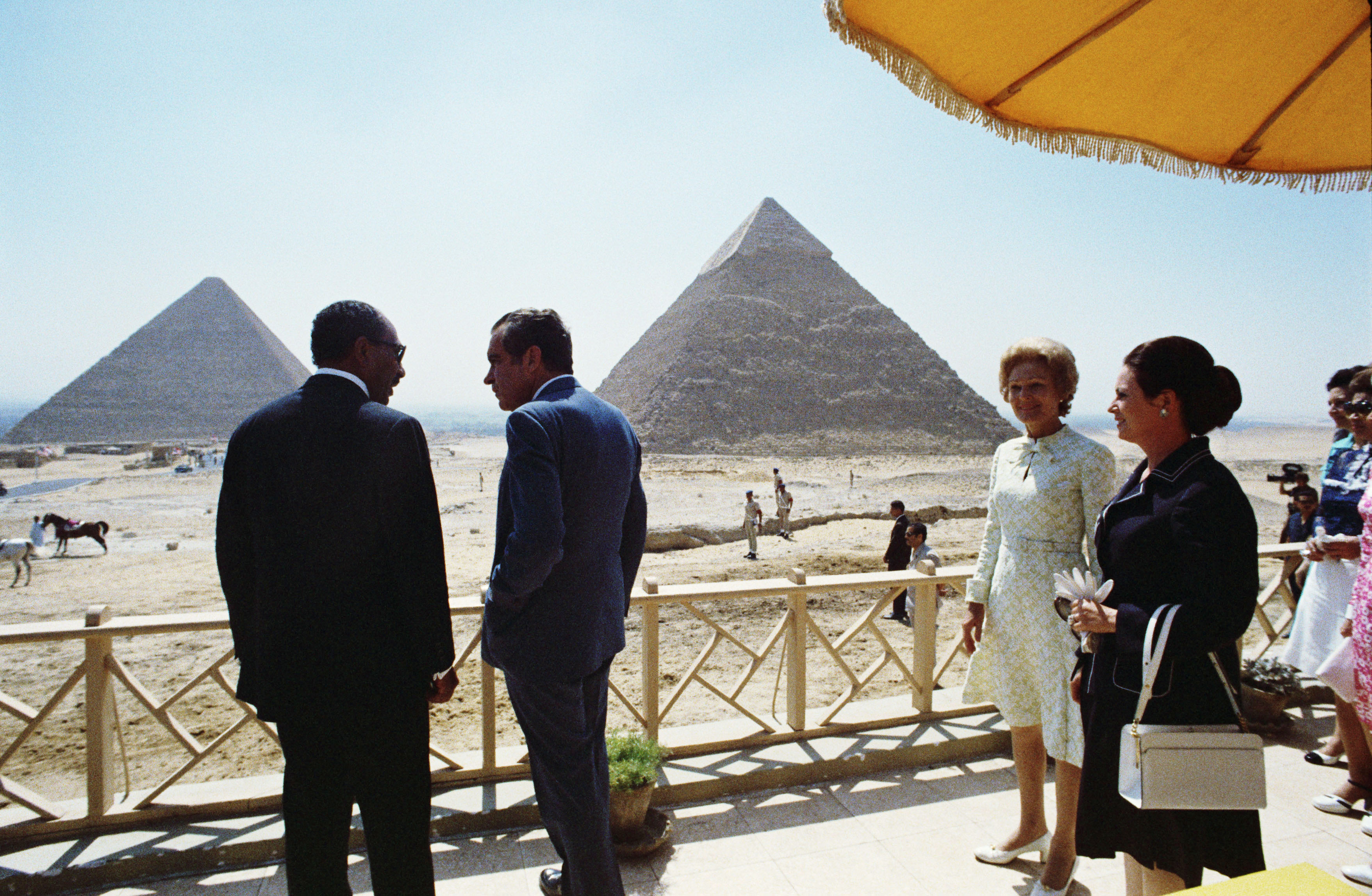
Nixon họp với Tổng thống Ai Cập Anwar Sadat vào tháng 6 năm 1974.

Theo Học thuyết Nixon, trong việc viện trợ đồng minh, Hoa Kỳ sẽ tránh chiến đấu trực tiếp khi có thể, thay vào đó là giúp đỡ để họ tự vệ, Hoa Kỳ tăng mạnh việc bán vũ khí cho Trung Đông—đặc biệt là Israel, Iran và Ả Rập Saudi—dưới thời chính phủ Nixon. Chính phủ Nixon ủng hộ mạnh mẽ đồng minh Israel, song sự ủng hộ này không phải là vô điều kiện. Nixon cho rằng Israel nên kiến tạo hòa bình với các láng giềng Ả Rập và Hoa Kỳ nên khuyến khích việc này. Ông cho rằng ngoại trừ trong Khủng hoảng Suez thì Hoa Kỳ thất bại trong việc can thiệp với Israel, và nên sử dụng đòn bẩy là viện trợ quân sự lớn của Hoa Kỳ cho Israel để thúc đẩy các bên đến bàn đàm phán. Tuy nhiên, xung đột Ả Rập-Israel không phải là một tiêu điểm chú ý của Nixon trong nhiệm kỳ đầu của ông, một nguyên nhân là vì ông cho rằng người Do Thái sẽ phản đối ông tái tranh cử bất kể ông làm điều gì.
Ngày 6 tháng 10 năm 1973, Chiến tranh Yom Kippur bùng nổ khi một liên minh Ả Rập do Ai Cập và Syria dẫn đầu tấn công Israel, Israel chịu tổn thất nặng nề. Hoa Kỳ không có hành động gì trong những ngày đầu tiên, song sau đó Nixon hạ lệnh tiến hành không vận nhằm bù đắp cho những tổn thất của Israel, phớt là các tranh cãi nội bộ và chịu trách nhiệm cá nhân đối với bất kỳ phản ứng nào của các quốc gia Ả Rập. Đến khi Hoa Kỳ và Liên Xô bắt đầu đàm phán về một thỏa thuận đình chiến, Israel đã thâm nhập sâu vào lãnh thổ đối phương. Cuộc chiến dẫn đến khủng hoảng dầu mỏ, trong đó các quốc gia Ả Rập từ chối bán dầu thô cho Hoa Kỳ nhằm trả đũa việc Hoa Kỳ ủng hộ Israel. Lệnh cấm vận gây ra tình trạng thiếu hụt kéo theo chế độ phân phối xăng dầu tại Hoa Kỳ vào cuối năm 1973, và kết thúc khi Trung Đông đạt được hòa bình. Một trong những chuyến công du quốc tế cuối cùng của Nixon trên cương vị tổng thống là đến Trung Đông vào tháng 6 năm 1974, ông trở thành Tổng thống Hoa Kỳ đầu tiên công du Israel.

### Chính sách đối nội

#### Kinh tế
Thời điểm Nixon nhậm chức năm 1969, lạm phát tại Hoa Kỳ là 4,7 %—mức cao nhất kể từ Chiến tranh Triều Tiên. Chính sách "Great Society" được ban hành dưới thời Johnson, cùng với phí tổn cho Chiến tranh Việt Nam, khiến cho ngân sách thâm hụt lớn. Tỷ lệ thất nghiệp thấp, song lãi suất ở mức cao nhất trong một thế kỷ. Mục tiêu kinh tế chính của Nixon là giảm lạm phát; phương pháp hiển nhiên nhất là kết thúc chiến tranh. Điều này không thể nhanh chóng hoàn thành, và kinh tế Hoa Kỳ tiếp tục vật lộn qua năm 1970, góp phần khiến cho Đảng Cộng hòa nhận kết quả kém trong bầu cử quốc hội giữa nhiệm kỳ (Đảng Dân chủ kiểm soát cả lưỡng viện quốc hội).
Quan tâm của Nixon thiên nhiều về những sự vụ đối ngoại thay vì các chính sách đối nội, song ông cho rằng cử tri có khuynh hướng tập trung vào tình trạng tài chính của bản thân họ, và rằng tình trạng kinh tế là một mối đe dọa cho việc ông tái đắc cử. Ông có quan điểm về "chế độ liên bang mới", đề nghị nhượng bớt quyền lực cho các bang, song những đề xuất này phần lớn bị bỏ đi trong quá trình dự thảo ngân sách tại quốc hội. Tuy nhiên, Nixon giành được uy tín chính trị do tán thành những việc này. Năm 1970, Quốc hội do Đảng Dân chủ chiếm đa số trao cho Tổng thống quyền áp đặt hạn định lương và giá, họ biết Nixon phản đối những kiểm soát như vậy trong quá trình hoạt động của ông, và không cho rằng Nixon sẽ thực sự sử dụng quyền này. Do lạm phát chưa được giải quyết cho đến tháng 8 năm 1971, và một năm bầu cử lại đang đến gần, Nixon triệu tập một hội nghị thượng đỉnh gồm các cố vấn kinh tế của ông tại trại David. Sau đó, ông tuyên bố tạm thời kiểm soát lương và giá, cho phép thả nổi đô la với các tiền tệ khác, và kết thúc khả năng hoán đổi đô la thành vàng. Các chính sách của Nixon khiến lạm phát suy giảm cho đến năm 1972, song di chứng của chúng góp phần vào lạm phát trong nhiệm kỳ thứ hai của ông và thời chính phủ Gerald Ford.
Sau khi tái đắc cử, Nixon nhận thấy lạm phát tăng trở lại. Ông tái áp dụng kiểm soát giá vào tháng 6 năm 1973. Kiểm soát giá trở thành điều không được quần chúng và thương nhân hoan nghênh, họ cho rằng các liên đoàn lao động hùng mạnh là thể chế thích hợp hơn ban định giá của chính quyền. Sự kiểm soát gây ra tình trạng thiếu lương thực, do thịt biến mất khỏi các cửa hàng tạp hóa và các nông dân thà giết gà chứ không bán chúng với giá thua lỗ. Mặc dù thất bại trong việc kiểm soát lạm phát, ongg các kiểm soát chấm dứt một cách chậm chạp, và đến ngày 30 tháng 4 năm 1974, ủy quyền theo luận định của chúng hết hiệu lực.

#### Sáng kiến và tổ chức của chính phủ

Nixon đọc Thông điệp Liên bang năm 1971

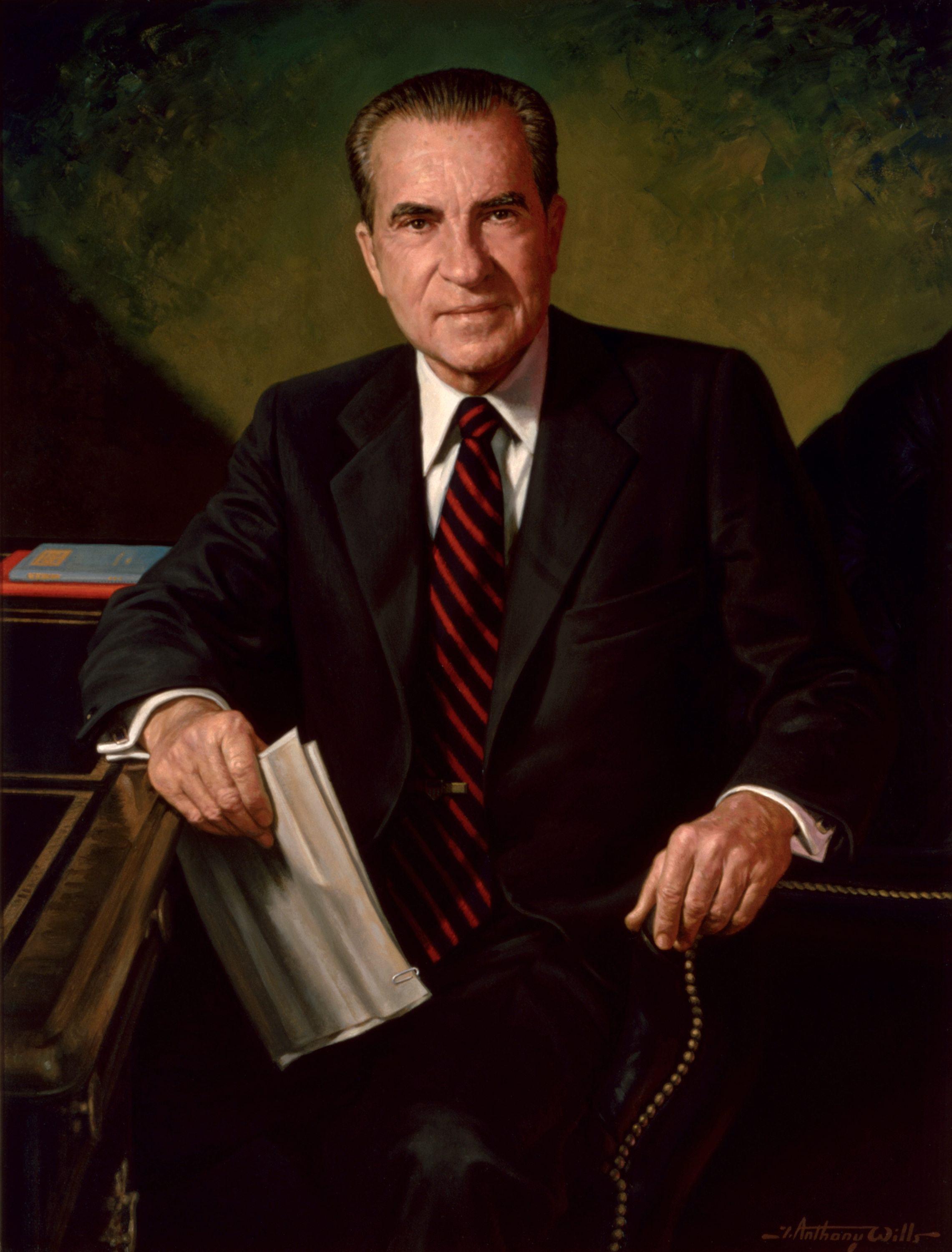
Tranh chân dung chính thức của Nixon do James Anthony Wills vẽ, k. 1984

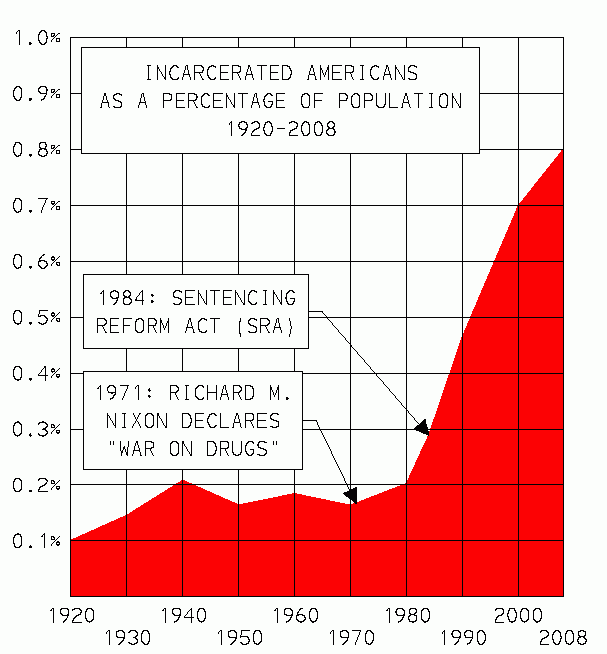
Biểu đồ về sự gia tăng tỷ lệ giam giữ người của Hoa Kỳ

Nixon chủ trương một "chủ nghĩa liên bang mới", theo đó phân quyền cho các ban và các quan chức đắc cử tại địa phương, song Quốc hội chống đối các ý tưởng này và chỉ ban hành một vài trong số đó. Ông giải trừ Bộ Bưu điện Hoa Kỳ thuộc nội các liên bang, đến năm 1971 thể chế này trở thành Dịch vụ bưu chính Hoa Kỳ do chính phủ vận hành.
Chính sách môi trường không phải là một vấn đề quan trọng trong cuộc bầu cử năm 1968; các ứng cử viên hiếm khi được hỏi về quan điểm của họ trong chủ đề này. Nixon nhận thấy rằng Ngày Trái Đất đầu tiên vào tháng 4 năm 1970 báo trước một làn sóng cử tri quan tâm về vấn đề, và tìm cách lợi dụng nó; trong tháng 6 ông tuyên bố việc Cơ quan Bảo vệ Môi sinh (EPA) thành lập. Nixon tạo đột phá mới khi nói đến chính sách môi trường trong thông điệp liên bang của ông; các sáng kiến khác được Nixon ủng hộ có cả Đạo luật Không khí thanh khiết 1970 và Ủy ban An toàn và Sức khỏe nghề nghiệp (OSHA); Đạo luật Chính sách môi trường quốc gia yêu cầu trình bày tác động môi trường đối với nhiều dự án liên bang. Nixon bác bỏ dự luật Nước thanh khiết 1972, nguyên nhân là do ông nhận thấy chi phí tiền bạc dành cho nó là quá mức. Sau khi bị Quốc hội bác sự phủ quyết của mình, Nixon không chi tiêu số tiền mà ông cho là vô lý.
Năm 1971, Nixon đề xuất cải cách bảo hiểm y tế—một bảo hiểm y tế tư nhân mà chủ lao động yêu cầu, liên bang hóa Medicaid đối với những gia đình nghèo khó có người vị thành niên cần nuôi dưỡng, và hỗ trợ cho các tổ chức bảo vệ sức khỏe (HMOs). Một dự luật HMO có giới hạn được thông qua vào năm 1973. Năm 1974, Nixon đề xuất cải cách bảo hiểm y tế toàn diện hơn—một bảo hiểm y tế tư nhân mà chủ lao động yêu cầu và thay thế Medicaid bằng các kế hoạch bảo hiểm y tế quốc doanh cho toàn bộ nhân dân, với tiền đóng phí bảo hiệm dựa trên thu nhập, và chia sẻ chi phí. Lo ngại về sự phổ biến của việc sử dụng ma túy cả ở quốc nội và trong các binh sĩ Hoa Kỳ tại Việt Nam, Nixon khởi động một Chiến tranh chống ma túy, cam kết cắt đứt nguồn cung ma túy từ bên ngoài, và tăng kinh phí cho giáo dục và cho các cơ sở cải tạo.

#### Dân quyền
Trong những năm Nixon tại vị, diễn ra tích phân chủng tộc quy mô lớn lần đầu tiên trong các trường công tại miền Nam. Nixon tím kiếm một trung đạo giữa những người kỳ thị chủng tộc do George Wallace dẫn đầu và những người Dân chủ tự do, việc Đảng Dân chủ ủng hộ tích phân chủng tộc khiến họ chính đảng này một số người Da trắng miền Nam xa lánh. Nhận thấy triển vọng tốt tại miền Nam trong cuộc bầu cử năm 1972, từ trước đó ông tìm cách loại bỏ tính chính trị của việc phế bỏ kỳ thị chủng tộc. Không lâu sau khi nhậm chức, ông bổ nhiệm Phó Tổng thống Spiro Agnew lãnh đạo một tổ chuyên biệt đi làm việc với các thủ lĩnh địa phương—cả da trắng và da đen—nhằm xác định cách thức để tích phân chủng tộc các trường học địa phương. Spiro Agnew ít quan tâm đến công việc này, và hầu hết chúng do Bộ trưởng Lao động George Shultz tiến hành. Vào tháng 9 năm 1970, dưới 10% học sinh da đen theo học tại các trường bị cô lập. Tuy nhiên, đến năm 1971, căng thẳng về phế bỏ kì thị chủng tộc trong nhà trường nổi lên tại các thành phố miền Bắc, với các cuộc biểu tình giận dữ đối với việc vận chuyển học sinh bằng xe buýt đến trường ngoài khu phố của chúng để đạt cân bằng chủng tộc. Nixon phản đối vận chuyển này với tư cách cá nhân song thi hành lệnh của tòa án yêu cầu áp dụng chúng.
Ngoài việc phế bỏ kì thị chủng tộc trong các trường công, Nixon thi hành Kế hoạch Philadelphia vào năm 1970—chương trình hành động bình quyền cấp liên bang đáng kể đầu tiên. Ông cũng tán thành Tu chính án bình quyền sau khi nó được lưỡng viện quốc hội thông qua vào năm 1972 và đưa đến các bang để phê chuẩn. Nixon tham gia vận động trong vị thế một người ủng hộ tu chính án vào năm 1968, song một số nhà nữ quyền chỉ trích ông ít có hành động đề giúp đỡ ERA hoặc các vụ tố tụng của họ sau khi ông đắc cử. Tuy vậy, ông bổ nhiệm nhiều nữ giới vào các vị trí trong chính phủ hơn so với thời Lyndon Johnson.

### Không gian

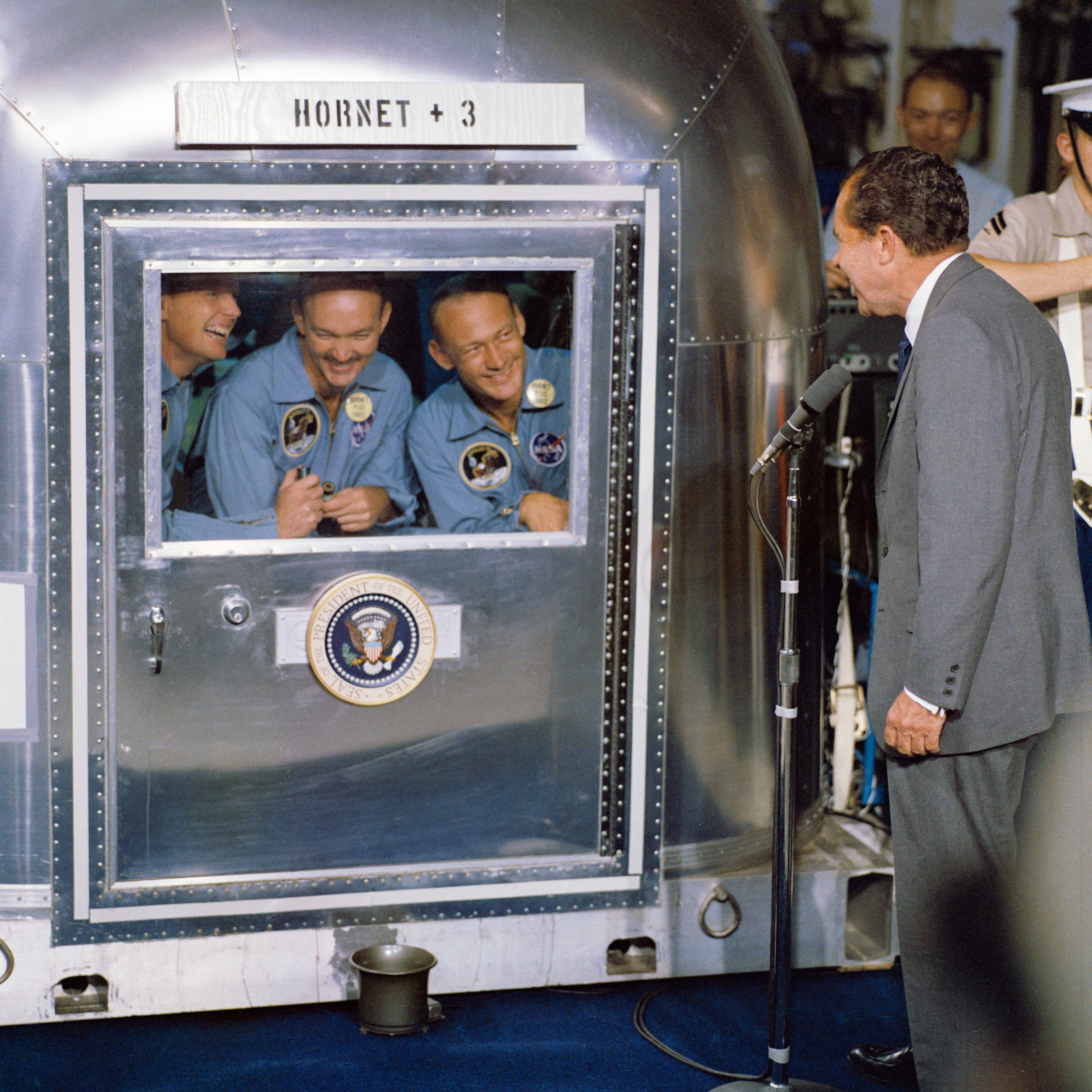
Nixon thăm các phi hành gia Apollo 11 năm 1969.

Tháng 7 năm 1969, Apollo 11 được phóng, Hoa Kỳ giành chiến thắng trong cuộc đua để phi hành gia đổ bộ lên Mặt Trăng sau một nỗ lực quốc gia kéo dài gần một thập niên. Nixon nói chuyện với Neil Armstrong và Buzz Aldrin khi họ đi trên Mặt Trăng. Ông gọi cuộc đối thoại là "cuộc điện thoại mang tính lịch sử lớn nhất từng được tiến hành từ Nhà Trắng". Tuy nhiên, Nixon không muốn duy trì tài trợ cho NASA ở mức cao như trong suốt thập niên 1960 khi NASA chuẩn bị đưa người lên Mặt Trăng. Quản trị viên NASA Thomas O. Paine phác thảo một kế hoạch đầy tham vọng nhằm thiết lập một căn cứ thường trực trên Mặt Trăng vào cuối thập niên 1970 và thực hiện một hành trình có người lên sao Hỏa sớm nhất là vào năm 1981. Tuy nhiên, Nixon bác bỏ cả hai đề xuất.
Nixon cũng hủy bỏ chương trình Phòng thí nghiệm quỹ đạo có người của Không quân Hoa Kỳ vào năm 1969, do các vệ tinh gián điệp không người lái được chứng minh là có hiệu quả hơn về chi phí để hoàn thành mục tiêu do thám tương tự.
Tháng 5 năm 1972, Nixon chấp thuận một chương trình hợp tác kéo dài 5 năm giữa NASA và chương trình không gian Liên Xô, với cực điểm là sứ mệnh chung của một tàu vũ trụ Apollo và Soyuz liên kết trong không gian vào năm 1975.

### Tái cử, bê bối Watergate, từ chức

#### Chiến dịch tranh cử tổng thống năm 1972

Kết quả bầu cử năm 1972

Nixon tin rằng việc ông lên nắm quyền đạt đỉnh tại một thời điểm tái tổ chức chính trị. "Miền Nam chắc công" của Đảng Dân chủ từ lâu là nguyên nhân khiến các tham vọng của Đảng Cộng hòa bị thất bại. Barry Goldwater giành chiến thắng tại một vài bang miền Nam do phản đối Đạo luật Dân quyền 1964, song bị những người miền Nam ôn hòa hơn xa lánh. Các nỗ lực của Nixon nhằm giành sự ủng hộ của miền Nam vào năm 1968 bị ảnh hưởng do ứng cử viên ủng hộ kỳ thị chủng tộc George Wallace cũng tham gia. Trong suốt nhiệm kỳ đầu tiên, Nixon theo đuổi một chiến lược miền Nam bằng các chính sách, như các chính sách phế bỏ kì thị chủng tộc của ông, được người Da trắng miền Nam chấp thuận rộng rãi, khuyến khích họ tái tập hợp bên Đảng Cộng hòa sau thời đại Dân quyền. Ông tiến cử hai người bảo thủ miền Nam là Clement Haynsworth và G. Harrold Carswell làm thẩm phán Tối cao Pháp viện, song cả hai đều không được Thượng viện phê chuẩn.
Nixon ghi danh trong cuộc bầu cử sơ bộ New Hampshire vào ngày 5 tháng 1 năm 1972, trên thực tế có nghĩa là công bố ông tái ứng cử chức vụ tổng thống. Gần như chắc chắc được Đảng Cộng hòa đề cử, Tổng thống ban đầu kỳ vọng đối thủ Dân chủ của ông là Thống đốc Massachusetts Ted Kennedy, song người này hầu như bị loại khỏi cuộc đua sau sự kiện Chappaquiddick.
Ngày 10 tháng 6, Thống đốc Nam Dakota George McGovern giành thắng lợi trong bầu cử sơ bộ tại California và đảm bảo quyền được Đảng Dân chủ đề cử. Tháng sau đó, Nixon được tái đề cử trong Đại hội toàn quốc năm 1972 của Đảng Cộng hòa. Ông bác bỏ cương lĩnh chính trị của Đảng Dân chủ khi cho nó là hèn nhát và gây bất hòa. George McGovern có ý định giảm mạnh chi tiêu quốc phòng và ủng hộ ân xá cho những người trốn quân dịch cũng như quyền phá thai. Nixon dẫn trước trong hầu hết các cuộc thăm dò ý kiến trong toàn bộ chu trình tranh cử, và tái đắc cử vào ngày 7 tháng 11 năm 1972 với số phiếu dẫn trước thuộc hàng cao nhất trong lịch sử bầu cử tổng thống Hoa Kỳ. Ông đáng bại McGovern với trên 60 % số phiếu phổ thông, chỉ thua tại Massachusetts và D.C..

#### Watergate

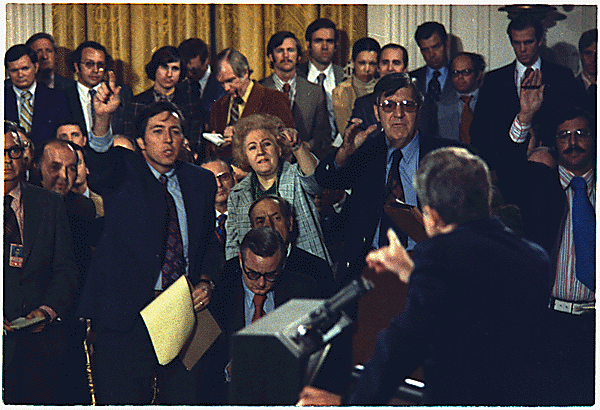
Nixon trả lời các câu hỏi trong buổi họp báo năm 1973

Thuật ngữ Watergate ám chỉ một loạt những hành động bí mật và thường là phi pháp do các thành viên trong chính phủ Nixon tiến hành. Các hành động này bao gồm "những trò bẩn" chẳng hạn như đặt máy ghi âm bí mật trong văn phòng của các đối thủ chính trị và quấy nhiễu các nhóm hoạt động và các nhân vật chính trị. Các hoạt động này bị đưa ra ánh sáng sau khi năm người bị bắt vì đột nhập vào trụ sở của Đảng Dân chủ tại khu phức hợp Watergate thuộc Washington, D.C. vào ngày 17 tháng 6 năm 1972. The Washington Post nắm bắt được tình tiết; các ký giả Carl Bernstein và Bob Woodward dựa vào một người cung cấp tin được gọi là "Deep Throat"—người đã mạo hiểm mạng sống này là Phó giám đốc FBI Mark Felt—để liên kết những người này với chính phủ Nixon. Nixon xử trí bằng cách cho rằng bê bối chỉ đơn thuần là hoạt động chính trị, gọi các bài báo là thiên kiến và lạc lối. Một loạt những tiết lộ làm sáng tỏ rằng Ủy ban Tái tranh cử của Tổng thống Nixon, và sau đó là Nhà Trắng, có dính líu đến các nỗ lực nhằm phá hoại Đảng Dân chủ. Các trợ lý cao cấp như Cố vấn Nhà Trắng John Dean đối diện với việc bị khởi tố; tổng cộng 48 quan chức bị kết án có tội.

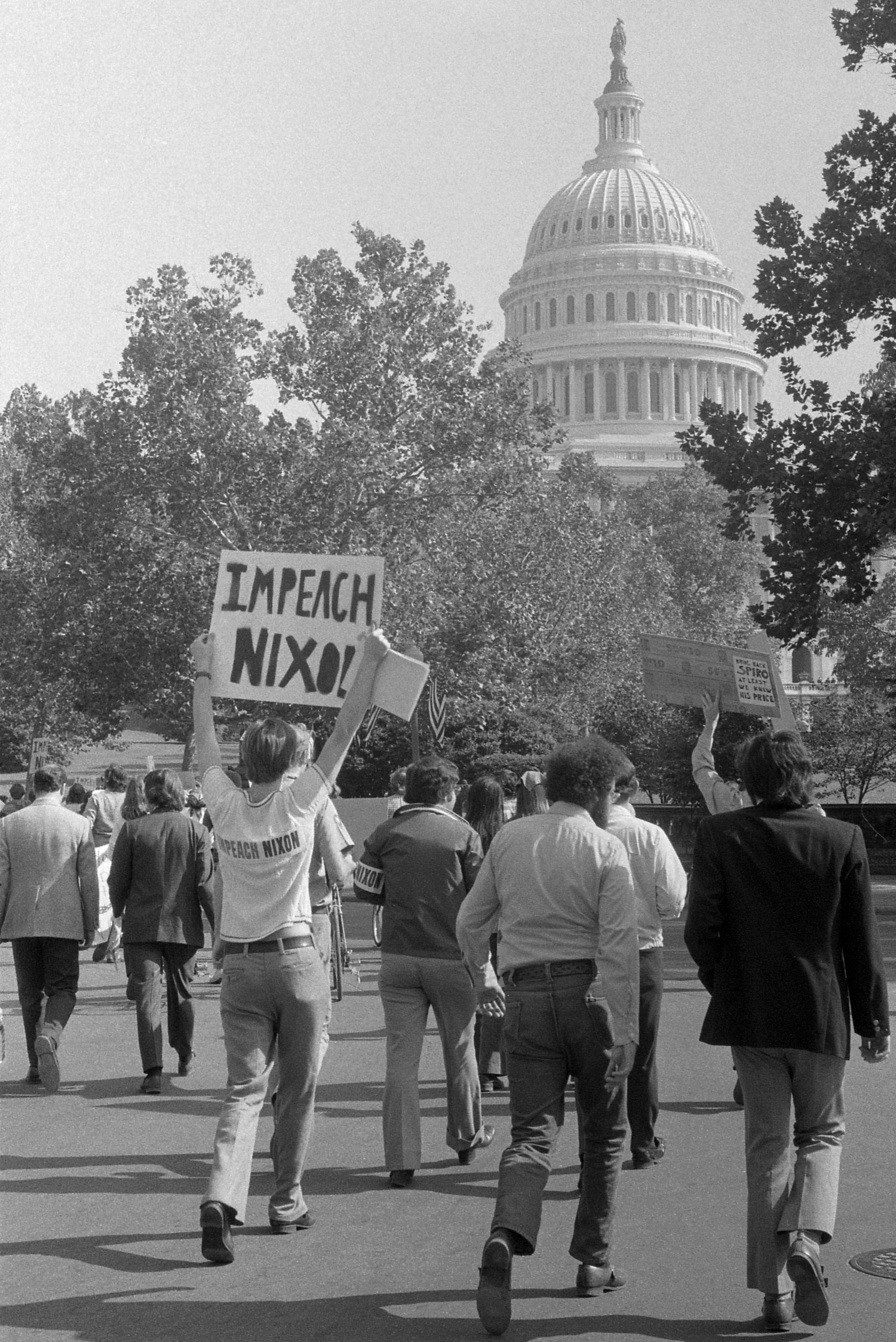
Người biểu tình yêu cầu luận tội, tháng 10 năm 1973

Trong tháng 7 năm 1973, trợ thủ Nhà Trắng Alexander Butterfield khai tuyên thệ trước Quốc hội rằng Nixon có một hệ thống băng ghi âm bí mật, chúng ghi lại các cuộc đối thoại và điện thoại của ông trong Phòng Bầu dục. Các băng ghi âm này bị Luật sư đặc biệt phụ trách vụ Watergate Archibald Cox lệnh đưa ra trước tòa; Nixon cung cấp bản chép lại các cuộc đối thoại thay vì băng ghi âm thực, viện dẫn đặc quyền hành pháp. Do Nhà Trắng và Cox bất đồng gay gắt, Nixon sa thải Cox vào tháng 10; người thay thế là Leon Jaworski. Trong tháng 11, các luật sư của Nixon tiết lộ rằng một đoạn băng ghi âm các cuộc trò chuyện tại Nhà Trắng vào ngày 20 tháng 6 năm 1972 đã bị mất một đoạn dài 18+1⁄2 phút. Thư ký riêng của Tổng thống là Rose Mary Woods đã nhận trách nhiệm về sự việc, giải thích rằng bà vô tình xóa đoạn đó trong khi sao chép lại băng, nhưng lời bà khai bị chế nhạo rộng rãi. Mặc dù đoạn băng bị mất không chứng minh được rằng Tổng thống phạm tội, song nó đã làm dấy lên nghi ngờ về tuyên bố của Nixon cho rằng ông không biết gì về việc che giấu.
Mặc dù mất đi nhiều ủng hộ của công chúng, thậm chí là từ đảng của mình, song Nixon bác bỏ các cáo buộc phạm tội và thề tại nhiệm. Ông nhấn mạnh rằng mình đã phạm lỗi, song trước đó không biết về việc trộm thông tin, không phạm phải bất kỳ luật nào, và không được biết về việc che giấu cho đến đầu năm 1973. Ngày 10 tháng 10 năm 1973, Phó Tổng thống Spiro Agnew từ chức vì những lý do không liên quan đến vụ Watergate: ông bị kết án về tội danh nhận hối lộ, trốn thuế và rửa tiền trong thời gian làm Thống đốc Maryland. Nixon đã chọn Lãnh đạo Thiểu số tại Hạ viện là Gerald Ford thay thế Agnew.

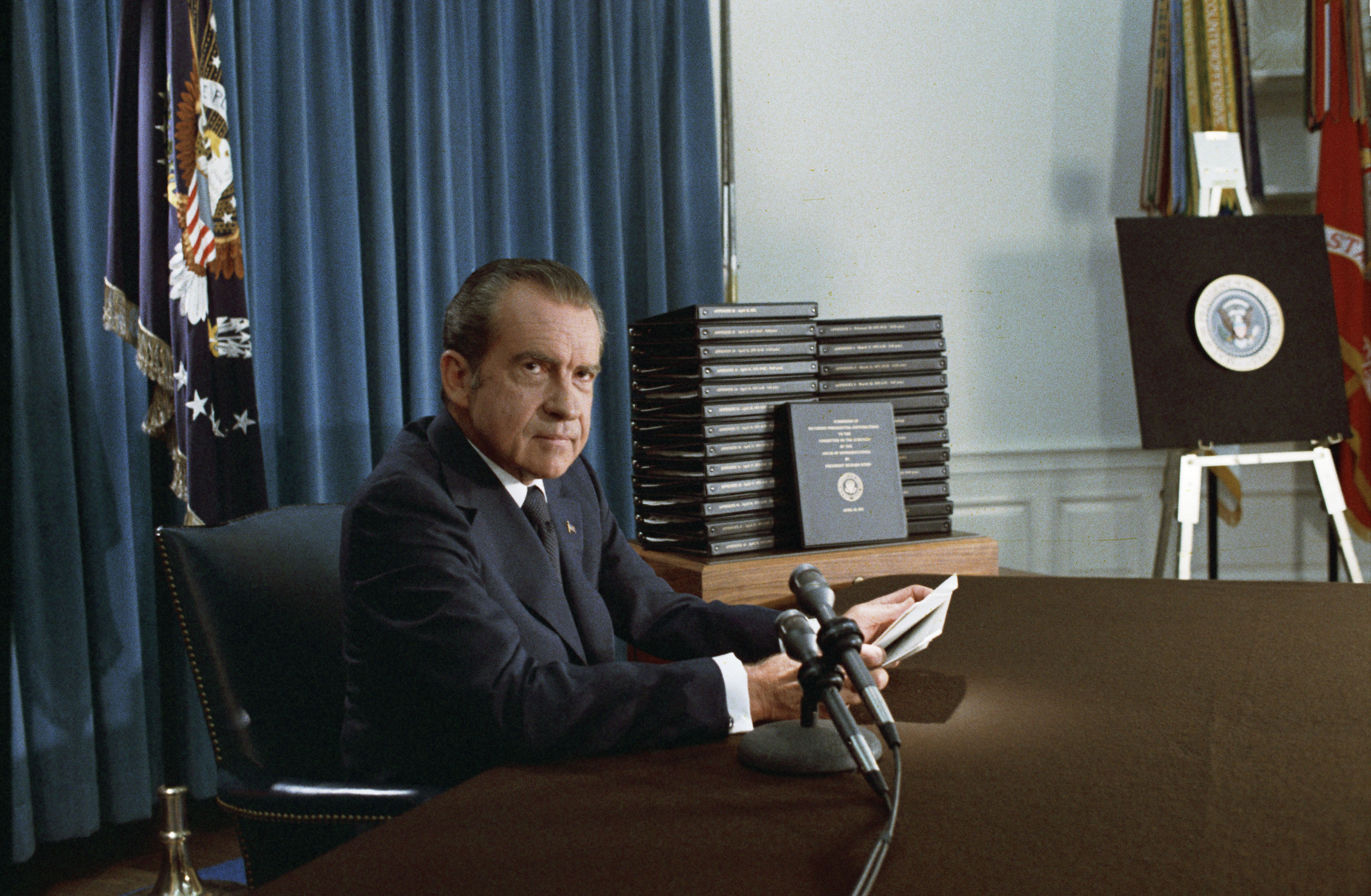
Nixon công bố bản ghi đã qua chỉnh sửa của băng Watergate vào ngày 29 tháng 4 năm 1974

Cuộc chiến tư pháp về các băng ghi âm tiếp tục cho đến đầu năm 1974, và đến tháng 4 năm 1974 Nixon tuyên bố phát hành 1.200 bản chép lại các cuộc đối thoại tại Nhà Trắng giữa ông và các trợ thủ. Ủy ban Tư pháp Hạ viện mở phiên điều trần luận tội đối với Tổng thống vào ngày 9 tháng 5 năm 1974, sự kiện được phát trên các mạng lưới truyền hình lớn. Phiên điều trần đạt đỉnh điểm bằng bỏ phiếu luận tội. Ngày 24 tháng 7, Tối cao pháp viện ra phán quyết nhất trí rằng toàn bộ các băng ghi âm phải được phát hành, thay vì chỉ các bản chép lại được lựa chọn.
Ủng hộ dành cho Nixon giảm đi khi tiếp tục có một loạt tiết lộ mới, song Nixon hy vọng có thể đấu tranh với các cáo buộc. Tuy nhiên, một trong các băng ghi âm mới, được ghi ngay sau cuộc đột nhập, biểu thị rằng Nixon đã thuật lại liên lạc của Nhà Trắng với những người đột nhập Watergate ngay sau khi chúng xảy ra, và đã chấp thuận các kế hoạch nhằm cản trở điều tra. Trong một phát biểu cùng với việc phát hành "Smoking Gun Tape" vào ngày 5 tháng 8 năm 1974, Nixon thừa nhận trách nhiệm về việc lừa dối quốc dân trong khi ông đã được kể về dính líu của Nhà Trắng, nói rằng ông có một lầm lẫn về trí nhớ. Ông họp cùng các lãnh đạo trong Quốc hội của Đảng Cộng hòa ngay sau đó, và được bảo rằng ông chắc công phải đối diện với luận tội trong Quốc hội, và nhiều nhất sẽ chỉ nhận được 15 phiếu ủng hộ trong Thượng viện, ít hơn nhiều con số 34 phiếu để tránh bị bãi chức.

#### Từ nhiệm

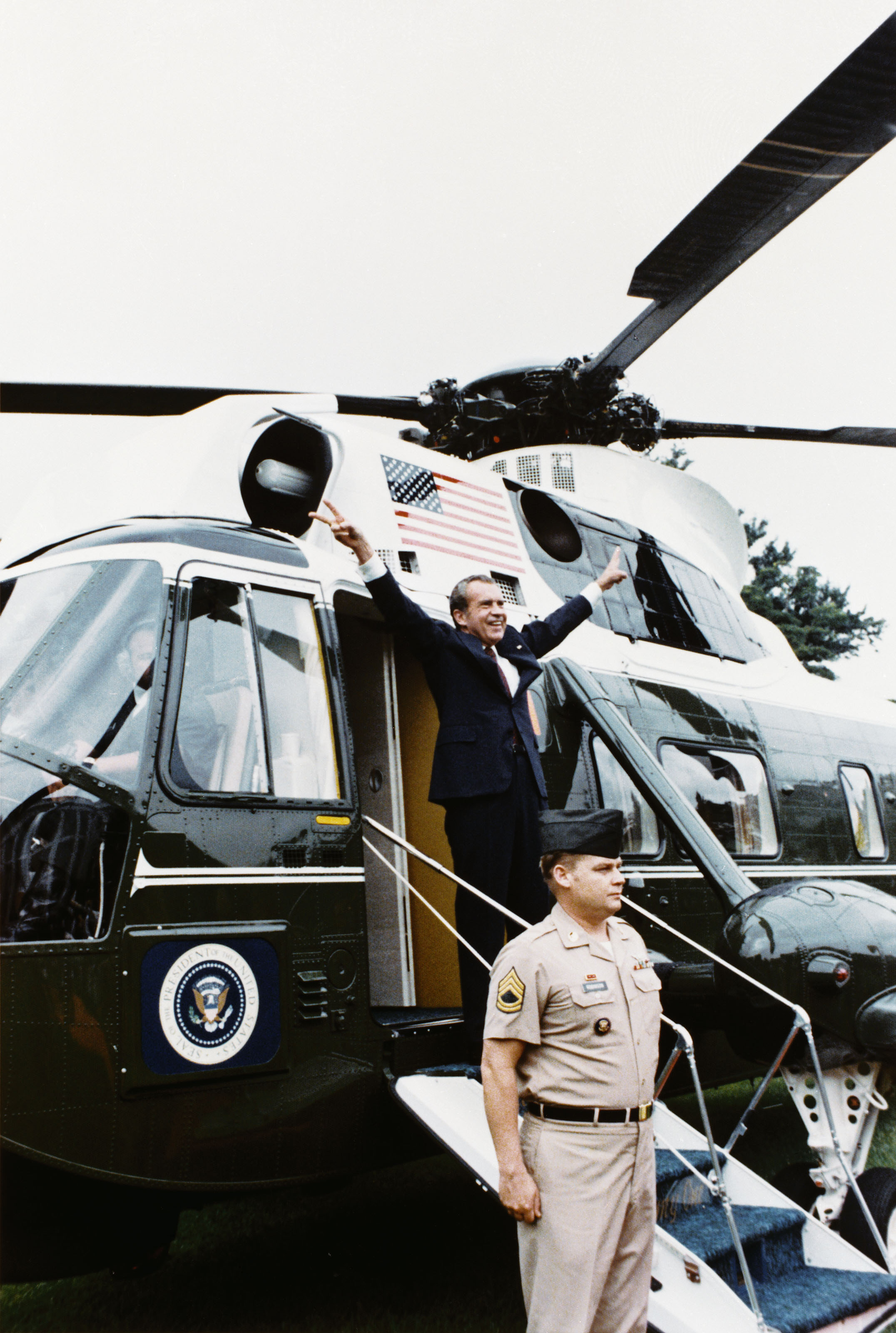
Ảnh của Oliver F. Atkins chụp khoảnh khắc Nixon rời Nhà Trắng trên chiếc Marine One ngay trước khi đơn từ chức của ông có hiệu lực, ngày 9 tháng 8 năm 1974

Trong tình hình bị mất ủng hộ chính trị và gần như chắc chắn bị luận tội, Nixon từ nhiệm tổng thống vào ngày 9 tháng 8 năm 1974, sau khi nói chuyện với quốc dân trên truyền hình vào buổi tối hôm trước. Bài phát biểu từ nhiệm được đọc từ phòng Bầu dục và được truyền trực tiếp trên sóng phát thanh và truyền hình. Nixon nói rằng ông từ nhiệm vì lợi ích của quốc gia và thỉnh cầu quốc dân ủng hộ tân tổng thống là Gerald Ford. Nixon hồi tưởng các thành tựu trong nhiệm kỳ tổng thống của mình, đặc biệt là trong chính sách đối ngoại. Ông đã bảo vệ công lao của mình với tư cách tổng thống, trích dẫn bài phát biểu Quyền công dân ở một nước cộng hòa năm 1910 của Theodore Roosevelt:
Đôi khi tôi thành công và đôi khi tôi thất bại, nhưng tôi luôn khắc ghi những lời mà Theodore Roosevelt từng nói về người đàn ông đứng trong đấu trường, "Người ấy, với khuôn mặt lấm lem bụi đất, mồ hôi và máu, đã dũng cảm chiến đấu, cho dù phạm phải sai sót và đôi khi gặp thất bại hết lần này đến lần khác bởi vì không có nỗ lực nào mà không mắc phải lỗi lầm và thiếu sót, nhưng người đó đã thực sự nỗ lực để hoàn thành mục tiêu đề ra, hiểu được niềm nhiệt huyết và sự tận tụy lớn lao, dốc hết sức lực để theo đuổi một mục đích cao cả, người đó khi ở đỉnh cao thì đạt được niềm vui chiến thắng sau những nỗ lực cực độ hoặc khi ở vực sâu, nếu như thất bại, thì ít nhất cũng là thất bại trong việc đã dám hết mình".

Bài phát biểu của Nixon ban đầu nhận được phản ứng nhìn chung là thuận lợi từ các nhà bình luận hệ thống, chỉ có Roger Mudd của hãng CBS nói rằng Nixon không nhận tội. Một trong những người viết tiểu sử của Nixon là Conrad Black gọi đó là "một kiệt tác". Black cho rằng Nixon đã tránh khỏi điều được dự kiến là việc bẽ mặt chưa từng thấy đối với một tổng thống Hoa Kỳ.

## Hậu nhiệm kỳ tổng thống (1974–1994)

### Xá tội và bệnh tật

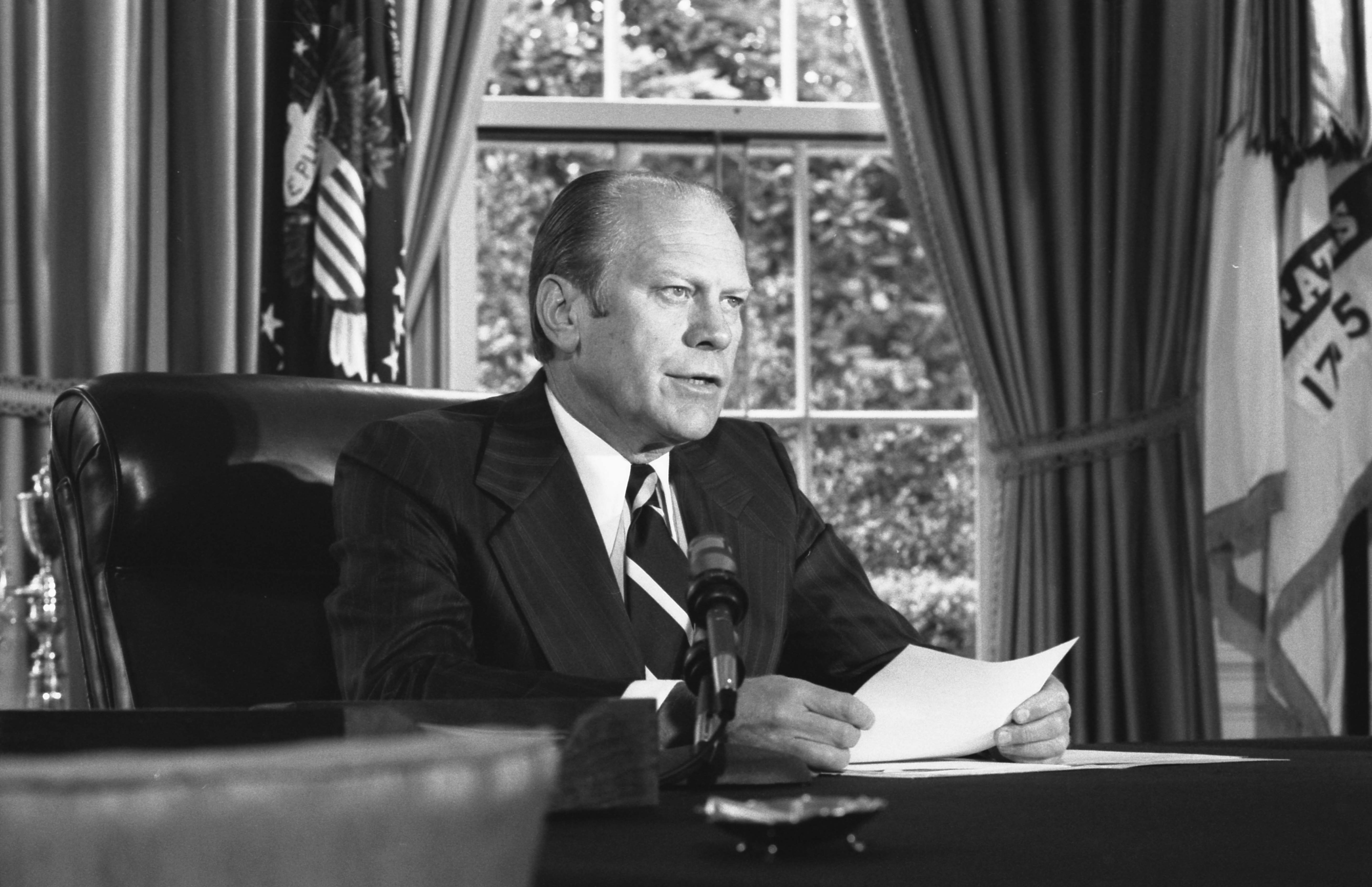
Tổng thống Ford tuyên bố quyết định ân xá của mình cho Nixon vào ngày 8 tháng 9 năm 1974 trong phòng Bầu dục.

Sau khi từ nhiệm, hai vợ chồng Nixon trở về tư dinh La Casa Pacifica tại San Clemente, California. Theo người viết tiểu sử của Nixon là Jonathan Aitken, sau khi từ nhiệm, "Nixon ở trong một tâm trạng đau khổ". Quốc hội tài trợ cho các chi phí chuyển tiếp của Nixon, gồm cả một số chi phí tiền lương, song giảm trích quỹ từ 850.000 USD xuống 200.000 USD. Một số nhân viên vẫn ở bên ông, Nixon ngồi vào bàn làm việc lúc 7 giờ sáng nhưng có ít việc để làm. Nguyên thư ký báo chí của ông là Ron Ziegler ngồi cùng riêng ông hàng giờ mỗi ngày.
Việc Nixon từ nhiệm không giúp chấm dứt đề nghị của nhiều người nhằm khiến ông bị trừng phạt. Nhà Trắng của Ford cân nhắc về một lệnh ân xá cho Nixon, song điều này không được công chúng hoan nghênh. Nixon tiếp xúc với những phái viên của Ford, ông ban đầu miễn cưỡng trong việc chấp thuận ân xá, song sau đó đồng ý làm như vậy. Tuy nhiên, Ford khăng khăng yêu cầu ông thực hiện một bản tuyên bố hối lỗi; Nixon cảm thấy rằng ông không phạm tội gì và không cần phải đưa ra một văn kiện như vậy. Ford cuối cùng đồng ý, và vào ngày 8 tháng 9 năm 1974, đương kim tổng thống đương thời ban cho Nixon một "một lệnh ân xá đầy đủ, tự do và tuyệt đối", theo đó loại trừ bất kỳ khả năng truy tố nào đối với ông. Nixon sau đó đưa ra một bản tuyên bố, trong đó nói rằng ông đã sai khi không hành động kiên định hơn và quả quyết hơn khi xử sự vụ Watergate. Ông bày tỏ hối tiếc và đau khổ về sai lầm của mình.
Đến tháng 10 năm 1974, Nixon đổ bệnh viêm tĩnh mạch. Các bác sĩ nói với Nixon rằng ông phải phẫu thuật nếu không sẽ tử vong, Nixon miễn cưỡng lựa chọn phẫu thuật, và Tổng thống Ford đến thăm ông trong bệnh viện. Nixon nhận trát hầu tòa khi xét xử ba trong số các trợ thủ cũ của mình là Dean, Haldeman, và John Ehrlichman. Thẩm phán John Sirica miễn cho việc Nixon hiện diện bất chấp phản đối của các bị cáo. Quốc hội chỉ thị cho Tổng thống Ford giữ lại các văn kiện trong thời tổng thống của Nixon, khởi đầu một cuộc chiến pháp ký kéo dài trong ba thập niên với thắng lợi của cựu tổng thống và tài sản của ông. Nixon ở trong bệnh viện khi diễn ra bầu cử giữa nhiệm kỳ năm 1974, vụ Watergate và lệnh ân xá góp phần khiến Đảng Cộng hòa mất 43 ghế trong Hạ viện và 3 ghế trong Thượng viện.

### Trở lại cuộc sống công cộng

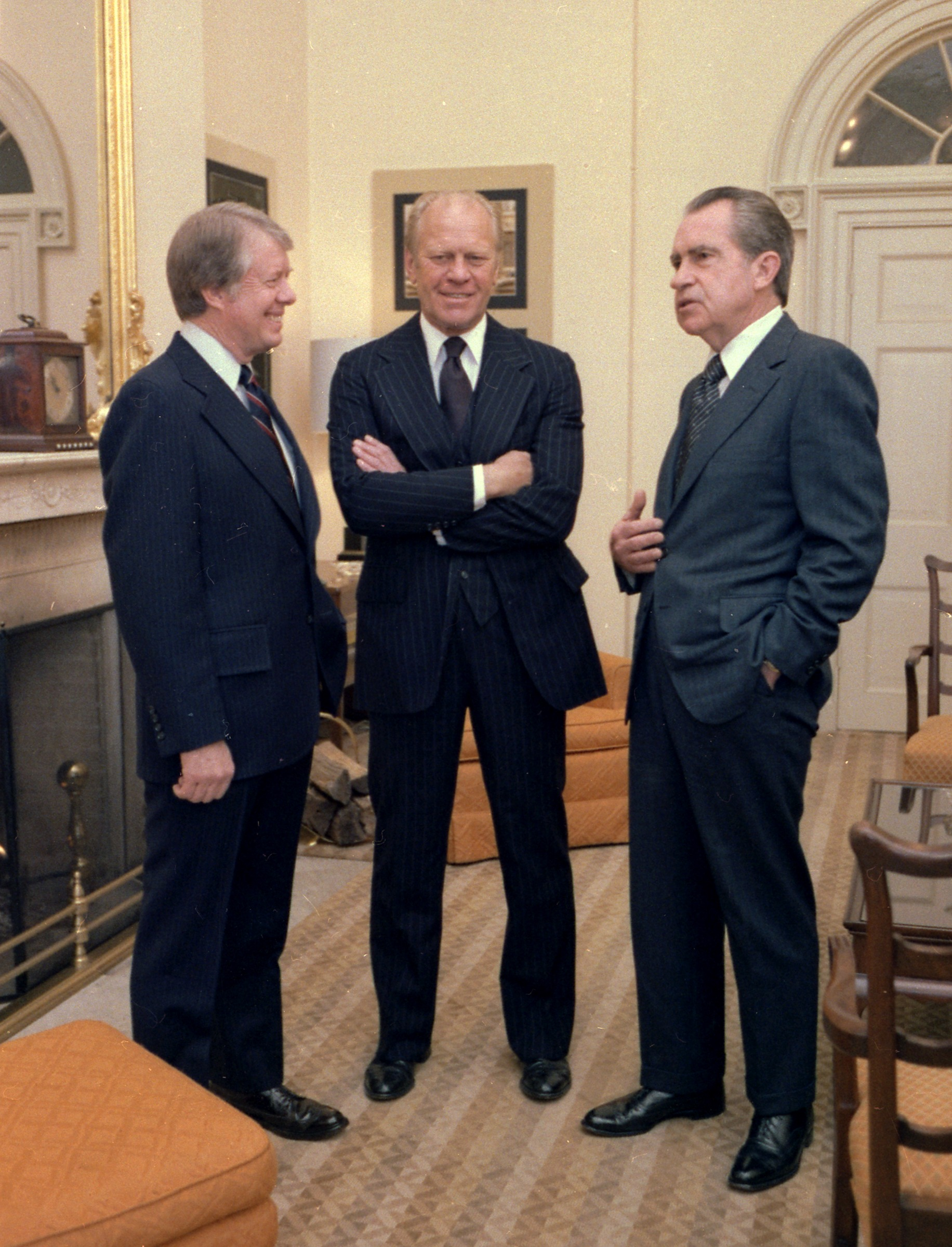
Nixon (phải) cùng với Gerald Ford (giữa) và Tổng thống Jimmy Carter (trái) tại Nhà Trắng trong tang lễ cựu Phó Tổng thống Hubert Humphrey, 1978.

Tháng 12 năm 1974, Nixon bắt đầu lên kế hoạch trở lại bất chấp những bê bối nghiêm trọng trong thời gian làm Tổng thống. Ông đã viết trong cuốn nhật ký của mình, đề cập đến bản thân và Pat,
Vậy thì cứ để như vậy. Chúng tôi sẽ kiên trì đến cùng. Chúng tôi đã trải qua những thời điểm khó khăn trước đây và chúng  có thể vượt qua những thời điểm khó khăn hơn mà chúng tôi sẽ phải trải qua bây giờ. Đó chính là lý do vì sao chúng tôi được sinh ra—để có thể chịu đựng sự trừng phạt vượt quá những gì mà bất kỳ ai từng giữ vị trí này phải chịu đựng, đặc biệt là sau khi rời khỏi nhiệm sở. Đây là một thử thách về nhân cách và chúng ta không thể thất bại trước nó.

Đầu năm 1975, sức khỏe của Nixon được cải thiện. Ông duy trì một văn phòng tại trạm tuần duyên cách nhà 300 yard, đầu tiên đi bằng xe chơi golf và sau đó đi bộ mỗi ngày; ông chủ yếu làm việc về hồi ký của bản thân. Ông hy vọng có thể chờ đợi thời cơ trước khi viết hồi ký của bản thân; song do thực tế là tài sản của ông bị tổn thất do các phí tổn và phí luật sư buộc ông phải nhanh chóng bắt đầu làm việc. Trợ cấp chuyển tiếp của ông kết thúc vào tháng hai, buộc ông phải từ biệt với nhiều trong số các nhân viên của mình, kể cả Ziegler. Đến tháng 8 cùng năm, ông gặp người dẫn chương trình và sản xuất truyền hình người Anh David Frost, người đã thanh toán cho ông 600.000 đô la (tương đương 326 triệu đô la vào năm  2021) để thực hiện một loại cuộc phỏng vấn, quay thành phim và phát sóng vào năm 1977. Họ bắt đầu với chủ đề chính sách đối ngoại, thuật lại về các nhà lãnh đạo mà ông đã biết, song phần được ghi nhớ nhất trong các cuộc phỏng vấn là về Watergate. Nixon tự nhận rằng ông đã hạ thấp quốc gia và tự lôi bản thân xuống bùn. Các phỏng vấn thu hút 45–50 triệu khán giả—trở thành chương trình được theo dõi nhiều nhất ở thể loại này trong lịch sử truyền hình.
Các phỏng vấn giúp cải thiện tình hình tài chính của Nixon—vào một thời điểm đầu năm 1975 ông chỉ có 500 đô la trong ngân hàng—cũng như bán tài sản của ông tại Key Biscayne. Trong tháng 2 năm 1976, Nixon đến Trung Quốc theo lời mời cá nhân của Mao Trạch Đông. Nixon muốn trở lại Trung Quốc, song chọn cách chờ cho đến sau chuyến công du của Ford vào năm 1975. Nixon duy trì trung lập trong cuộc chiến sơ bộ sát nút năm 1976 giữa Ford và Reagan. Ford giành thắng lợi, song thất bại trước Thống đốc Georgia Jimmy Carter trong tổng tuyển cử. Chính phủ Carter đối xử không rộng lượng với Nixon và ngăn chuyến đi dự kiến của ông đến Úc, khiến chính phủ của Thủ tướng Malcolm Fraser rút lại lời mời chính thức của họ.
Đến đầu năm 1978, Nixon tới Anh Quốc. Các nhà ngoại giao Hoa Kỳ và hầu hết bộ trưởng trong chính phủ James Callaghan xa lánh Nixon. Tuy nhiên, ông được lãnh đạo đối lập Margaret Thatcher cũng các cựu thủ tướng Alec Douglas-Home và Harold Wilson hoan nghênh. Hai cựu thủ tướng khác là Harold Macmillan và Edward Heath từ chối gặp Nixon. Nixon phát biểu với Oxford Union về Watergate: "Một số ngườì nói tôi không xử sự đúng đắn và họ đúng" nhưng hãy nhìn vào các thành tựu của ông.

### Tác giả và chính khách lão làng

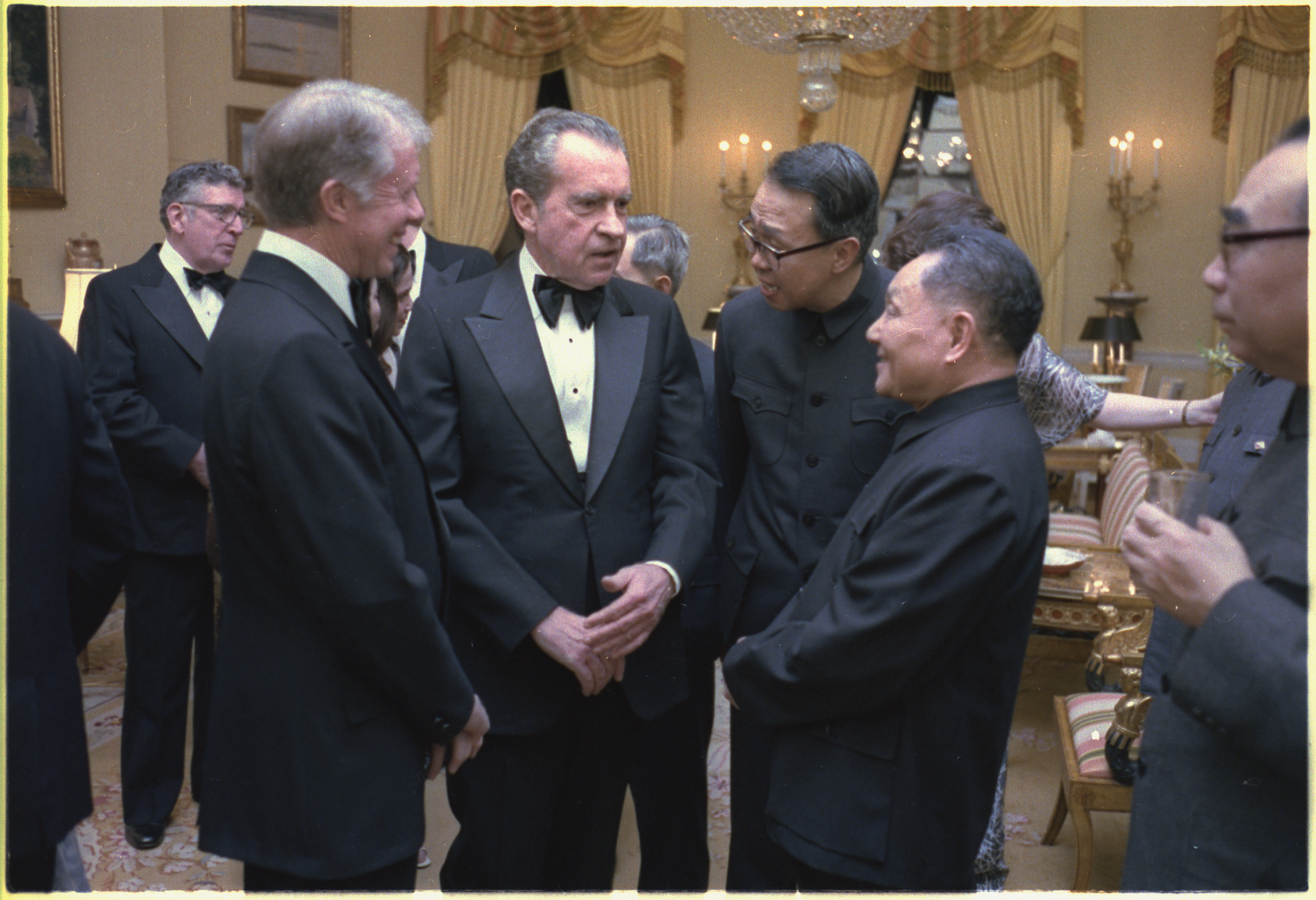
Nixon nói chuyện với Phó Thủ tướng Trung Quốc Đặng Tiểu Bình và Tổng thống Hoa Kỳ Jimmy Carter tại Nhà Trắng năm 1979

Năm 1978, Nixon xuất bản hồi ký RN: The Memoirs of Nixon, cuốn đầu tiên trong 10 cuốn sách mà ông là tác giả trong thời gian nghỉ hưu. Cuốn sách bán chạy và nhận được phản ứng phê bình tổng thể là tích cực. Nixon đến Nhà Trắng vào năm 1979, theo lời mới của Carter để dự quốc yến với Phó Thủ tướng Trung Quốc Đặng Tiểu Bình. Carter không muốn mời Nixon, song Đặng Tiểu Bình nói rằng ông ta sẽ đến thăm Nixon tại California nếu cựu tổng thống không được mời. Nixon có cuộc họp riêng với Đặng Tiểu Bình và đến thăm Bắc Kinh một lần nữa vào giữa năm 1979.
Đến đầu năm 1980, vợ chồng Nixon chuyển đến thành phố New York. khi cựu hoàng Iran từ trần tại Ai Cập vào tháng 7 năm 1980, Nixon tham dự tang lễ bất chấp ý kiến của Bộ Ngoại giao là không cử đại diện của Hoa Kỳ. Mặc dù Nixon không được ủy nhiệm chính thức, song do là một cựu tổng thống nên ông được xem là sự hiện diện của Hoa Kỳ trong tang lễ cựu đồng minh của họ. Nixon ủng hộ Ronald Reagan trong cuộc bầu cử tổng thống năm 1980, xuất hiện trên truyền hình và phác họa bản thân như là "chính khách lão luyện" theo lời người viết tiểu sử Stephen Ambrose. Ông viết các bài báo được đặt hàng cho nhiều ấn phẩm xuất bản trong chiến dịch và cả sau khi Reagan thắng cử. Sau 18 tháng trong sống trong nhà tại thành phố New York, Nixon và vợ chuyến đến Saddle River, New Jersey vào năm 1981.
Trong suốt thập niên 1980, Nixon duy trì một lịch trình đầy tham vọng với các cam kết phát biểu và viết văn, lữ hành, và gặp gỡ nhiều lãnh đạo ngoại quốc, đặc biệt là các lãnh đạo trong Thế giới thứ ba. Ông cùng với các cựu tổng thống Ford và Carter đóng vai trò là đại diện cho Hoa Kỳ trong tang lễ Tổng thống Ai Cập Anwar Sadat. Trong một chuyến đi đến Trung Đông, Nixon trình bày quan điểm của ông về Ả Rập Saudi và Libya, được truyền thông Hoa Kỳ chú ý đáng kể; The Washington Post đăng những câu chuyện về "phục nguyên" của Nixon. Nixon đến Liên Xô vào năm 1986 và khi trở về ông gửi cho Tổng thống Reagan một bị vong lục dài bao gồm những đề nghị về chính sách ngoại giao và những ấn tượng cá nhân của ông với Mikhail Gorbachev. Sau chuyến đi này, Nixon được xếp hạng là một trong mười người được ngưỡng mộ nhất trên thế giới theo một thăm dò của Gallup.
Năm 1986, Nixon phát biểu tại một hội nghị của những nhà xuất bản báo chí, gây ấn tượng với các khán giả bằng tour d'horizon thế giới của ông. Newsweek đăng một câu chuyện "sự trở lại của Nixon" với tiêu đề "ông ấy trở lại".
Ngày 19 tháng 7 năm 1990, Thư viện và Sinh quán Nixon tại Yorba Linda, California được khánh thành với sự tham dự của vợ chồng Nixon. Họ tham dự với một đám đông lớn, gồm cả các tổng thống Ford, Reagan, và George H. W. Bush, cũng như các phu nhân của họ. Vào tháng 1 năm 1991, cựu tổng thống thành lập Trung tâm Nixon (nay là Trung tâm lợi ích quốc gia), một trung tâm cố vấn chính sách và hội nghị tại thủ đô Washington, D.C.
Pat Nixon từ trần ngày 22 tháng 6 năm 1993 do bệnh khí thũng và ung thư phổi. Tang lễ cho bà được tổ chức tại khu đất của Thư viện và Sinh quán Nixon. Cựu Tổng thống Nixon quẫn trí trong suốt lễ mai táng.

## Từ trần và tang lễ

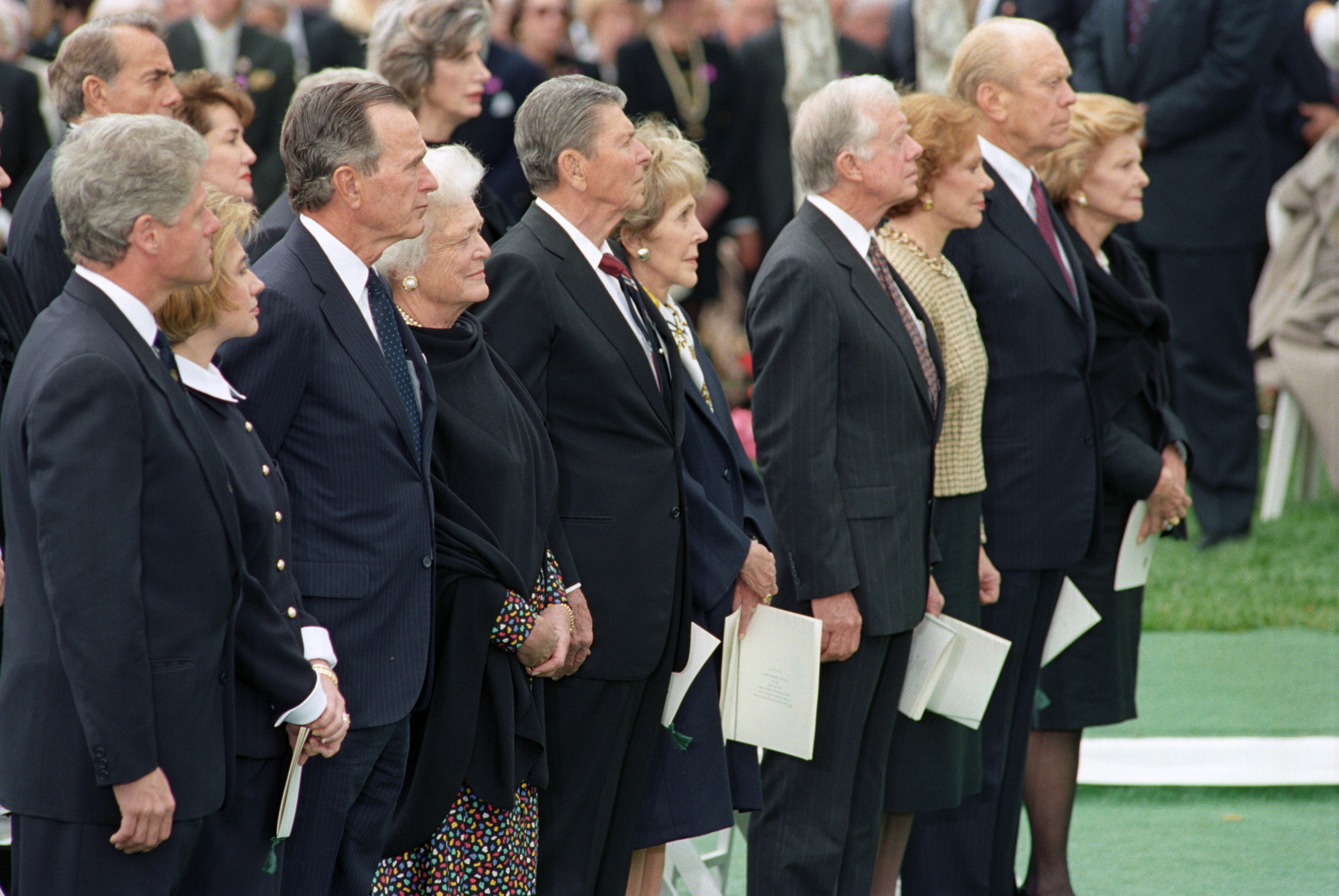
Năm tổng thống Hoa Kỳ cùng đệ nhất phu nhân của họ tham dự tang lễ cho Nixon, 27 tháng 4 năm 1994.

Nixon bị đột quỵ nghiêm trọng vào ngày 18 tháng 4 năm 1994, trong lúc chuẩn bị để ăn tối tại tư gia thuộc Park Ridge. Do tình trạng tim của ông, một cục máu đông đã hình thành trong tim trên, rời ra, và đi lên não. Ông được đưa đến Bệnh viện NewYork-Presbyterian tại Manhattan, ban đầu tỉnh táo song không thể nói hay chuyển động tay hoặc chân phải. Tổn hại đến não gây ra phù, và Nixon rơi vào một trạng thái hôn mê sâu. Ông trút hơi thở cuối cùng vào lúc 9:08 tối ngày 22 tháng 4 năm 1994, với các con gái ở bên giường bệnh. Ông hưởng thọ 82 tuổi.
Tang lễ cho Nixon diễn ra vào ngày 27 tháng 4 năm 1994. Những người truy điệu trong lễ diễn ra tại Thư viện Nixon gồm có cả Tổng thống Bill Clinton, cựu Bộ trưởng Ngoại giao Henry Kissinger, Lãnh đạo phe thiểu số trong Hạ viện Bob Dole, Thống đốc California Pete Wilson, và Giáo sĩ Billy Graham. Tham dự tang lễ còn có các cựu tổng thống Ford, Carter, Reagan, George H. W. Bush, cùng phu nhân của họ.
Nixon được an táng cạnh vợ là Pat trong khuôn viên của Thư viện Nixon. Ông để lại hai người con gái là Tricia và Julie, và bốn người cháu. Để phù hợp với di nguyện của ông, tang lễ không hoàn toàn là một quốc tang, song thi thể của ông được đặt tại hành lang Thư viện Nixon từ 26 tháng 4 đến sáng hôm diễn ra tang lễ. Những người đến viếng chờ đợi thành hàng dài và phải mất tám giờ trong thời tiết ẩm ướt, se lạnh để bày tỏ lòng thành kính. Lúc cao điểm, dòng người chờ viếng Nixon dài 3 dặm với ước tính là 42.000 người.
John F. Stacks của Time đã nói về Nixon ngay sau khi ông qua đời,
Nghị lực vượt trội và sự quyết tâm đã thúc đẩy ông trên con đường phục hồi và gây dựng lại sau mỗi thảm họa mà ông tự chuốc lấy. Để giành lại một vị trí được kính trọng trong đời sống công chúng Mỹ sau khi từ chức, ông tiếp tục đến thăm và đàm đạo với các nhà lãnh đạo thế giới ... và vào thời điểm Bill Clinton đến Nhà Trắng [năm 1993], Nixon gần như đã củng cố vai trò của mình với tư cách là một chính khách lão làng. Clinton, có vợ là nhân viên của ủy ban bỏ phiếu luận tội Nixon, đã thường xuyên gặp Nixon công khai và luôn xin lời khuyên của ông.
Tom Wicker của The New York Times cho rằng Nixon chỉ được xem là ngang bằng với Franklin Roosevelt trong việc có 5 lần được ra tranh cử cho một chính đảng lớn, trích dẫn bài phát biểu chia tay năm 1962 của Nixon, viết rằng:
Nixon với gương mặt râu quai nón vuông vức, sống mũi thẳng băng và trán chữ M, hai cánh tay giơ cao làm dấu chữ V, đã thường xuyên được chụp lại và làm biếm họa, sự hiện diện của ông đã trở thành một hình ảnh quen thuộc trên đất nước này, ông đã thường xuyên dính vào nhiều cuộc tranh cãi gay gắt, đến mức khó có thể nhận ra rằng quốc gia này thực sự sẽ không "còn Nixon để mà tranh biện nữa".

## Di sản
Nhà sử học và nhà khoa học chính trị James MacGregor Burns đã đặt câu hỏi về Nixon: "Làm thế nào để đánh giá một vị tổng thống đặc biệt như ông, vừa tài ba nhưng lại thiếu đạo đức?"  Những người viết tiểu sử của Nixon bất đồng về việc lịch sử sẽ nhận thức ông như thế nào. Theo Ambrose, "Nixon muốn được đánh giá bằng những gì ông từng thực hiện. Ông sẽ được mọi người nhớ đến với cơn ác mộng ông đưa đến cho quốc gia trong nhiệm kỳ thứ nhì của mình và sự từ nhiệm của ông." Một người ghi chép về sự nghiệp của Nixon trong Quốc hội là Irwin Gellman thì nói rằng "ông là người xuất sắc trong số các đồng nghị sĩ với mình, một tiểu sử thành công trong một thời đại khó khăn, một người đã gợi ý một tiến trình chống cộng hợp lý tương phản với sự quá độ của McCarthy". Jonathan Aitken thấy rằng "Nixon, trong vai trò một nhân vật và một chính khách, bị phỉ báng quá đáng vì những khuyết điểm của mình và những ưu điểm của ông không được công nhận thích đáng."

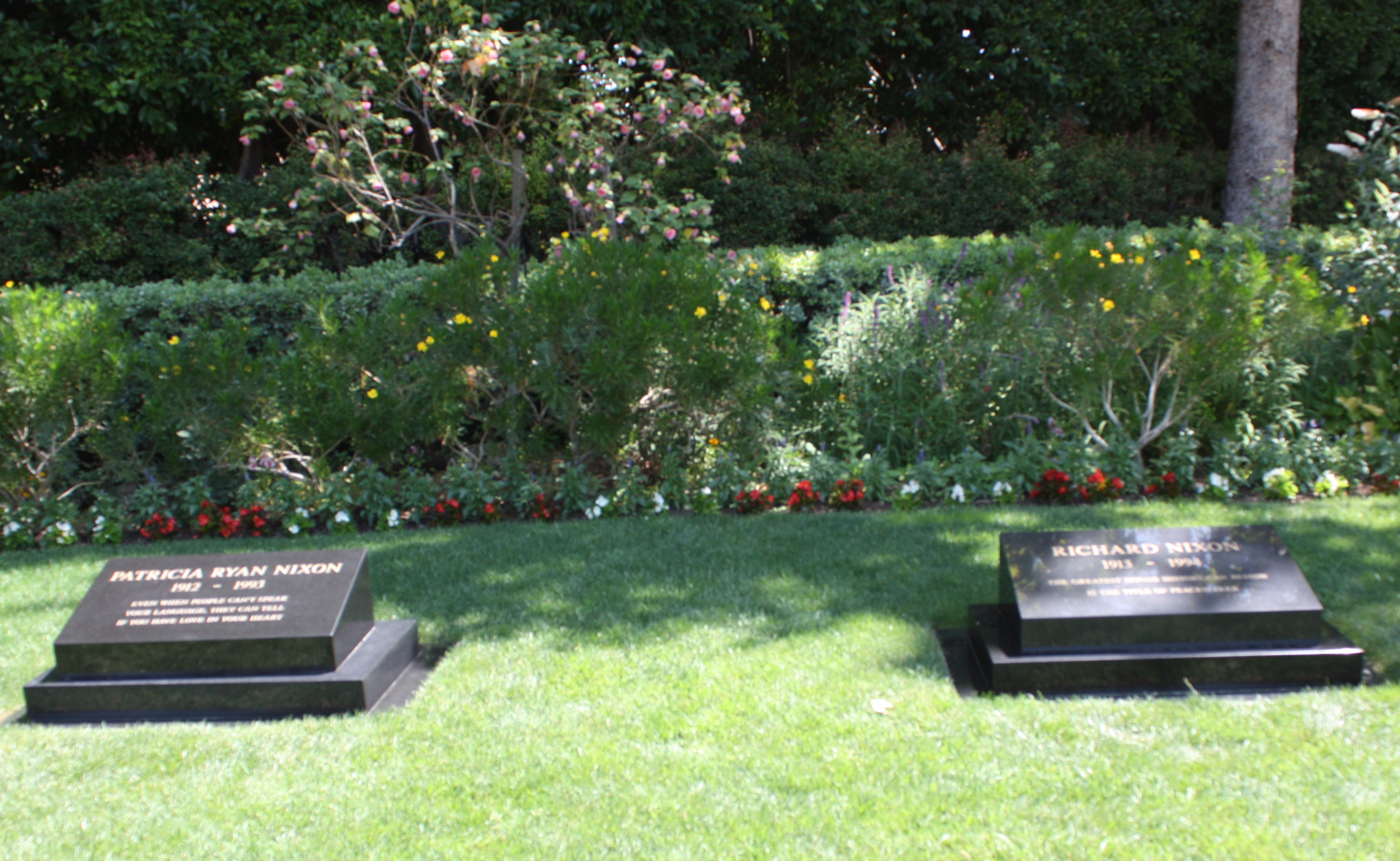
Phần mộ của Tổng thống Nixon (phải) và Đệ nhất phu nhân Pat Nixon

Chiến lược miền Nam của Nixon được một số sử gia cho là căn nguyên khiến miền Nam trở thành một thành trì của Đảng Cộng hòa, trong khi những người khác thì cho rằng các yếu tố kinh tế quan trọng hơn trong sự thay đổi này. Trong suốt sự nghiệp của mình, ông có công trong việc chuyển Đảng Cộng hòa ra xa tầm kiểm soát của những người theo chủ nghĩa biệt lập, và trong vai trò là một nghị sĩ ông là một người chủ trương có tài thuyết phục trong việc ngăn chặn chủ nghĩa cộng sản Liên Xô.
Nixon cho rằng các chính sách của ông đối với Việt Nam, Trung Quốc, và Liên Xô đóng vai trò quan trọng trong vị trí lịch sử của ông. Đối thủ một thời của Nixon là George McGovern bình luận vào năm 1983, "Tổng thống Nixon đại khái đã có một cách tiếp cận thực tế hơn với hai siêu cường là Trung Quốc và Liên Xô so với bất kỳ tổng thổng nào khác kể từ Chiến tranh thế giới thứ hai... Ngoại trừ việc tiếp tục không thể dung thứ của ông trong chiến tranh tại Việt Nam, Nixon thực sự sẽ được đánh giá cao trong lịch sử." Nhà khoa học chính trị Jussi M. Hanhimäki thì bất đồng, cho rằng chính sách của Nixon chỉ là một sự tiếp nối của chính sách ngăn chặn thời Chiến tranh Lạnh, sử dụng ngoại giao thay vì các biện pháp quân sự.
Sử gia Keith W. Olson viết rằng Nixon đã để lại một di sản của sự không tin tưởng cơ bản vào chính phủ bắt nguồn từ Chiến tranh Việt Nam và Watergate. Trong các cuộc khảo sát của các sử gia và nhà khoa học chính trị, Nixon thường được xếp hạng là một tổng thống dưới mức trung bình. Trong vụ luận tội Bill Clinton vào năm 1998, cả hai bên đều cố sử dụng Nixon và Watergate để tạo lợi thế cho mình: phe Cộng hòa cho rằng hành vi sai trái của Clinton có thể so sánh với tội của Nixon, trong khi phe Dân chủ tranh luận rằng các hành động của Nixon nghiêm trọng hơn nhiều so với các hành động của tổng thống đương nhiệm. Di sản khác kéo dài trong một thời gian đó là sự suy giảm quyền lực của tổng thống do Quốc hội thông qua pháp luật hạn chế do sự kiện Watergate. Olson cho rằng việc trao thêm quyền lực cho Tổng thống George W. Bush sau các cuộc tấn công ngày 11 tháng 9 giống như phục hồi quyền lực của tổng thống.

## Cá tính và hình ảnh công chúng

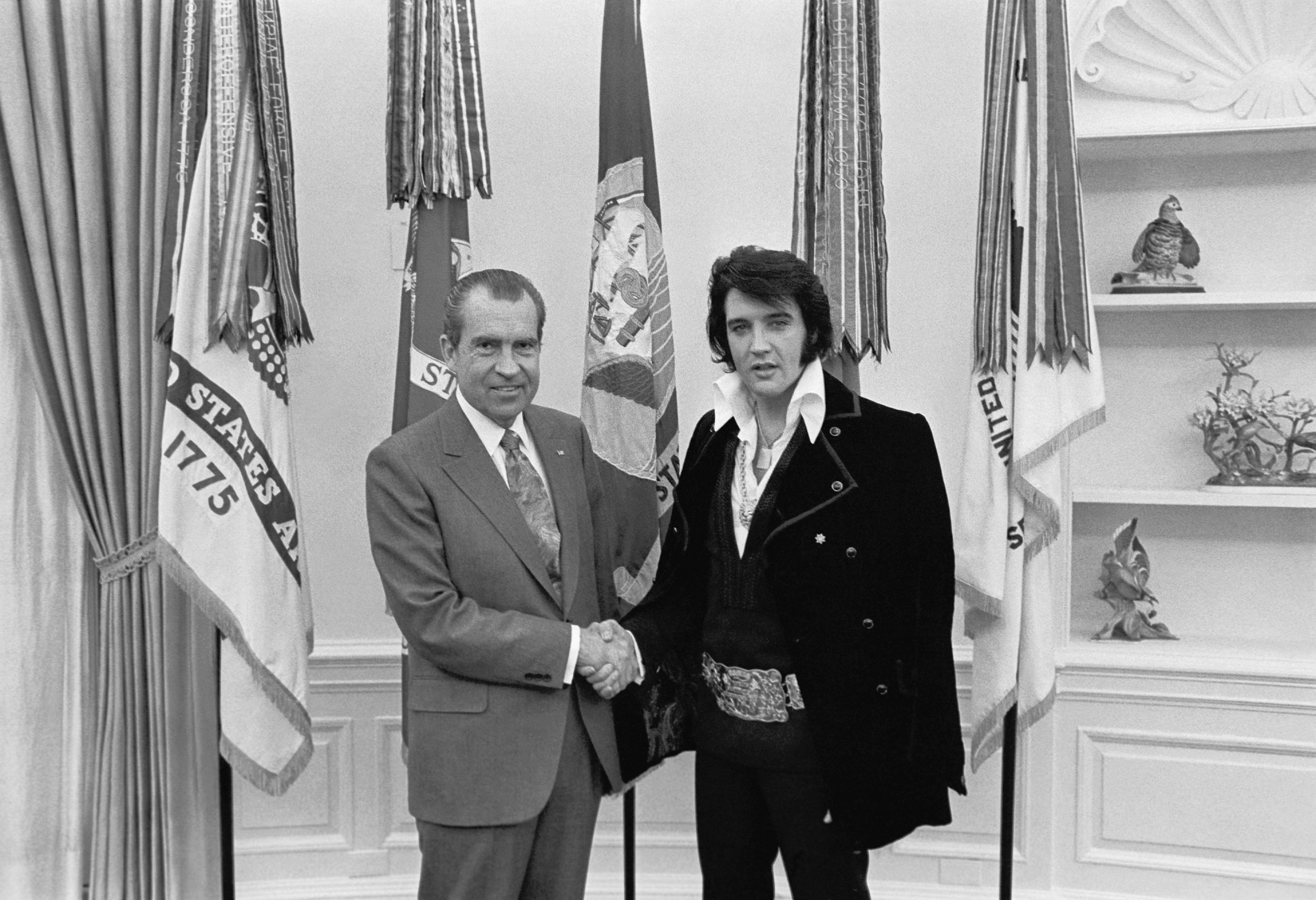
Nixon gặp Elvis Presley vào tháng 12 năm 1970: "The President & The King"

Sự nghiệp của Nixon thường xuyên bị ảnh hưởng bởi hình tượng của ông và cách công chúng nhìn nhận nó. Các họa sĩ biếm họa và diễn viên hài thường phóng đại diện mạo và cử chỉ của ông, đến mức ranh giới giữa con người và các bức biếm họa ngày càng trở nên mờ nhạt. Ông thường được phác họa là không cạo râu, vai xuôi, trán có nếp nhăn và đầy mồ hôi.
Nixon có tính cách phức tạp, vừa kín đáo và vụng về, nhưng lại có suy nghĩ sâu sắc về bản thân. Ông có khuynh hướng giữ khoảng cách với mọi người xung quanh và tuân theo nghi thức trên mọi phương diện, thậm chí mặc áo khoác và thắt cà vạt ngay cả khi ở nhà một mình. Nhà viết tiểu sử về Nixon là Conrad Black mô tả ông là người "tâm huyết" nhưng cũng "không thoải mái với chính mình ở một số khía cạnh". Theo Black, Nixon
tin rằng định mệnh của ông là phải gánh chịu những sự vu khống, sự phản bội, bị ngược đãi và hiểu lầm, không được đánh giá cao, và phải đối mặt với những thách thức giống như Gióp. Tuy nhiên, bằng cách áp dụng quyết tâm mạnh mẽ, sự kiên trì và cần cù của mình, ông sẽ chinh phục được mọi khó khăn và đạt được mục tiêu cuối cùng.
Người viết tiểu sử Elizabeth Drew đã tóm tắt Nixon là một "người đàn ông thông minh, tài năng, nhưng lại rất đặc biệt và có những cảm xúc tồi tệ hơn nhiều so với các vị tổng thống khác". Trong bài tường thuật về nhiệm kỳ tổng thống của Nixon, tác giả Richard Reeves đã miêu tả ông là "một người kỳ lạ, e dè và khó chịu, làm việc hiệu quả nhất khi ở một mình với suy nghĩ của bản thân". Reeves cho rằng, tính cách của Nixon là nguyên nhân chính dẫn đến sự thất bại trong nhiệm kỳ tổng thống của ông:
Ông ấy luôn coi thường người khác và chỉ ra điều tồi tệ nhất bên trong họ. Ông  bám víu vào khái niệm về sự "mạnh mẽ". Ông ấy nghĩ rằng đó là điều đã đưa ông tới đỉnh cao. Nhưng thật ra chính điều đó đã phản bội ông. Ông ấy không thể cởi mở với những người khác cũng như không thể trân trọng những giá trị vĩ đại thực sự."
Trong tháng 10 năm 1999, một trong số những cuốn băng ghi âm tại Nhà Trắng vào năm 1971 được công bố, trong cuốn băng có những phát biểu của Nixon được xem là xúc phạm đến người Do Thái. Trong một đàm thoại với H. R. Haldeman, Nixon nói rằng Washington bị "dân Do Thái tràn ngập" và rằng "đại bộ phận người Do Thái đều không trung thành," ngoại lệ là một số trợ thủ cao cấp của ông. Cũng trong các băng ghi âm vào năm 1971, Nixon phủ nhận bản thân là người bài Do Thái, nói rằng "Nếu người nào đó từng ngồi trên cái ghế này có lý do để bài Do Thái, thì đó là tôi... Và tôi không như vậy, ông hiểu ý tôi chứ?"
Khi được kể rằng hầu hết người Mỹ, thậm chí là ở cuối sự nghiệp của ông, đã không cảm thấy rằng họ hiểu biết về ông, Nixon hồi đáp "Vâng, điều đó chính xác. Và họ không cần thiết phải biết."

## Chú giải
1. ↑   Black, tr. 583–585. Năm 1972, tỷ lệ phiếu bầu của người Do Thái cho Nixon tăng gấp đôi, từ 17 phần trăm lên 35 phần trăm. Merkley, tr. 68.
2. 1 2  tự nguyện đối với người lao động

### Sách
- Aitken, Jonathan (1996). Nixon: A Life. Washington, D.C.: Regnery Publishing. ISBN 978-0-89526-720-7.
- Ambrose, Stephen E. (1987). Nixon: The Education of a Politician 1913–1962. New York: Simon & Schuster. ISBN 978-0-671-52836-2.
- Ambrose, Stephen E. (1989). Nixon: The Triumph of a Politician 1962–1972. New York: Simon & Schuster. ISBN 978-0-671-72506-8.
- Ambrose, Stephen E. (1991). Nixon: Ruin and Recovery 1973–1990. New York: Simon & Schuster. ISBN 978-0-671-69188-2.
- Black, Conrad (2007). Richard M. Nixon: A Life in Full. New York: PublicAffairs Books. ISBN 978-1-58648-519-1.
- Blythe, Will (2006). To Hate Like This is to be Happy Forever. New York: Harper Collins. ISBN 978-0-06-074023-8.
- Boger, John Charles (2005). School Resegregation: Must the South Turn Back?. Chapel Hill, N.C.: University of North Carolina Press. ISBN 978-0-8078-5613-0.
- Dallek, Robert (2007). Nixon and Kissinger: Partners in Power. New York: HarperCollins. ISBN 978-0-06-072230-2.
- Drew, Elizabeth (2007). Richard M. Nixon. The American Presidents Series. New York: Times Books. ISBN 978-0-8050-6963-1.
- Evans, Rowland; Novak, Robert (1971). Nixon in the White House: The Frustration of Power. New York: Random House. ISBN 978-0-394-46273-8.
- Ezell, Edward Clinton; Ezell, Linda Neuman (1978). The Partnership: A History of the Apollo-Soyuz Test Project. Washington D.C.: NASA History Office. Bản gốc lưu trữ ngày 23 tháng 1 năm 2011. Truy cập ngày 1 tháng 8 năm 2014.
- Ferris, Gary W. (1999). Presidential Places: A Guide to the Historic Sites of the U.S. Presidents. Winston Salem, N.C.: John F. Blair. ISBN 978-0-89587-176-3.
- Foner, Eric (2006). Give Me Liberty!: An American History. Quyển 2. New York: W. W. Norton & Co. ISBN 978-0-393-92784-9.
- Frick, Daniel (2008). Reinventing Richard Nixon. Lawrence, Kans.: University of Kansas Press. ISBN 978-0-7006-1599-5.
- Frum, David (2000). How We Got Here: The '70s. New York: Basic Books. ISBN 978-0-465-04195-4.
- Gaddis, John Lewis (1982). Strategies of Containment: A Critical Appraisal of Postwar American National Security Policy. Oxford: Oxford University Press. ISBN 978-0-19-503097-6.
- Gellman, Irwin (1999). The Contender. New York: The Free Press. ISBN 978-1-4165-7255-8.
- Guan, Ang Cheng (2003). Ending the Vietnam War: The Vietnamese Communists' Perspective. Florence, Ky.: RoutledgeCurzon. ISBN 978-0-415-40619-2.
- Hepplewhite, T.A. (1999). The Space Shuttle Decision: NASA's Search for a Reusable Space Vehicle. Washington D.C.: NASA History Office.
- Hetzel, Robert L. (2008). The Monetary Policy of the Federal Reserve. New York: Cambridge University Press. ISBN 978-0-521-88132-6.
- Kornitzer, Bela (1960). The Real Nixon: An Intimate Biography. New York: Rand McNally & Company.
- Langguth, A.J. (2004). Our Vietnam: The War 1954–1975. New York: Simon and Schuster. ISBN 9780743212441.
- Merkley, Paul Charles (2004). American Presidents, Religion, and Israel: the Heirs of Cyrus. Westport, Conn.: Greenwood Publishing Group. ISBN 978-0-275-98340-6.
- Morris, Roger (1990). Richard Milhous Nixon: The Rise of an American Politician. New York: Henry Holt & Co. ISBN 978-0-8050-1834-9.
- Nixon, Richard (1978). RN: The Memoirs of Richard Nixon. New York: Grosset & Dunlap. ISBN 978-0-448-14374-3.
- Nixon, Richard (1985). No More Vietnams. Westminster, Md.: Arbor House Publishing Company. ISBN 978-0-87795-668-6.
- Parmet, Herbert S. (1990). Richard Nixon and His America. Boston: Little, Brown & Co. ISBN 978-0-316-69232-8.
- Perlstein, Richard (2008). Nixonland: The Rise of a President and the Fracturing of America. New York: Scribner. ISBN 978-0-743-24302-5.
- Reeves, Richard (2001). President Nixon: Alone in the White House. New York: Simon & Schuster. ISBN 978-0-684-80231-2.
- Safire, William (2005) [1975]. Before The Fall: An Insider View of the Pre-Watergate White House, with a 2005 Preface by the Author. Transaction Publishers. ISBN 9781412804660. Originally published: Garden City, N.Y.: Doubleday, 1975 (new material 2005)
- Small, Melvin, biên tập (2011). A Companion to Richard M. Nixon. Oxford: Wiley-Blackwell. ISBN 978-1-4443-3017-5.
- Schulzinger, Robert D. (2003). A Companion to American Foreign Relations. Oxford: Blackwell Publishing. ISBN 978-1-4051-4986-0.
- Thompson, John B. (2000). Political Scandal: Power and Visibility in the Media Age. Cambridge: Polity Press. ISBN 978-0-7456-2550-8.
- Tyler, Patrick (2010). A World of Trouble: The White House and the Middle East – from the Cold War to the War on Terror. New York: Macmillan.
- White, Theodore H. (1973). The Making of the President 1972. New York: Antheneum. ISBN 978-0-689-10553-1.
- Zhai, Qiang (2000). China and the Vietnam Wars, 1950–1975. Chapel Hill, N.C.: University of North Carolina Press. ISBN 978-0-8078-4842-5.

### Thư viện Nixon
- "Childhood". The Life. Richard Nixon Presidential Library and Museum. Bản gốc lưu trữ ngày 21 tháng 10 năm 2013. Truy cập ngày 16 tháng 7 năm 2011.
- "A Student & Sailor". The Life. Richard Nixon Presidential Library and Museum. Bản gốc lưu trữ ngày 21 tháng 10 năm 2013. Truy cập ngày 16 tháng 7 năm 2011.
- "The Nixon Family". The Life. Richard Nixon Presidential Library and Museum. Bản gốc lưu trữ ngày 21 tháng 10 năm 2013. Truy cập ngày 16 tháng 7 năm 2011.
- "The Congressman". The Life. Richard Nixon Presidential Library and Museum. Bản gốc lưu trữ ngày 15 tháng 6 năm 2013. Truy cập ngày 17 tháng 7 năm 2011.
- "The Senator". The Life. Richard Nixon Presidential Library and Museum. Bản gốc lưu trữ ngày 16 tháng 2 năm 2013. Truy cập ngày 17 tháng 7 năm 2011.
- "The Vice President". The Life. Richard Nixon Presidential Library and Museum. Bản gốc lưu trữ ngày 15 tháng 6 năm 2013. Truy cập ngày 17 tháng 7 năm 2011.
- "The President". The Life. Richard Nixon Presidential Library and Museum. Bản gốc lưu trữ ngày 20 tháng 11 năm 2012. Truy cập ngày 17 tháng 7 năm 2011.
- "Post Presidency". The Life. Richard Nixon Presidential Library and Museum. Bản gốc lưu trữ ngày 21 tháng 10 năm 2013. Truy cập ngày 5 tháng 3 năm 2012. {{Chú thích web}}: Đã bỏ qua tham số không rõ |= (trợ giúp)
- Lee, Meghan. "Guide to the Nixon Family Collection (1909–1967)". Richard Nixon Presidential Library and Museum. {{Chú thích tạp chí}}: Chú thích magazine cần |magazine= (trợ giúp)